# Biserica fortificată din Proștea Mare

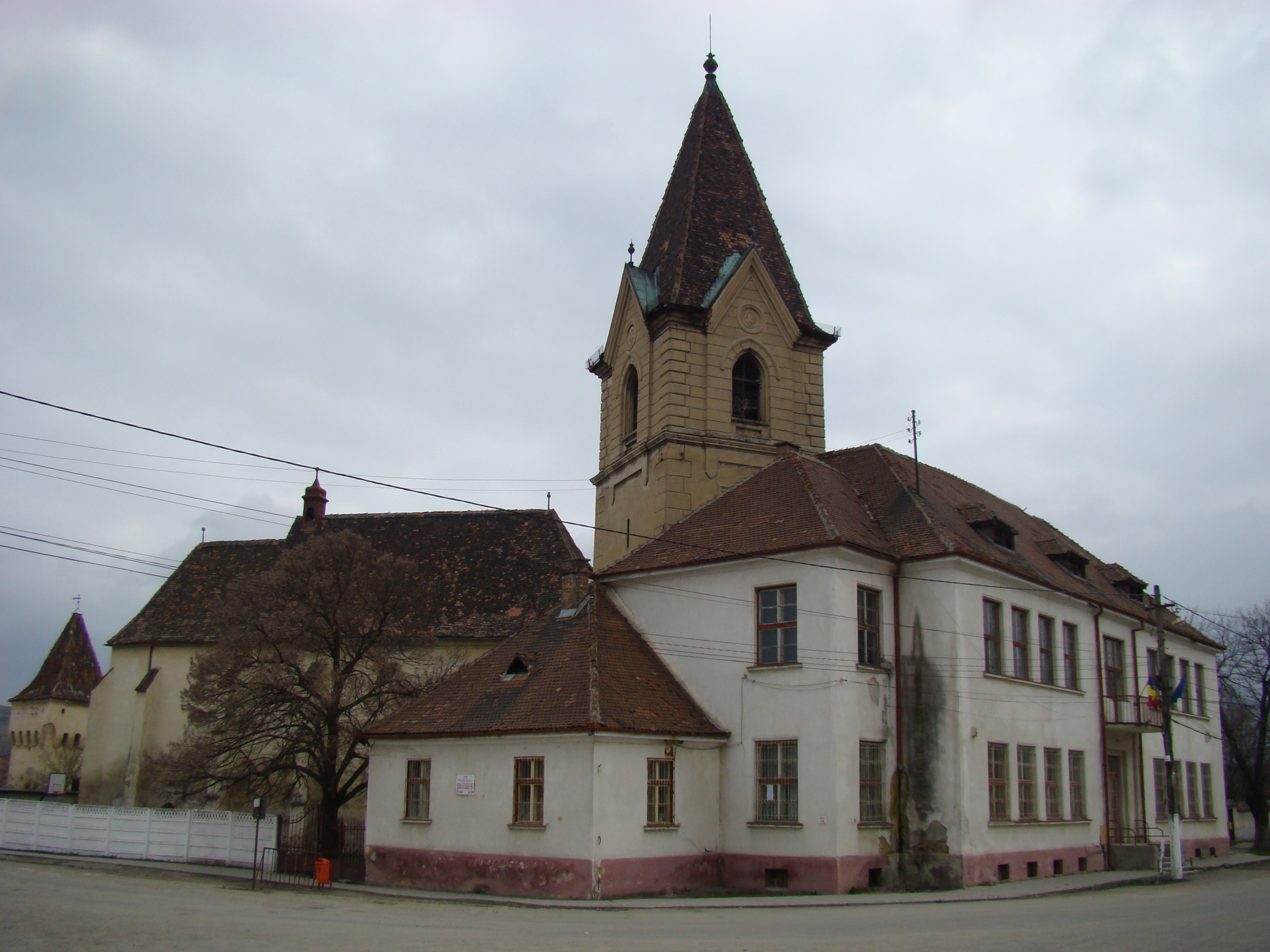
Biserica evanghelică fortificată din Târnava, comuna Târnava, județul Sibiu, foto: aprilie 2013.

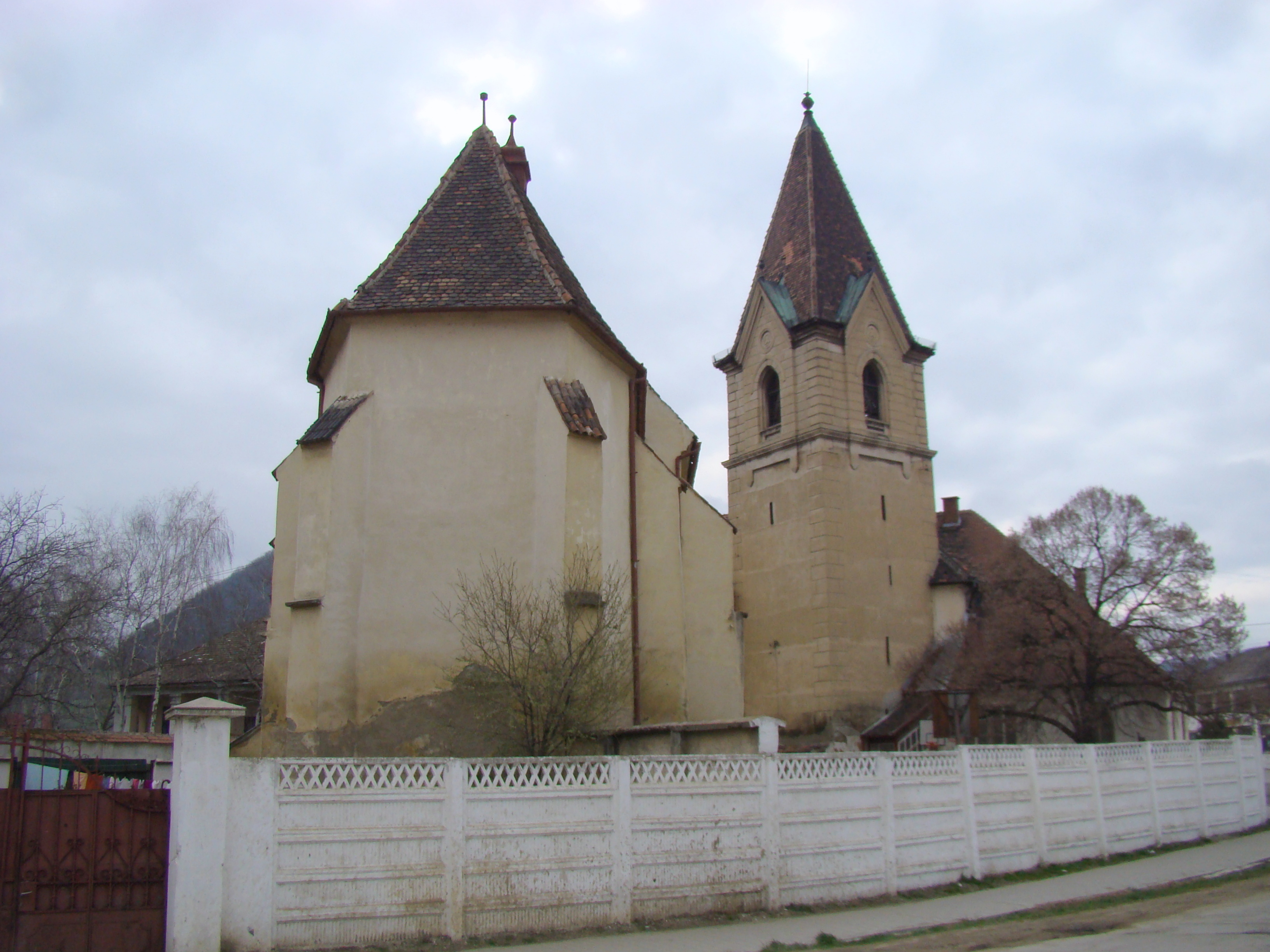
Biserica evanghelică fortificată din Târnava, comuna Târnava, județul Sibiu, foto: aprilie 2013.

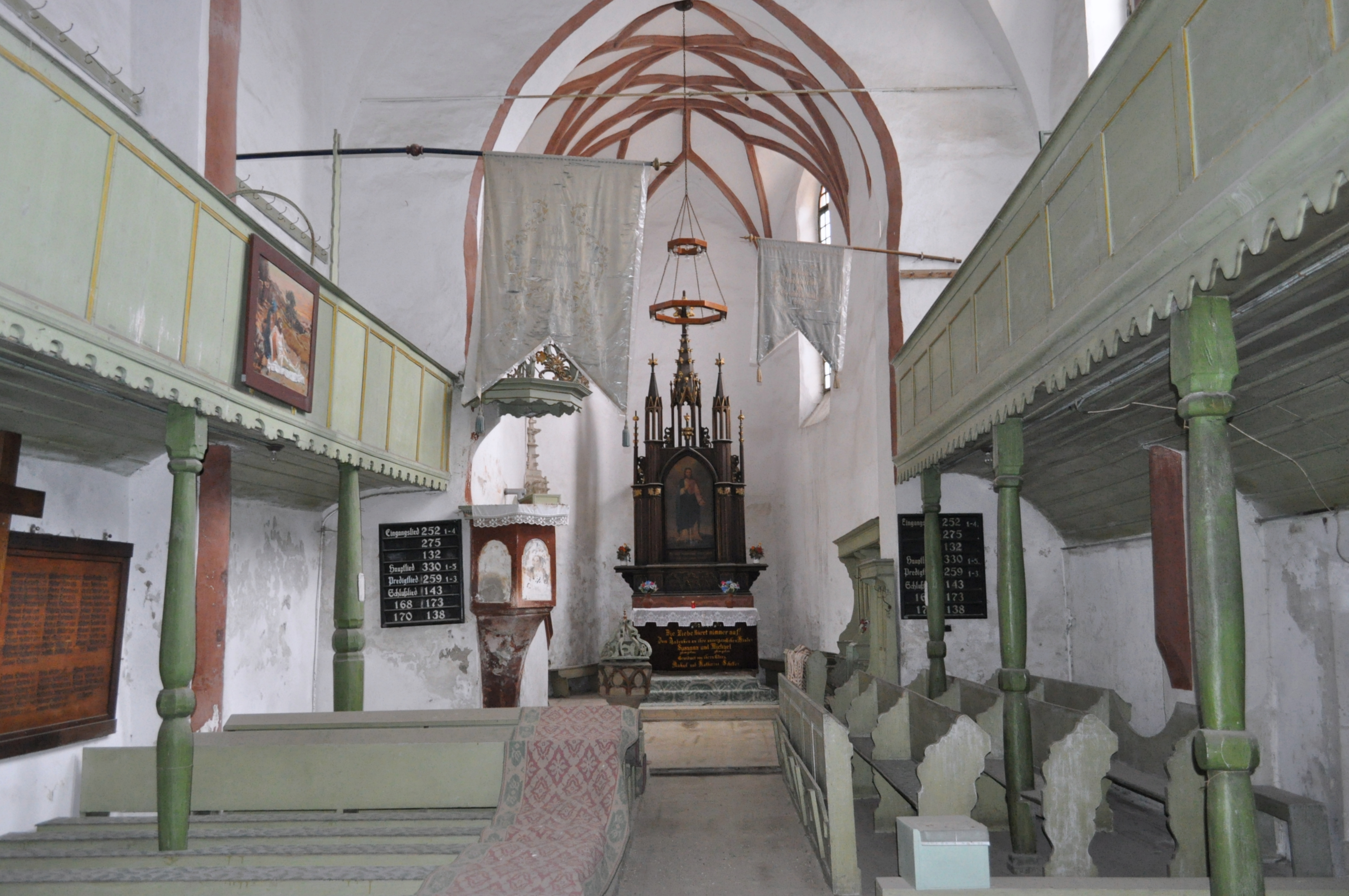
Nava spre altar

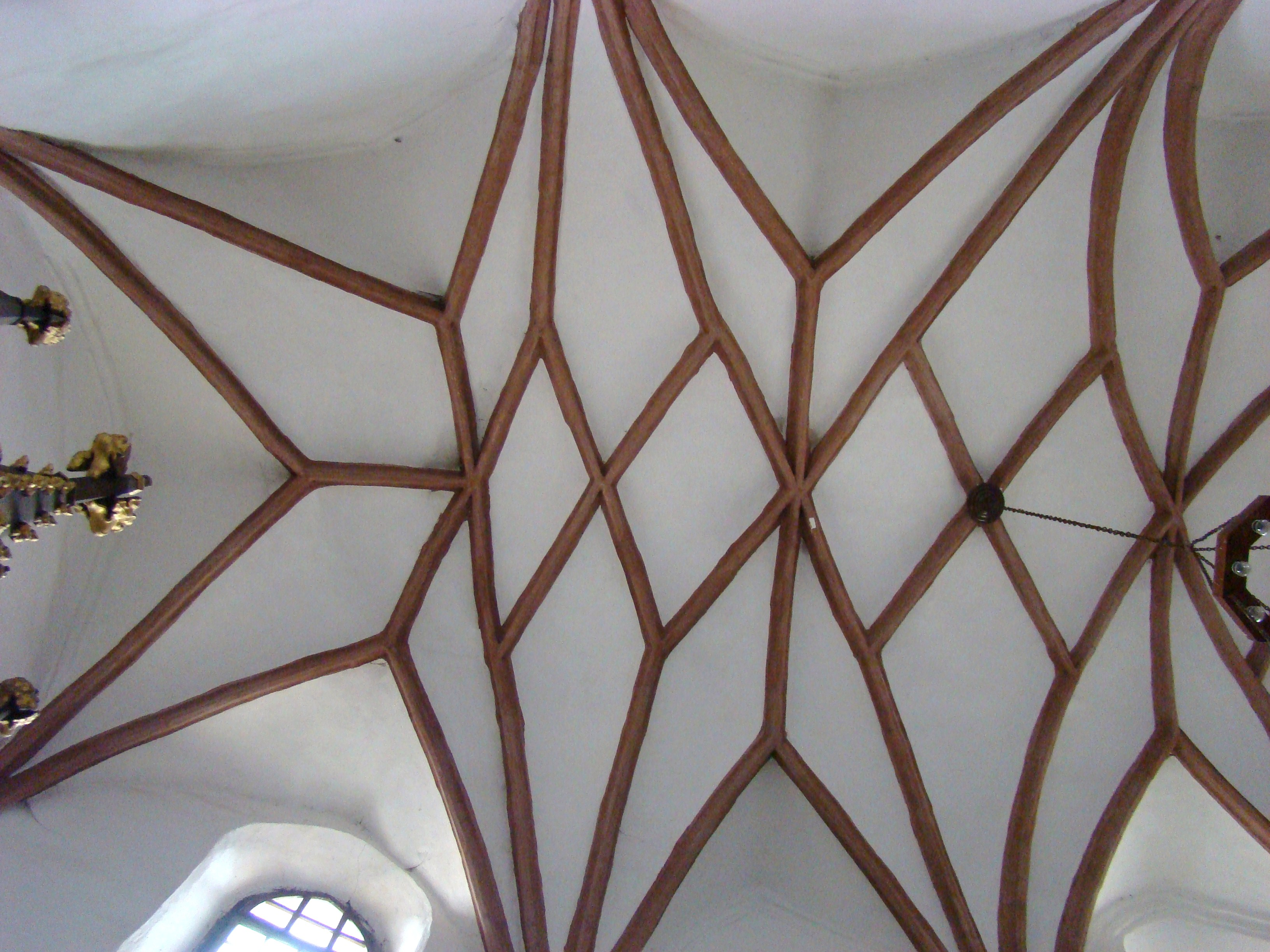
Bolta decorată cu nervuri de cărămidă în formă de plasă

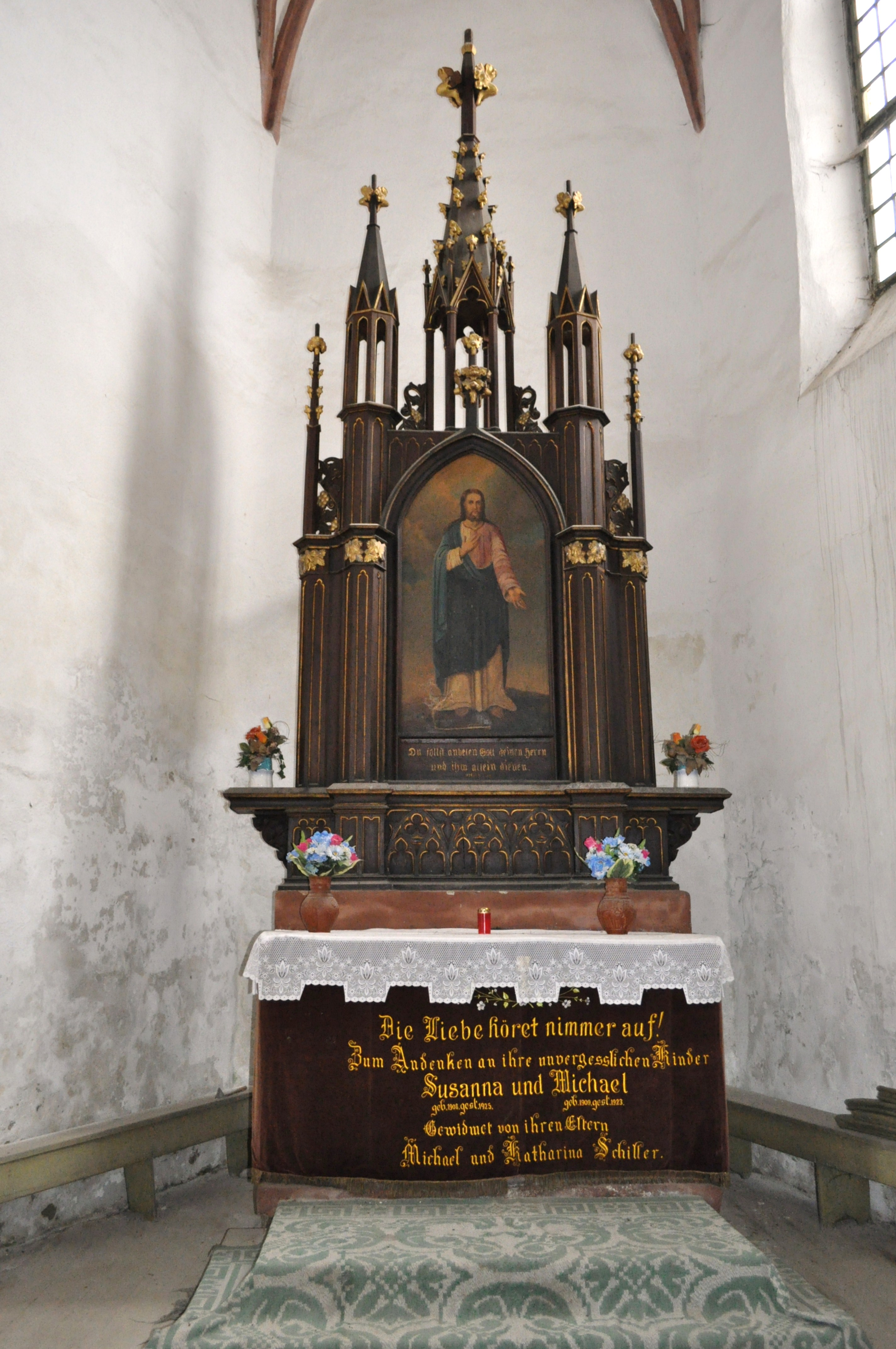
Altarul neogotic instalat în biserică în 1871

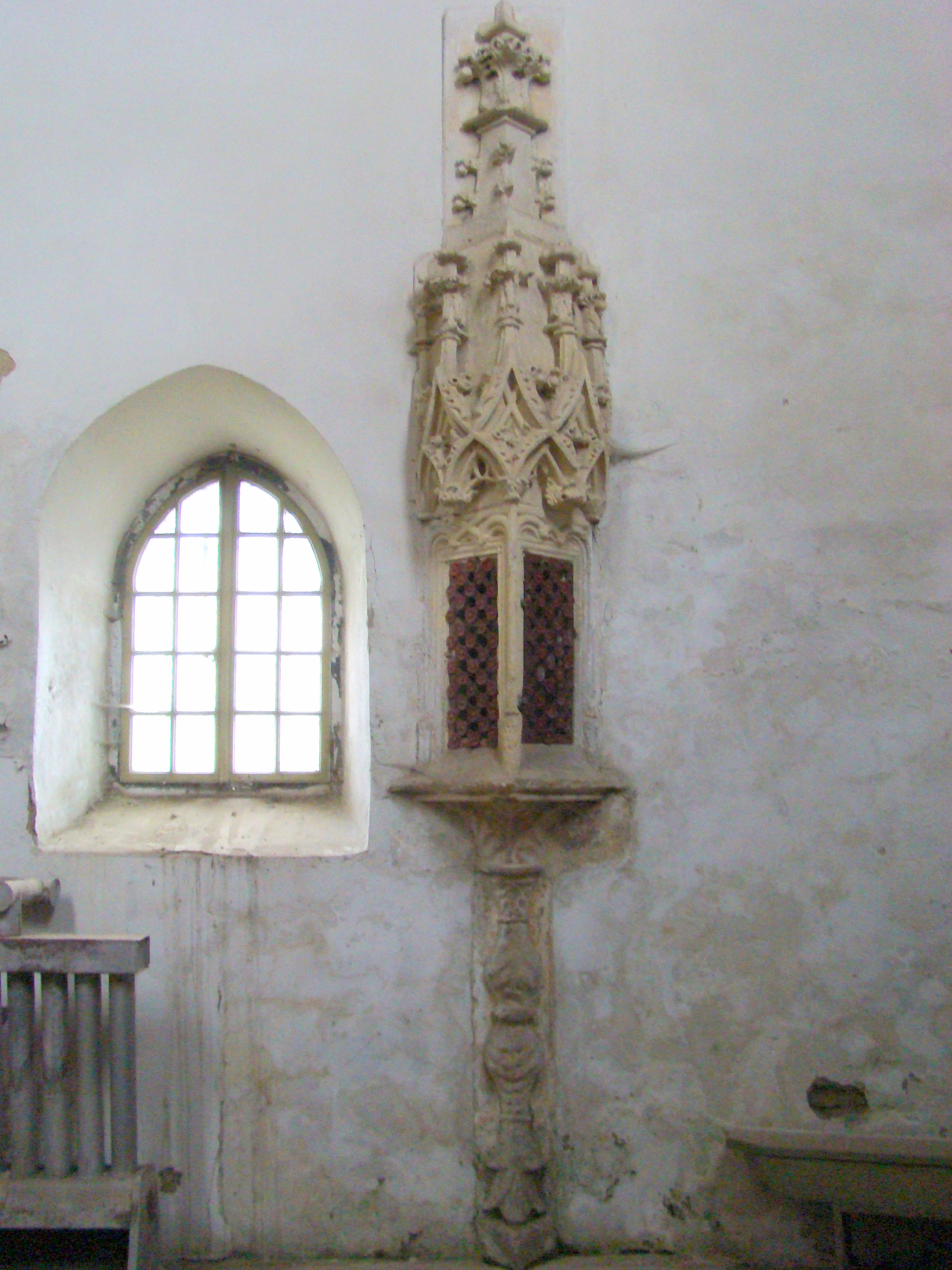
Tabernacolul în stil gotic, fixat pe perete, din piatră cu uși de fier, datând din 1505

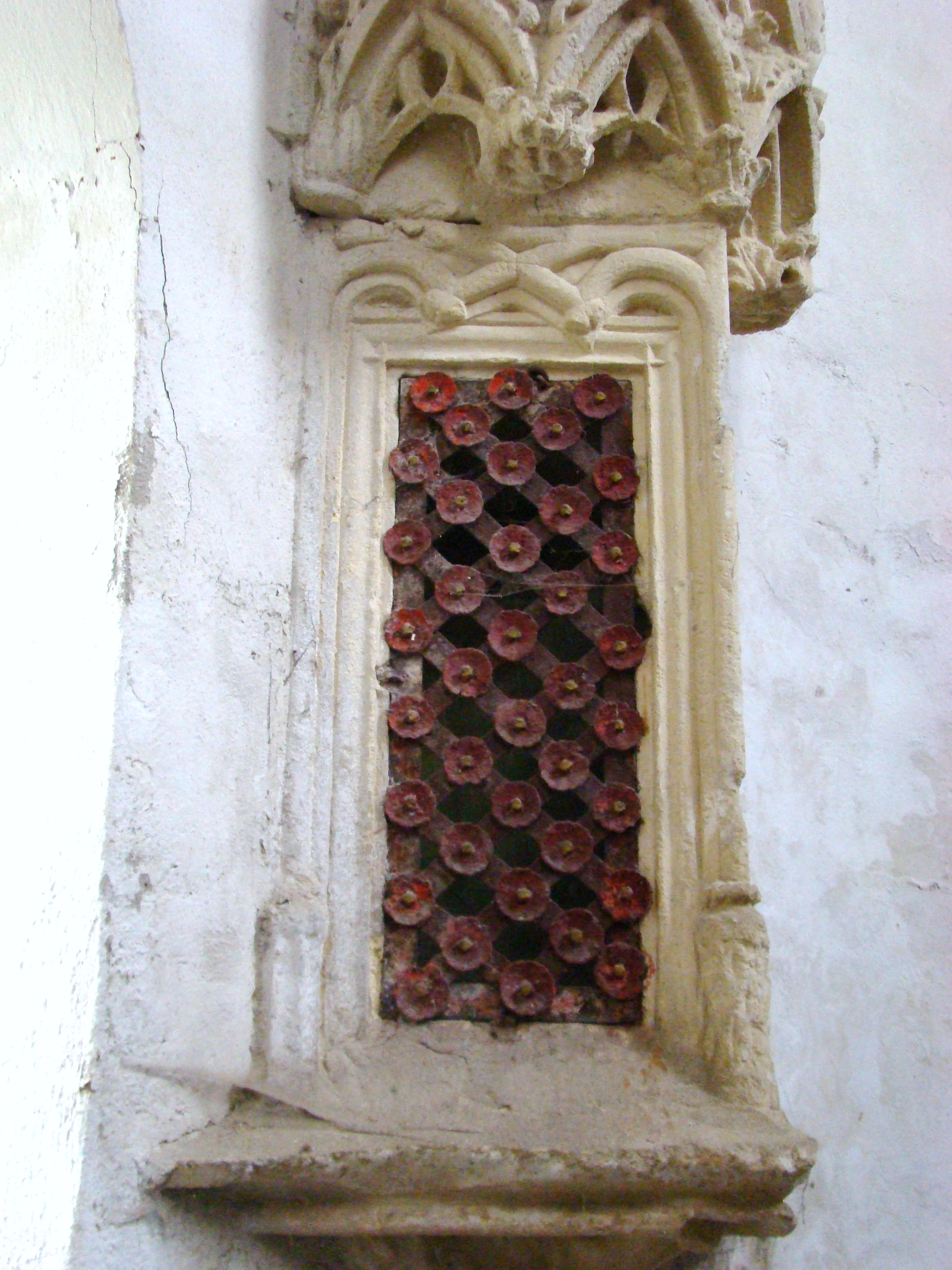
Tabernacolul (detaliu)

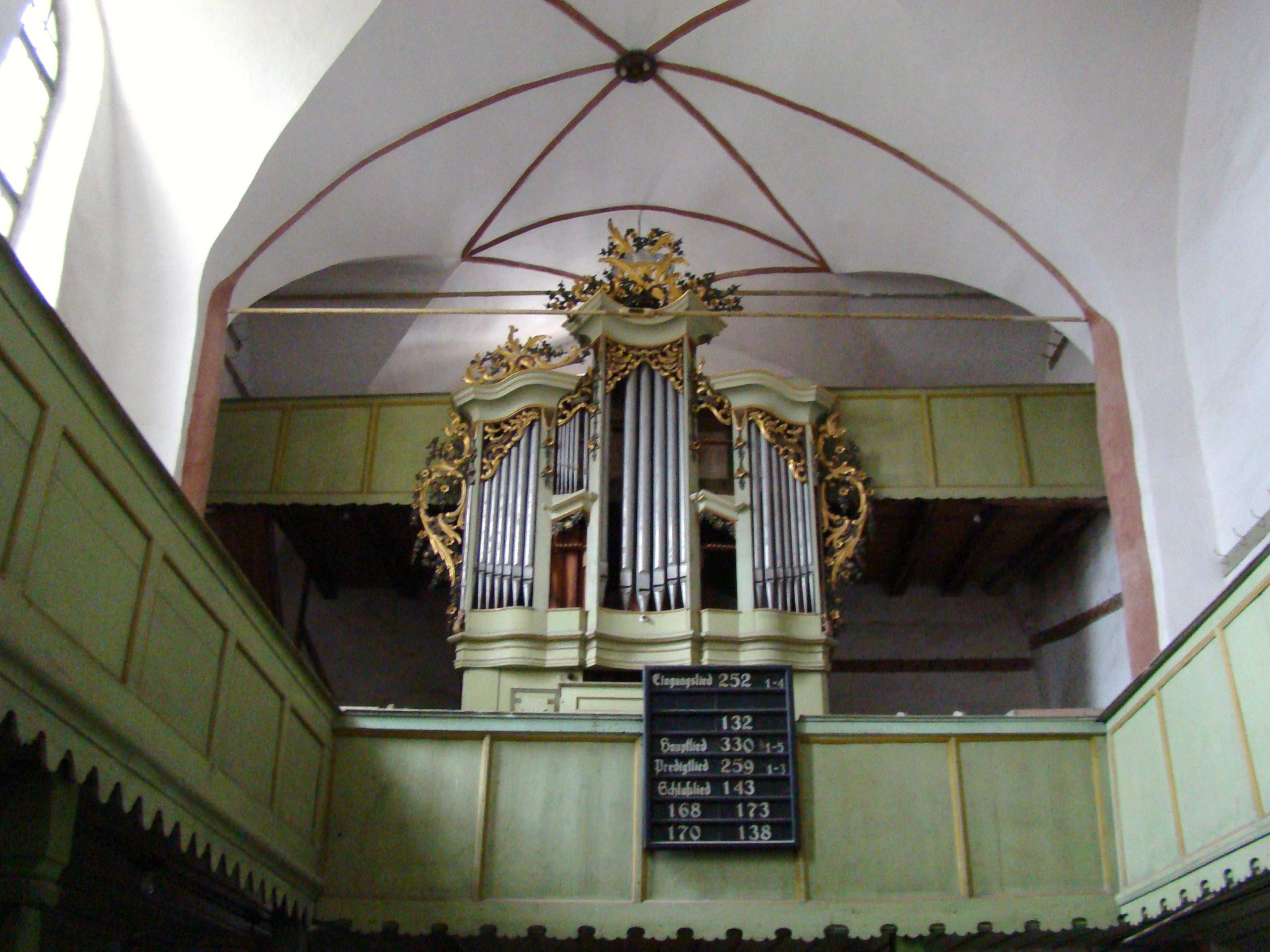
Orga construită în anul 1796

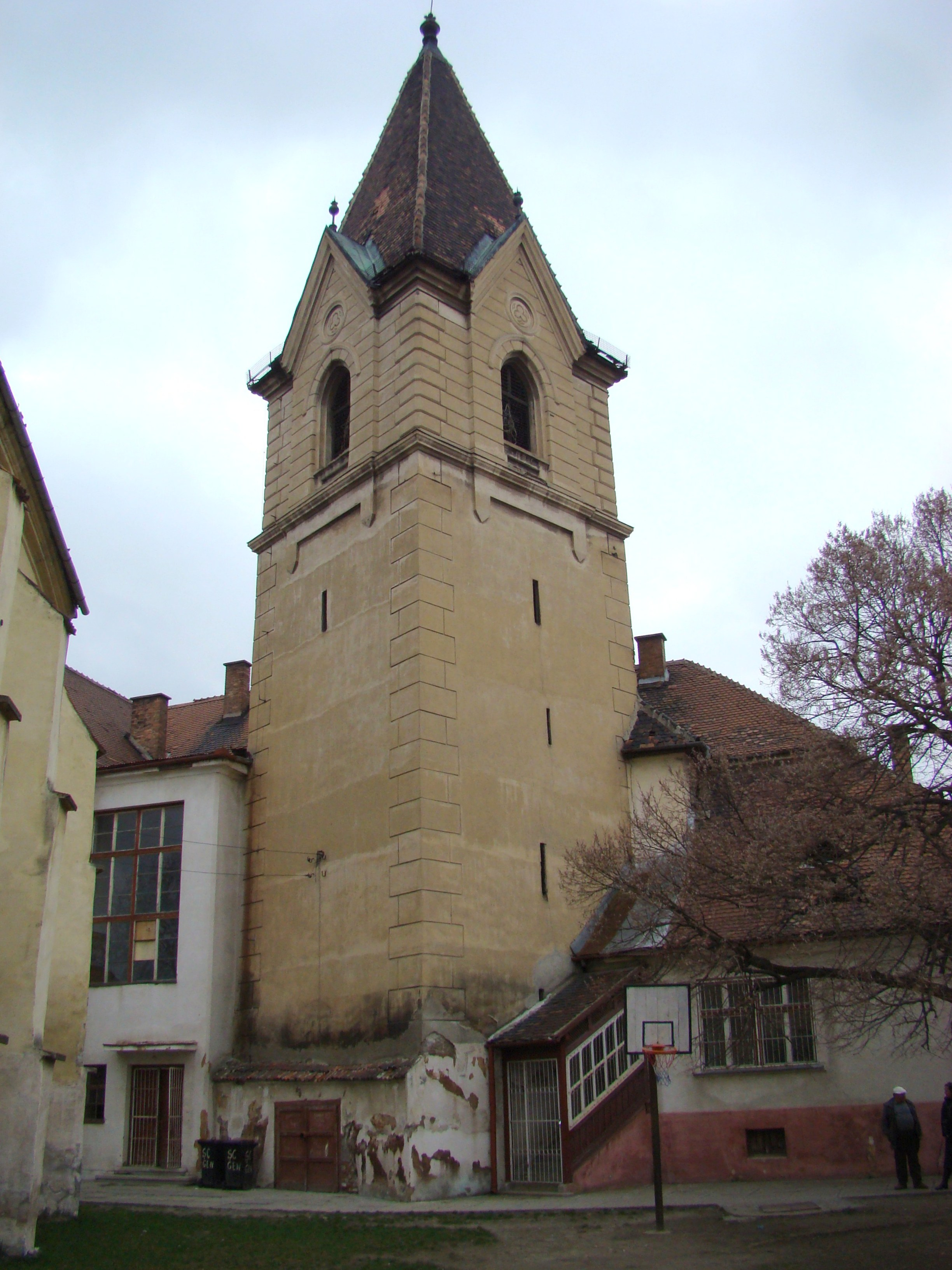
Turnul-clopotniță, cu acoperiș piramidal cu pinioane triunghiulare laterale, acoperișul înlocuind în 1897 drumul de strajă care poate fi văzut pe reprezentări mai vechi

Biserica evanghelică fortificată din Proștea Mare, în prezent Târnava, județul Sibiu, a fost ridicată în prima jumătate a secolului al XV-lea; biserica figurează pe lista monumentelor istorice 2010, cod LMI SB-II-a-B-12571. Altarul poliptic din această biserică se află expus la Muzeul Brukenthal.

## Biserica și fortificația
Biserică-sală gotică, cu absidă poligonală, a fost construită, probabil, la începutul secolului al XV-lea. În actualul cimitir evanghelic a existat altă biserică, probabil tot cu hramul Sf. Ladislau. Ctitorii bisericii au fost enoriașii sași din localitate și Consiliul Comunal din Sibiu ca patron feudal. În jurul anului 1500, corul și sala au fost acoperite cu o boltă cilindrică cu penetrații, decorată cu nervuri de cărămidă în formă de plasă. Nervurile cu concavități laterale au forma unei plase din romburi. Construcția a fost terminată, probabil, în anul 1505, an înscris pe exteriorul corului.
Corul și sala sunt sprijinite de contraforturi cu trepte. Arcul triumfal și ferestrele au arcuri frânte, iar portalurile profilatura gotică. Tribuna de V are la parter bolți pe nervuri din cărămidă. Amvonul, baldachinul amvonului, balcoanele, părți ale stranelor și prospectul orgii, datat 1796, sunt tributare barocului. În anul 1792 s-a îndepărtat vechea orgă, cea actuală fiind realizată de S. Martz din Sighișoara, în anul 1796.
Altarul poliptic al Bisericii Evanghelice-Lutherane din Proștea Mare, realizat între anii 1480-1510, cunoscut în literatura de specialitate ca Altarul din Proștea Mare, se află din anii 1960 în colecția de artă medievală a Muzeului Brukenthal, fiind una din piesele cele mai valoroase ale colecției. Este alcătuit din trei panouri: Nașterea lui Isus, Închinarea Magilor și Îngerii cu instrumente muzicale, toate fiind picturi care se înrudesc cu arta gotică la nivel european. Pe unul dintre panouri este pictată și o reprezentare fantezistă a orașului Mediaș.
Din fortificație s-au mai păstrat doar fragmentele unei incinte poligonale, cu un turn cu guri de păcură și guri de tragere în SE bisericii.

## Imagini din exterior

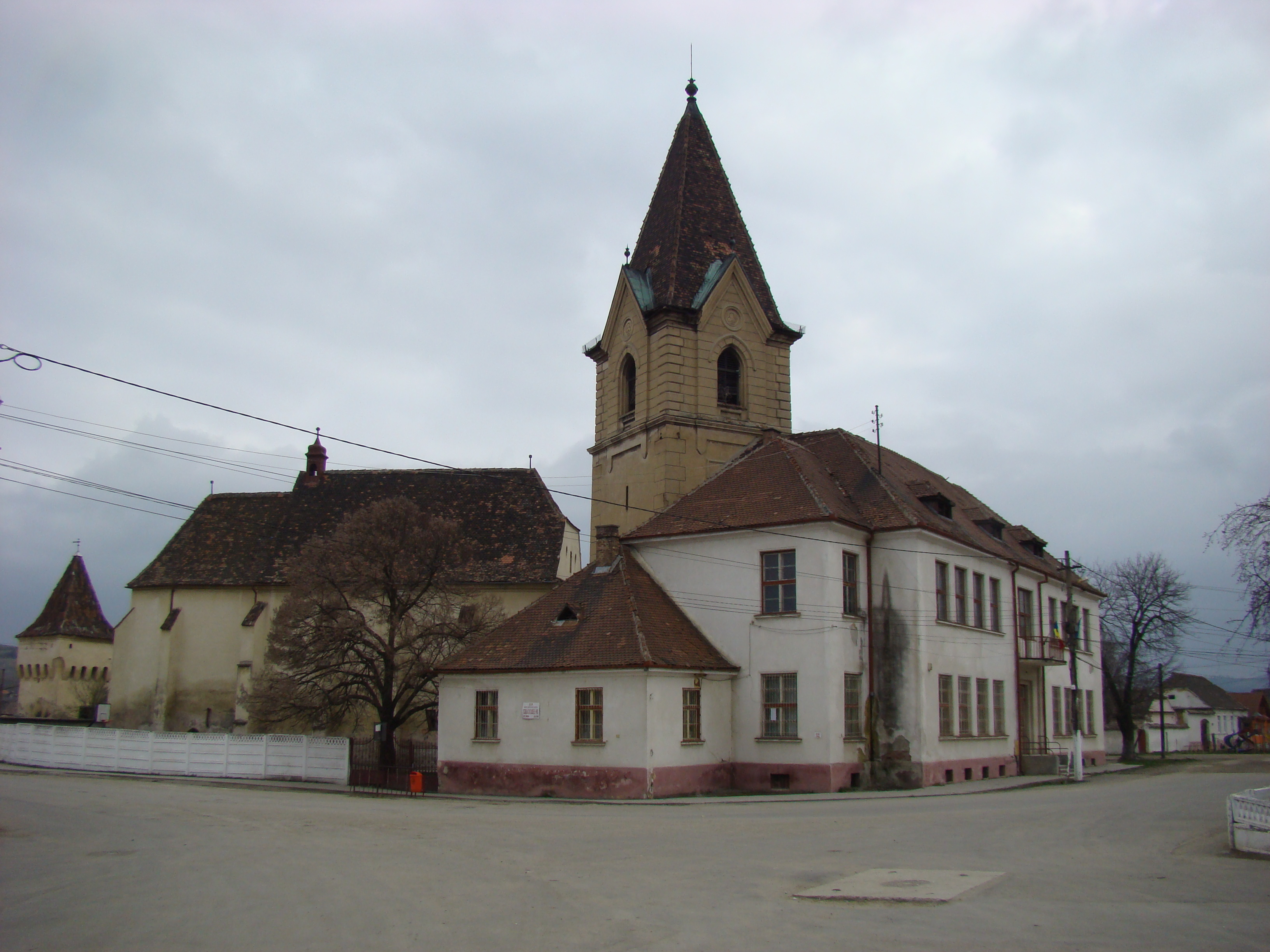
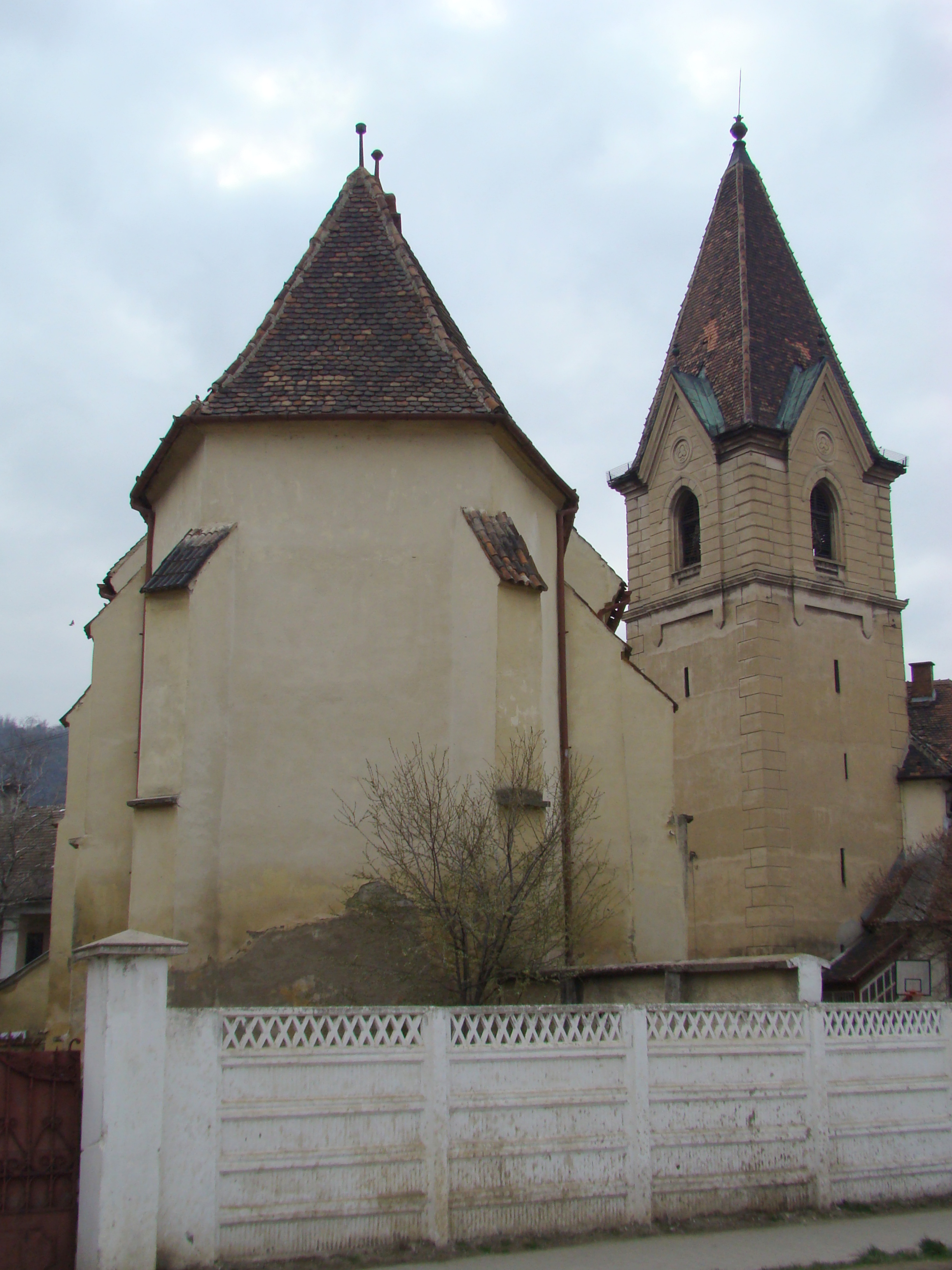
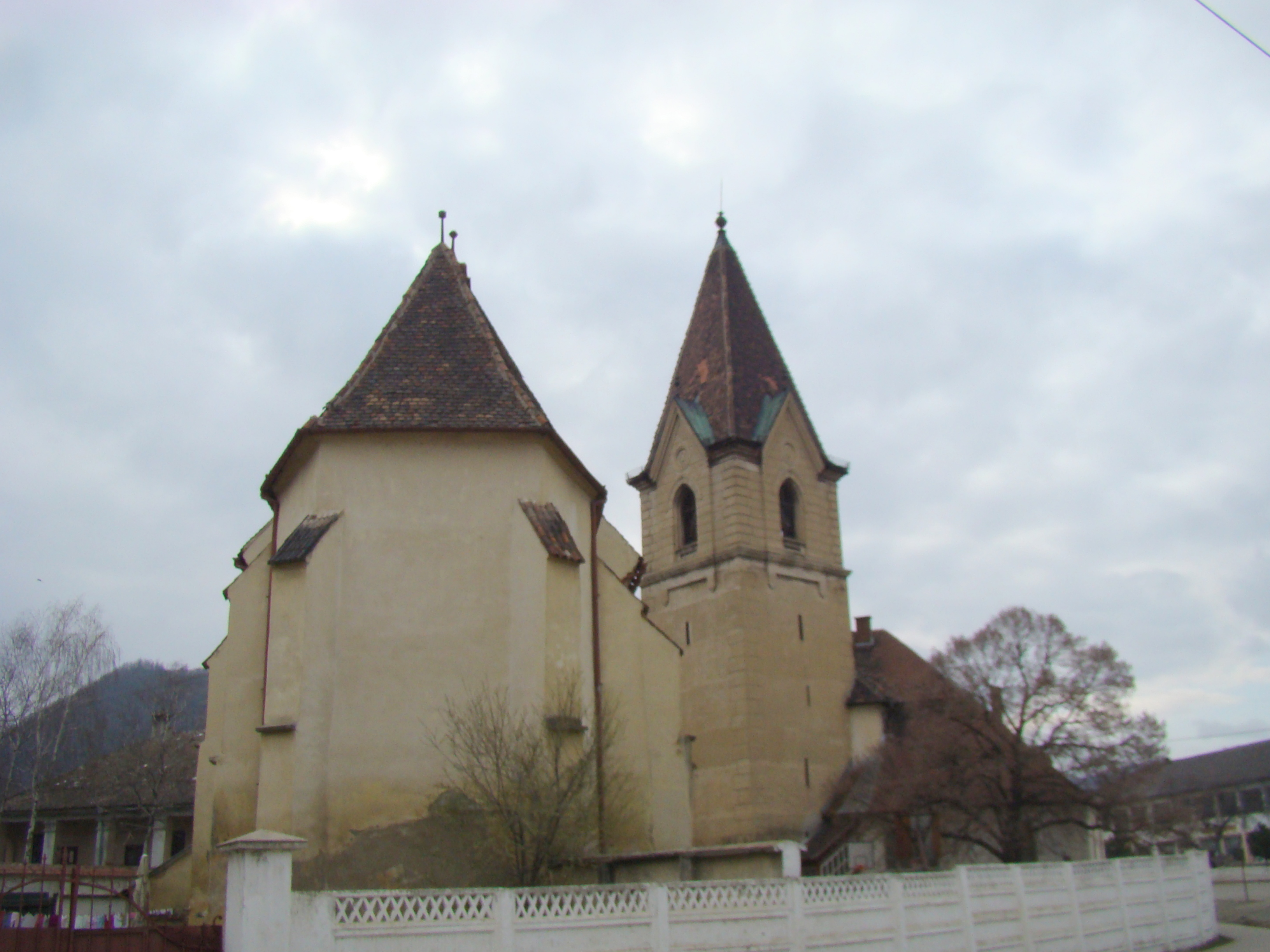
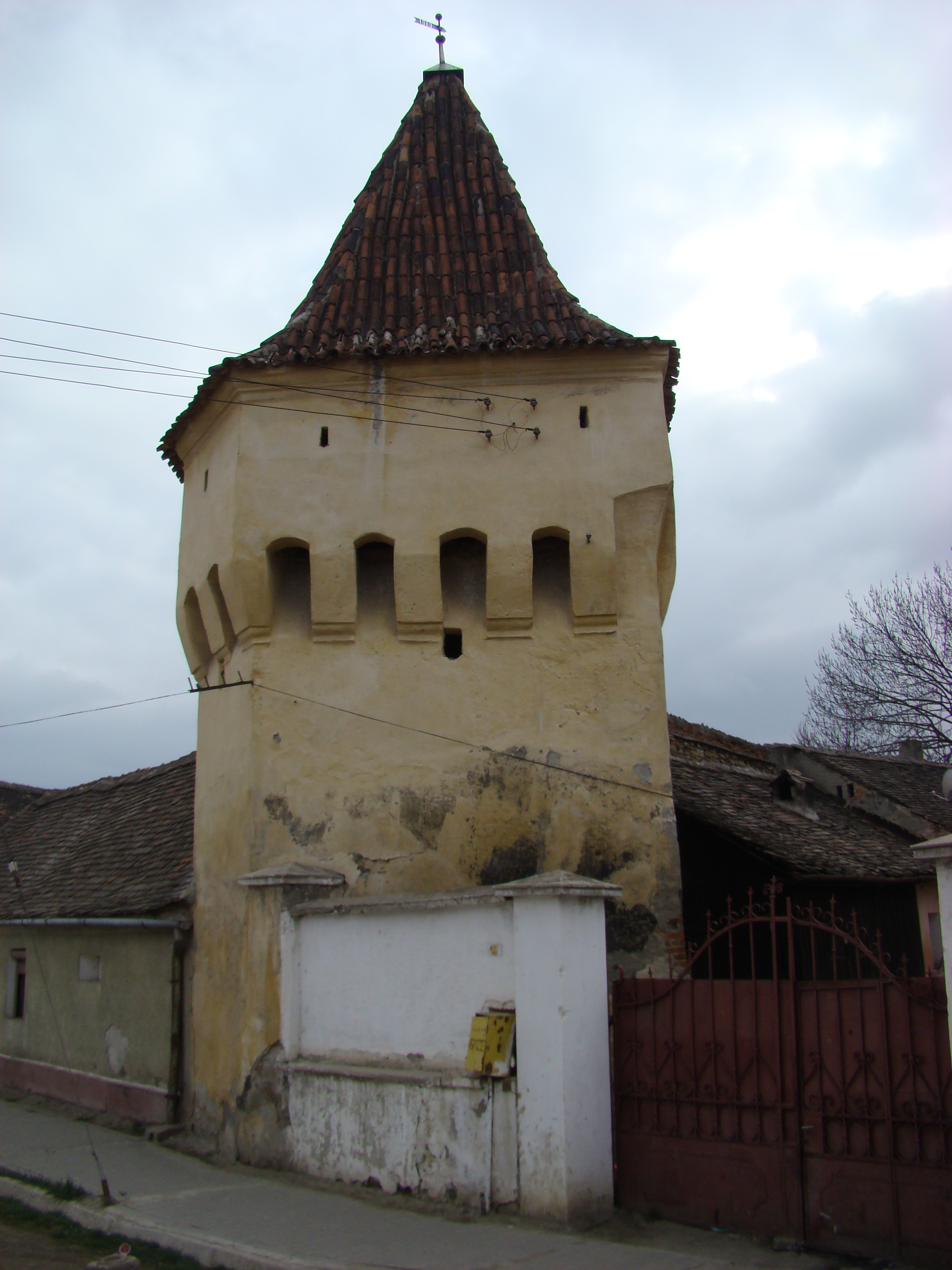
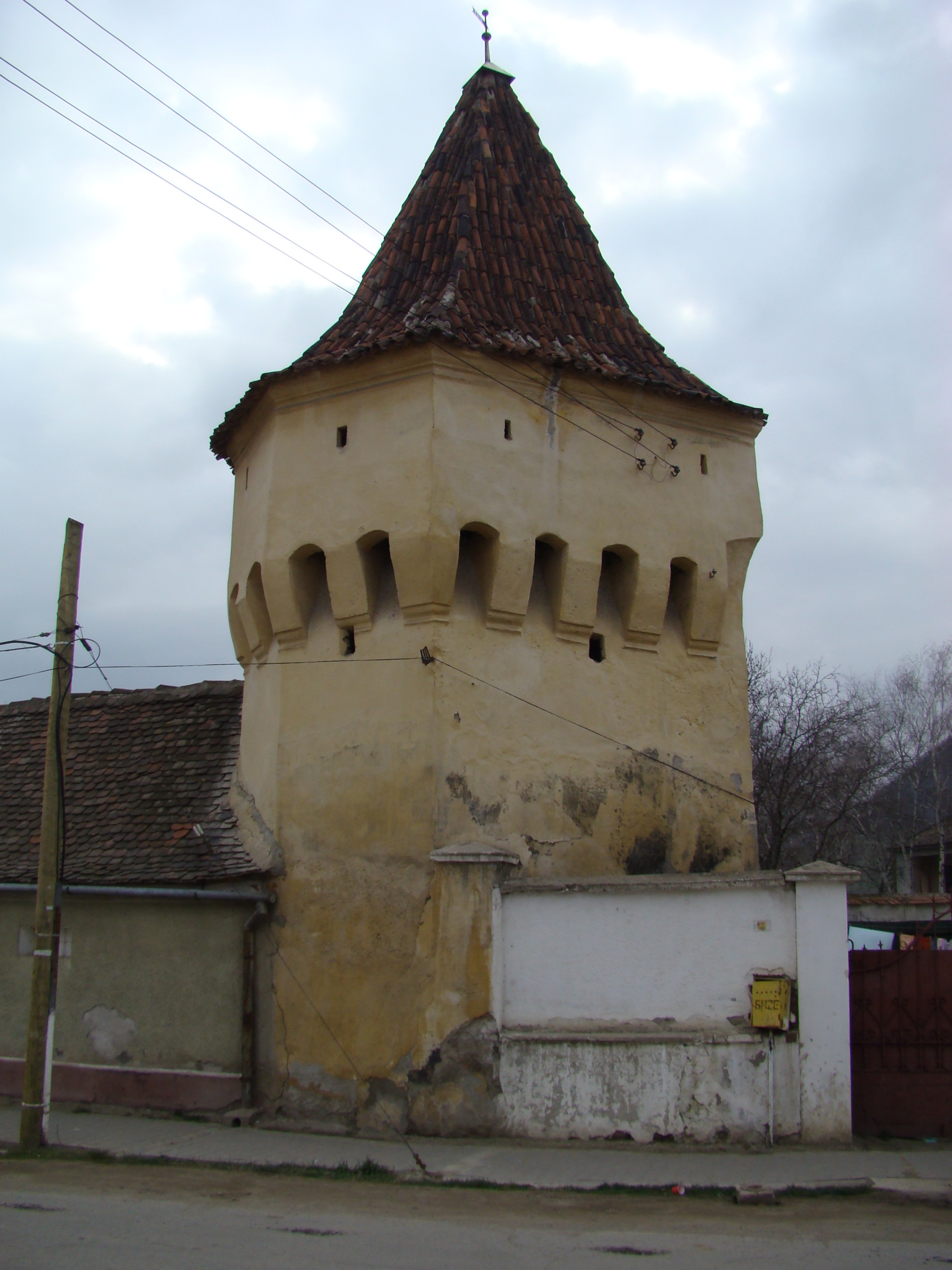
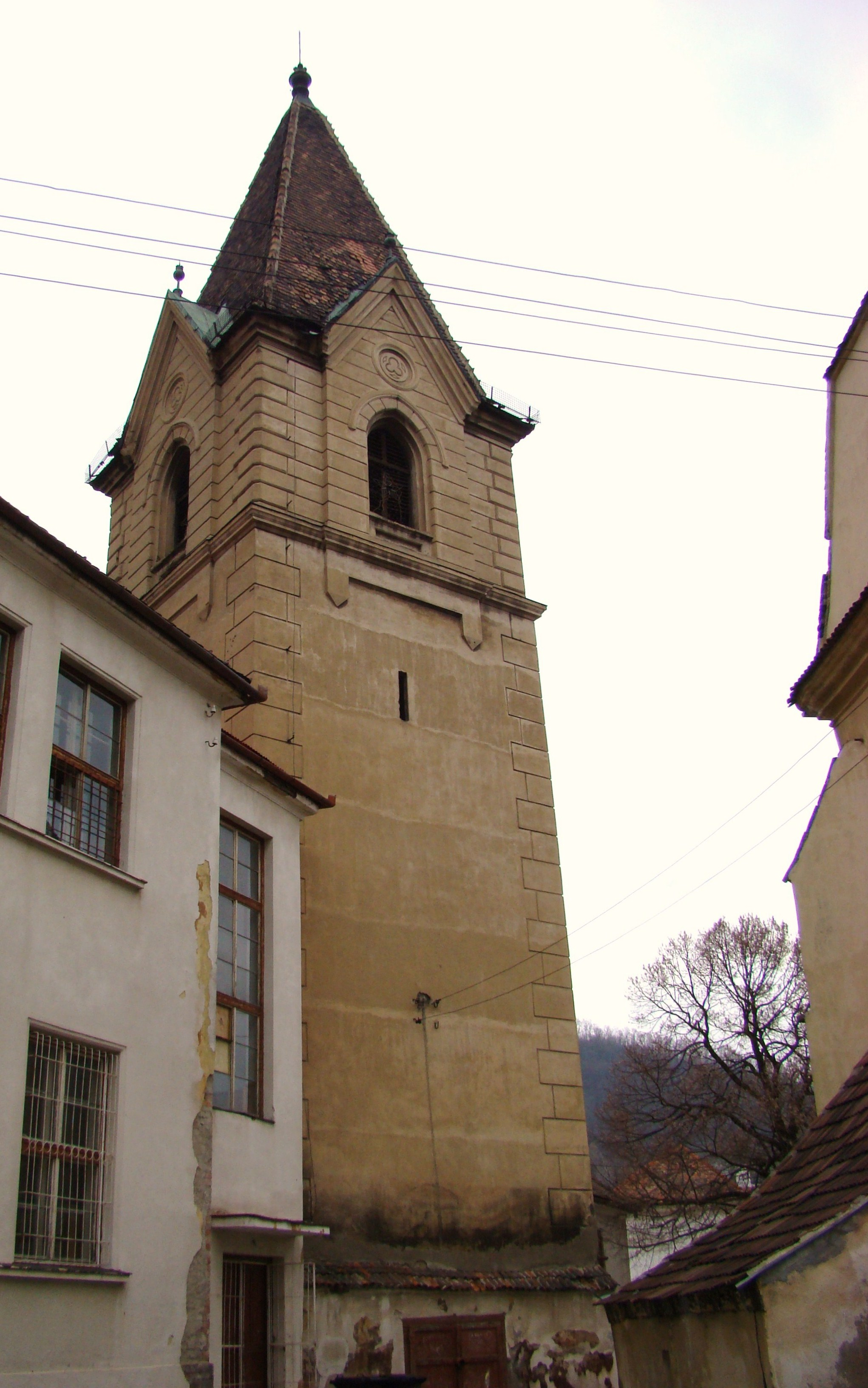
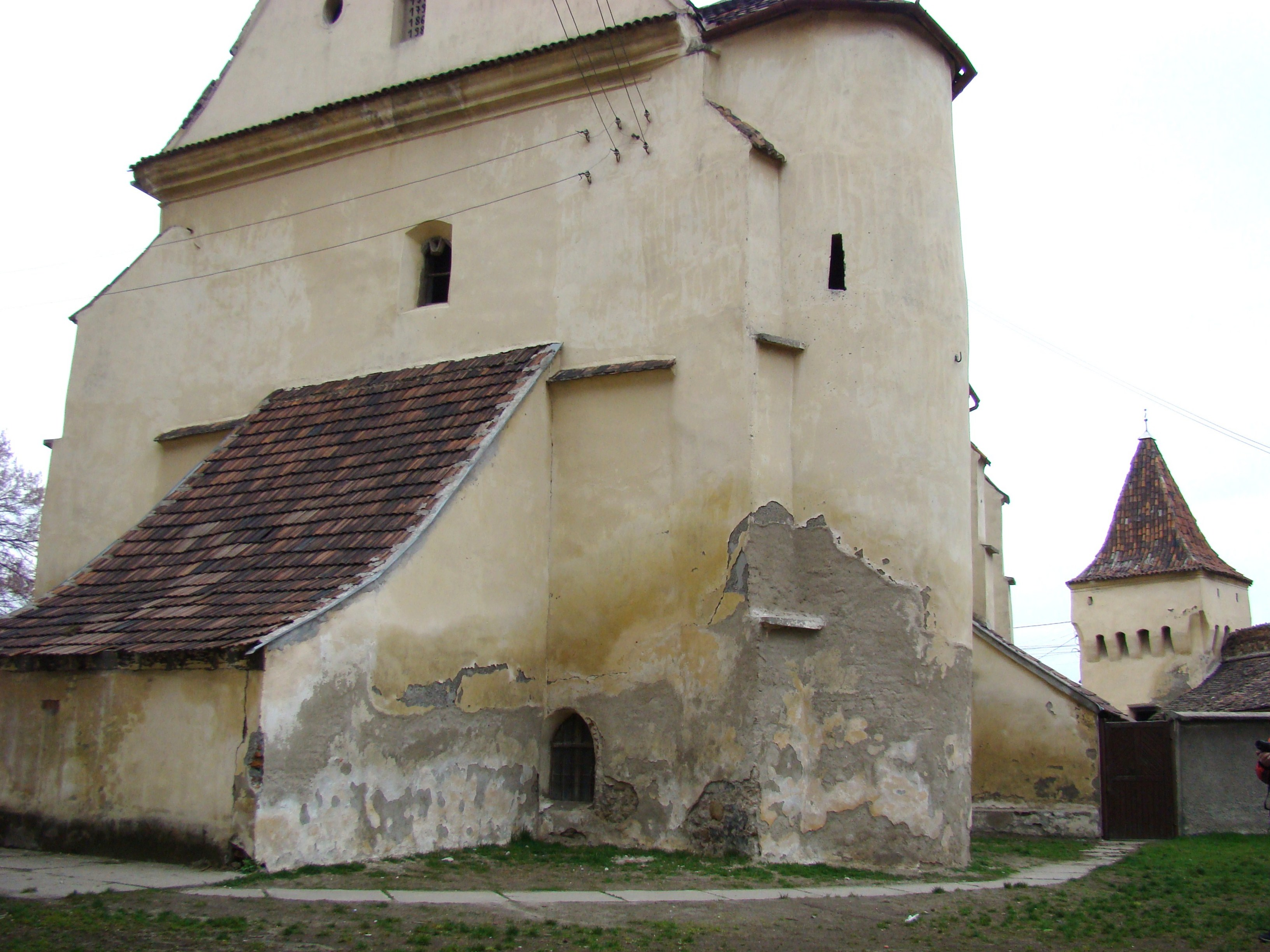
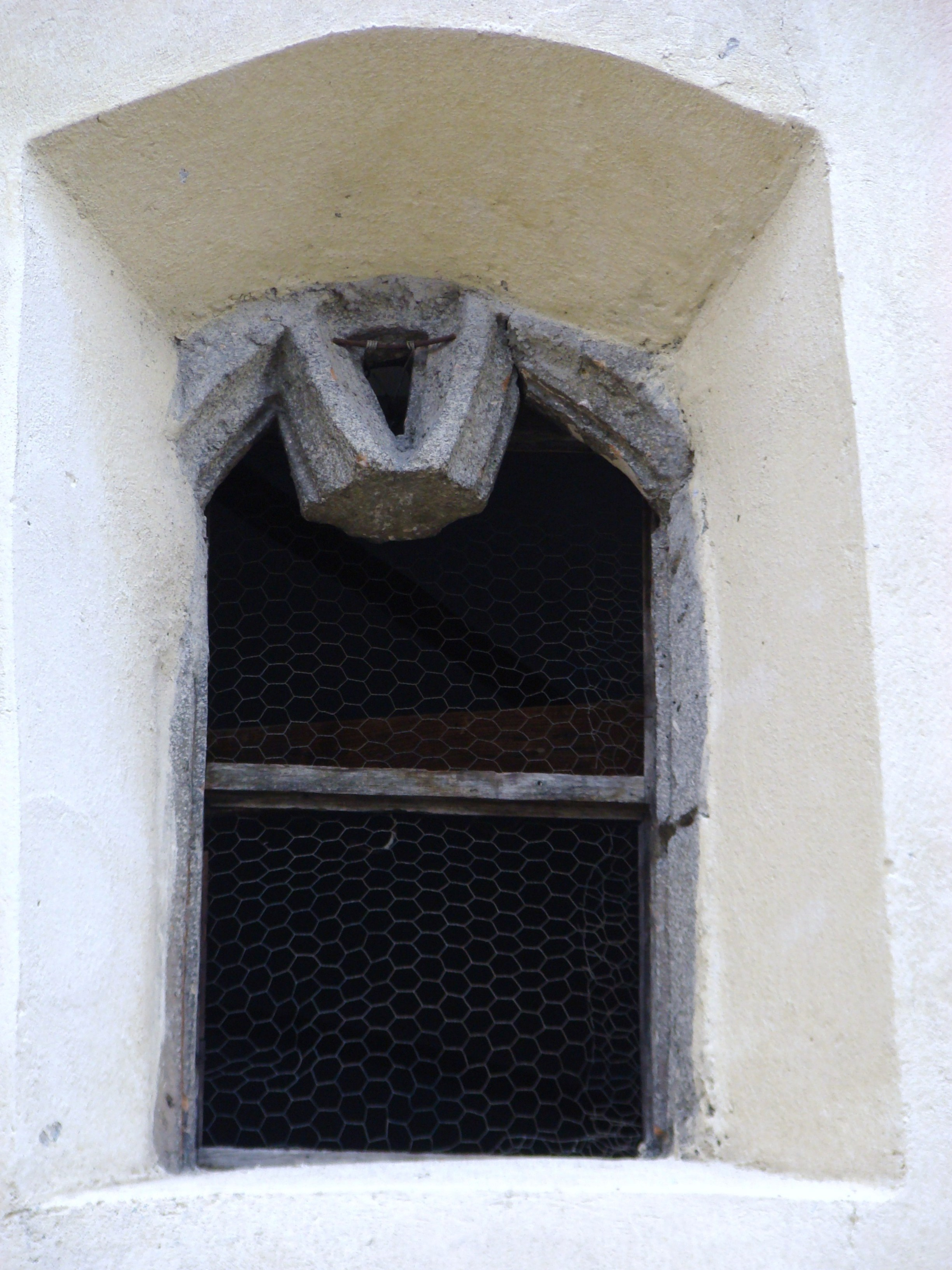
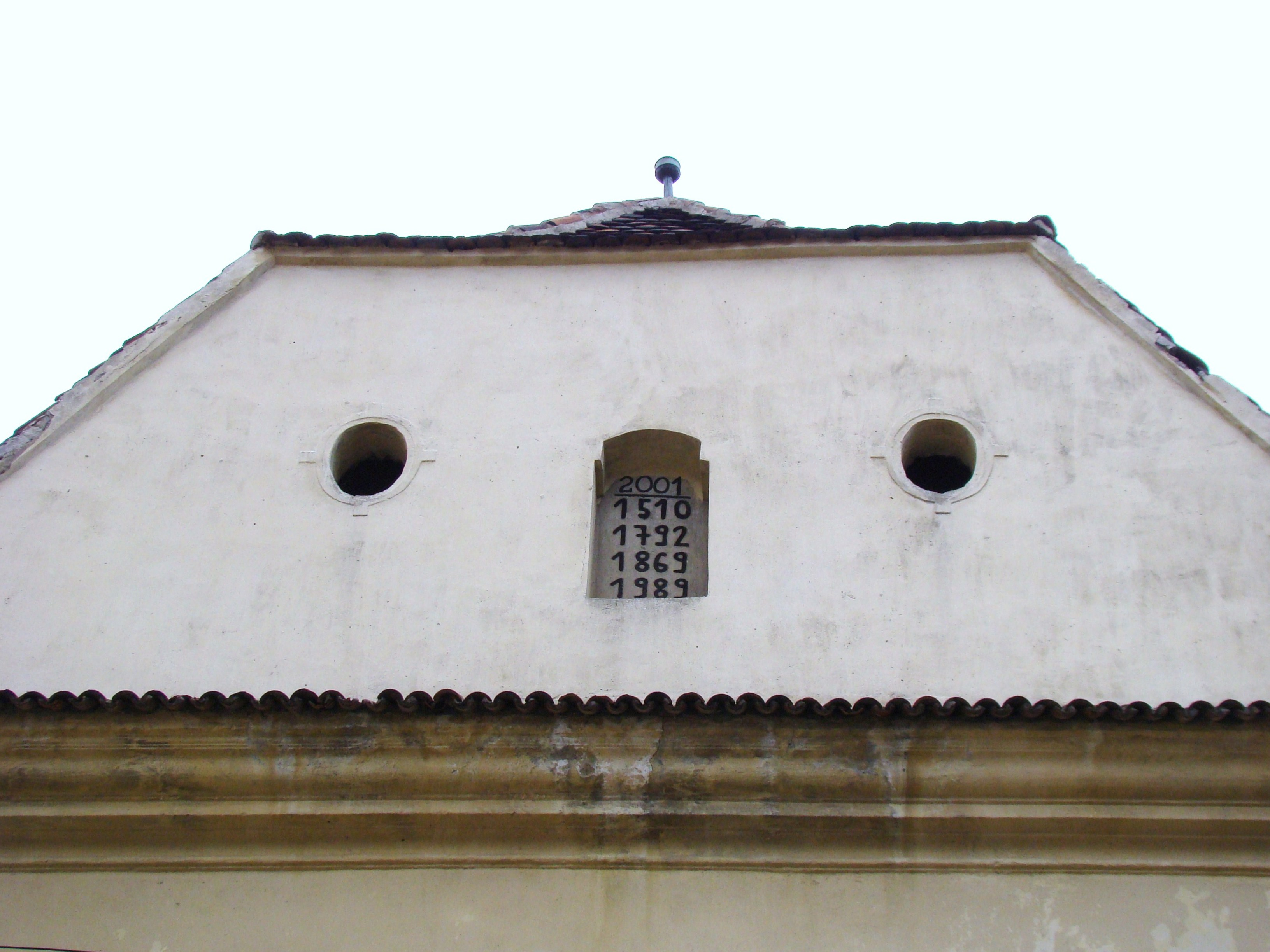
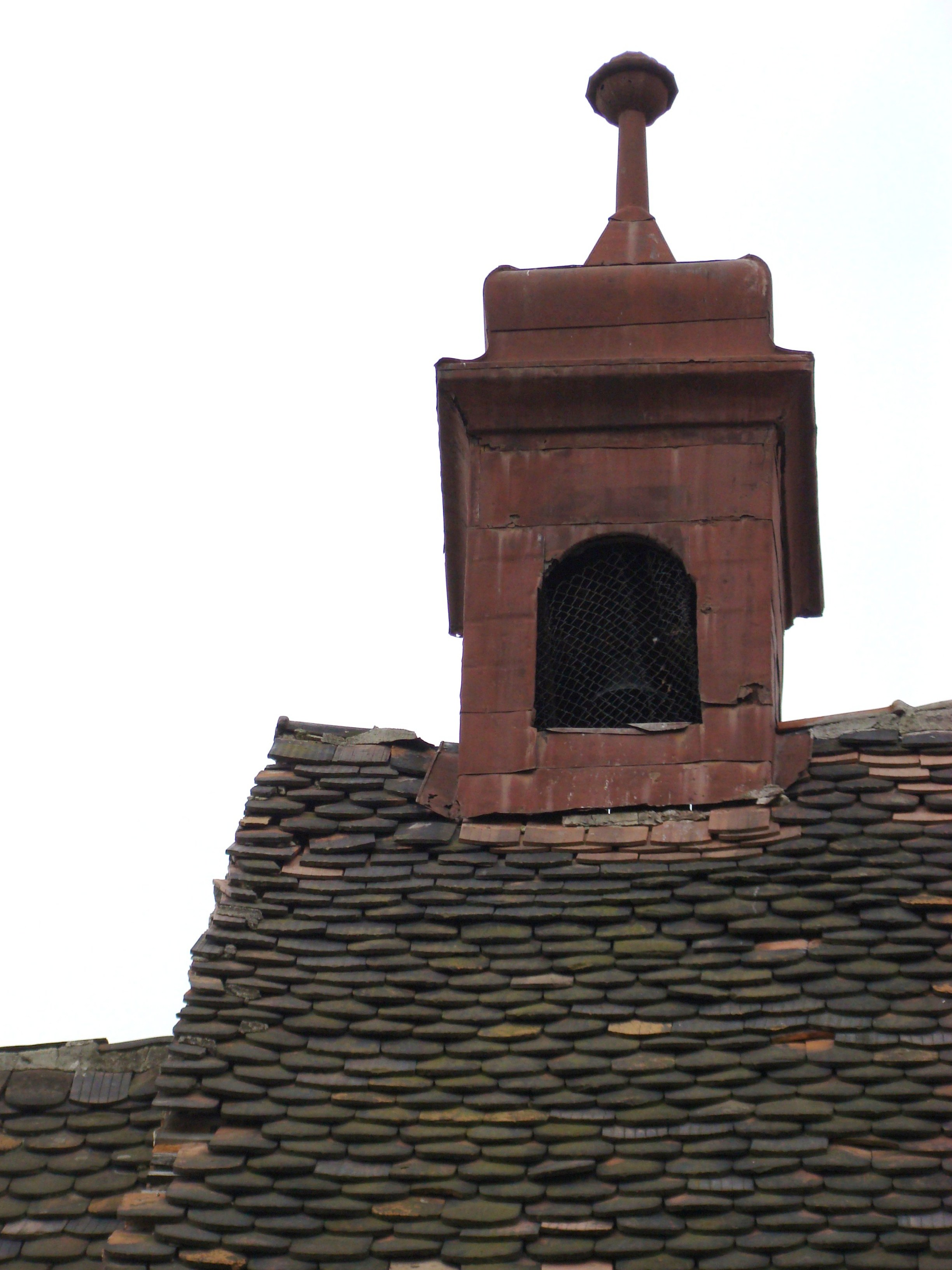
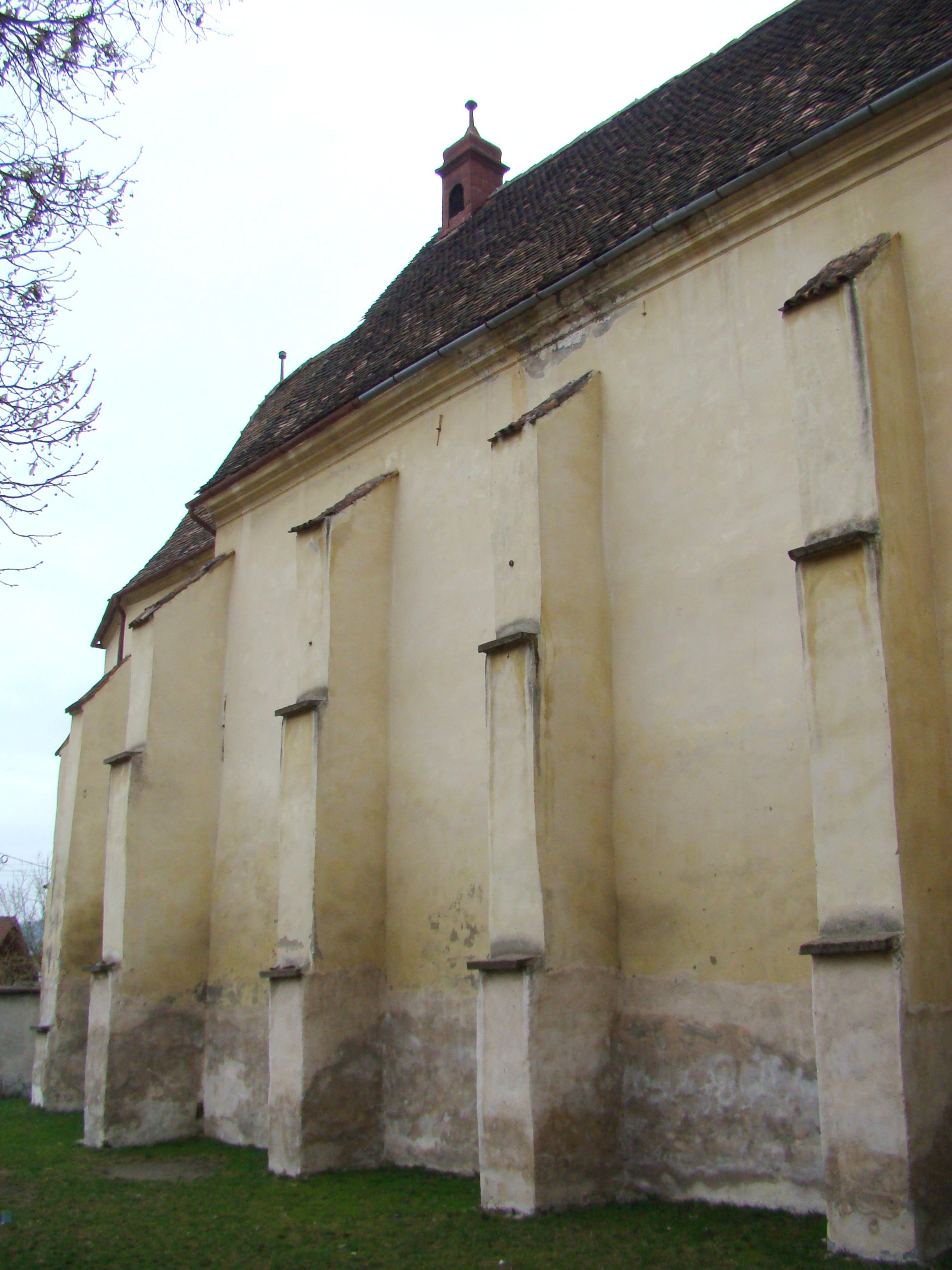
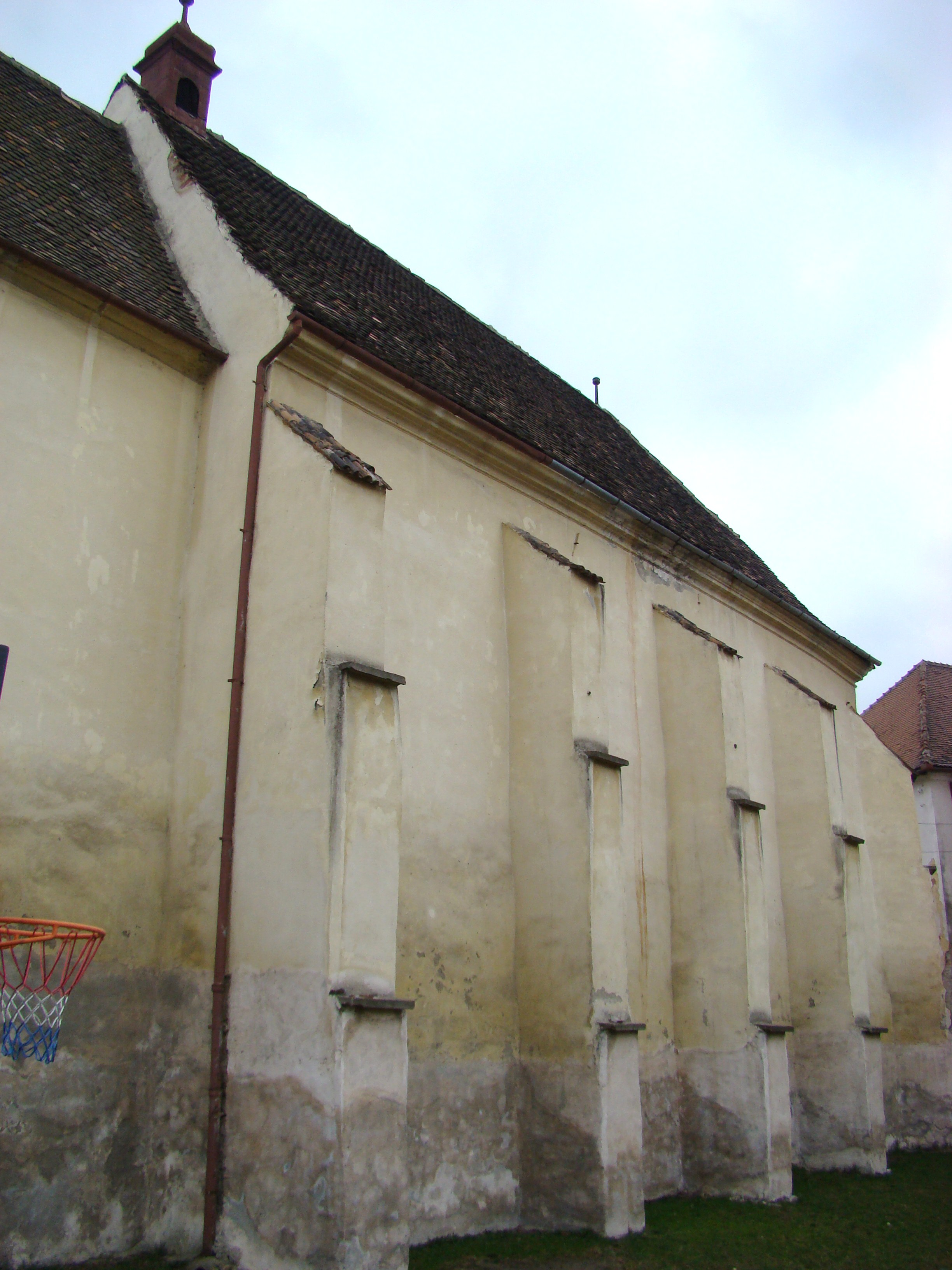
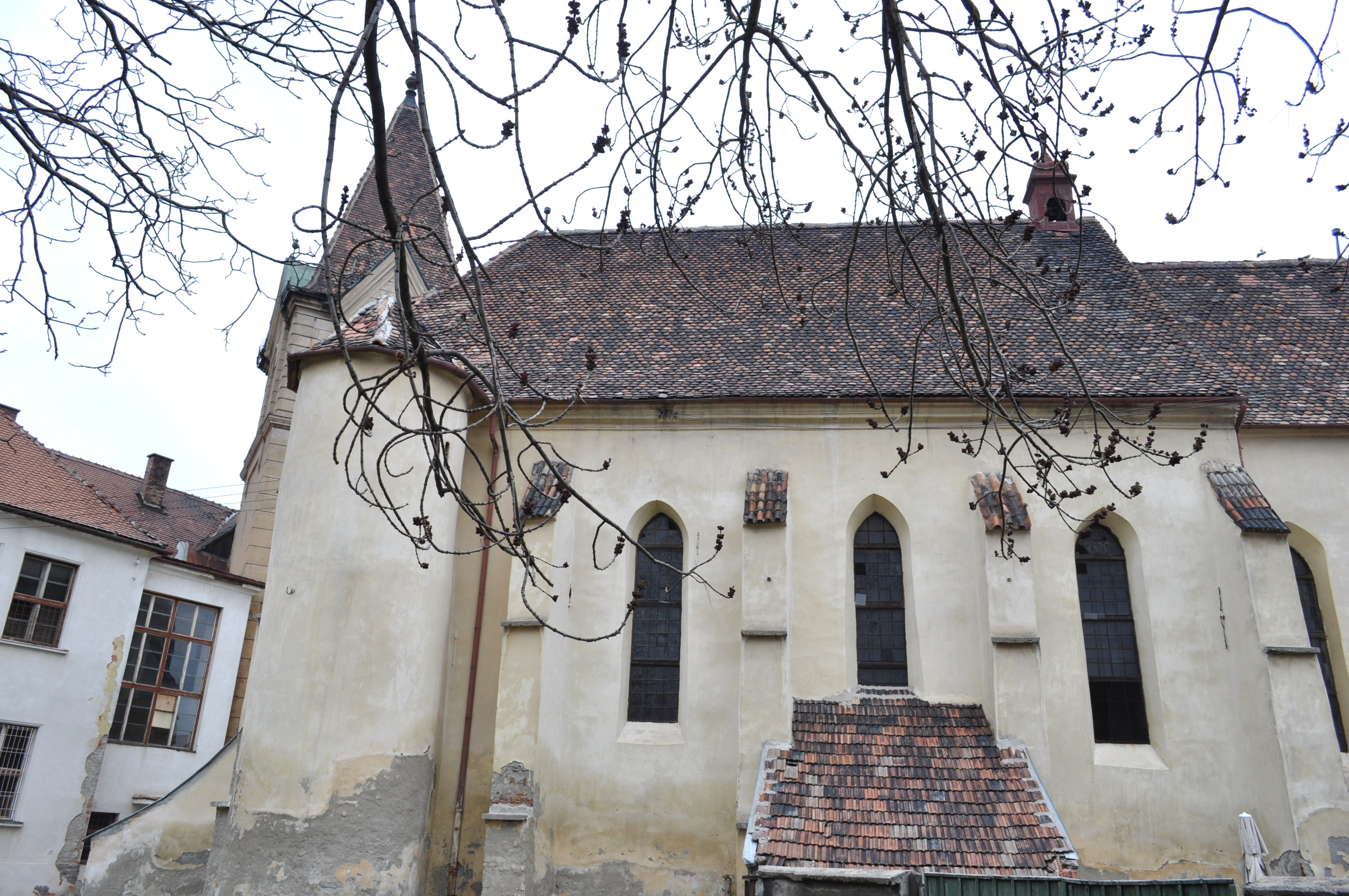
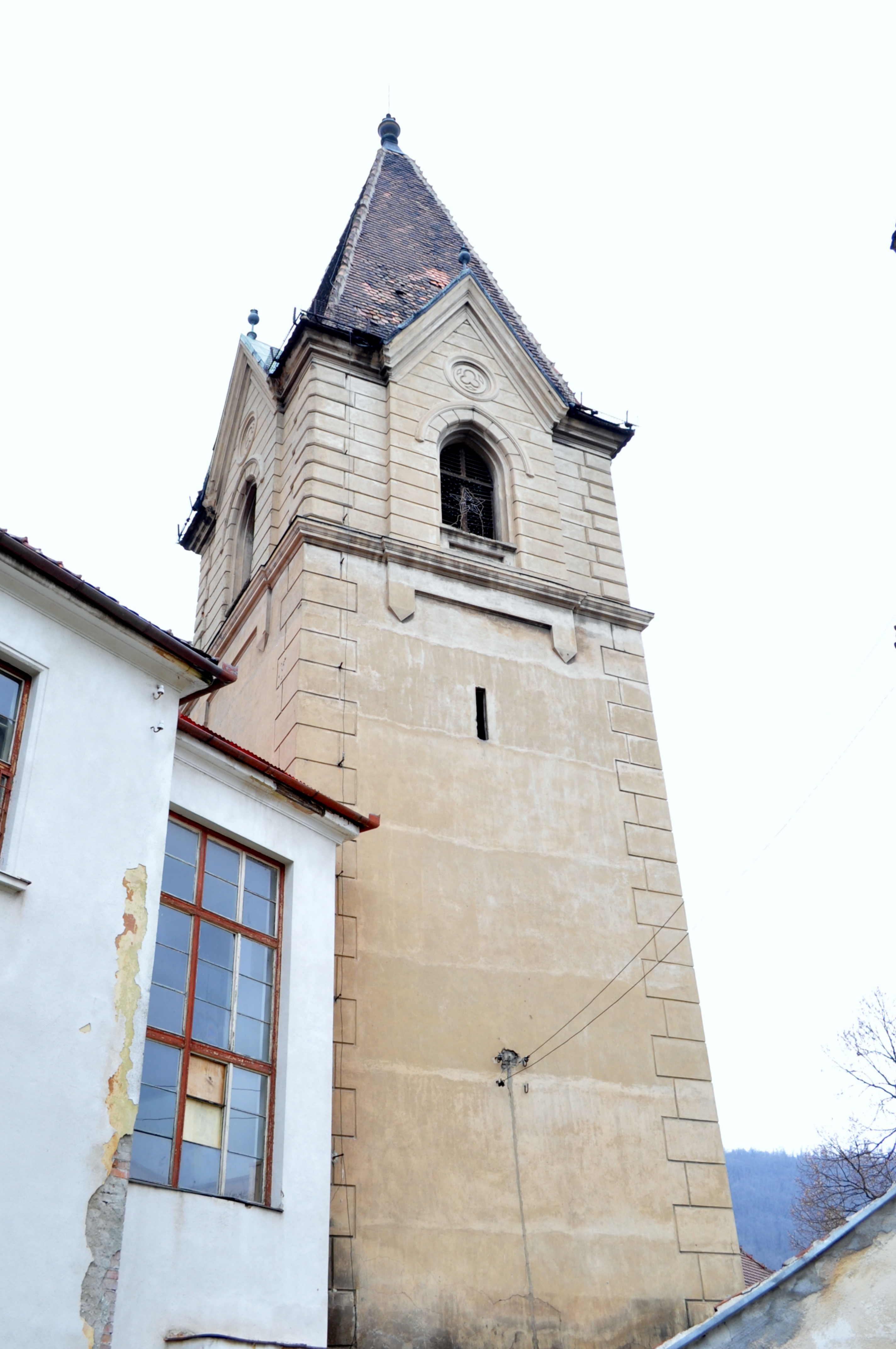
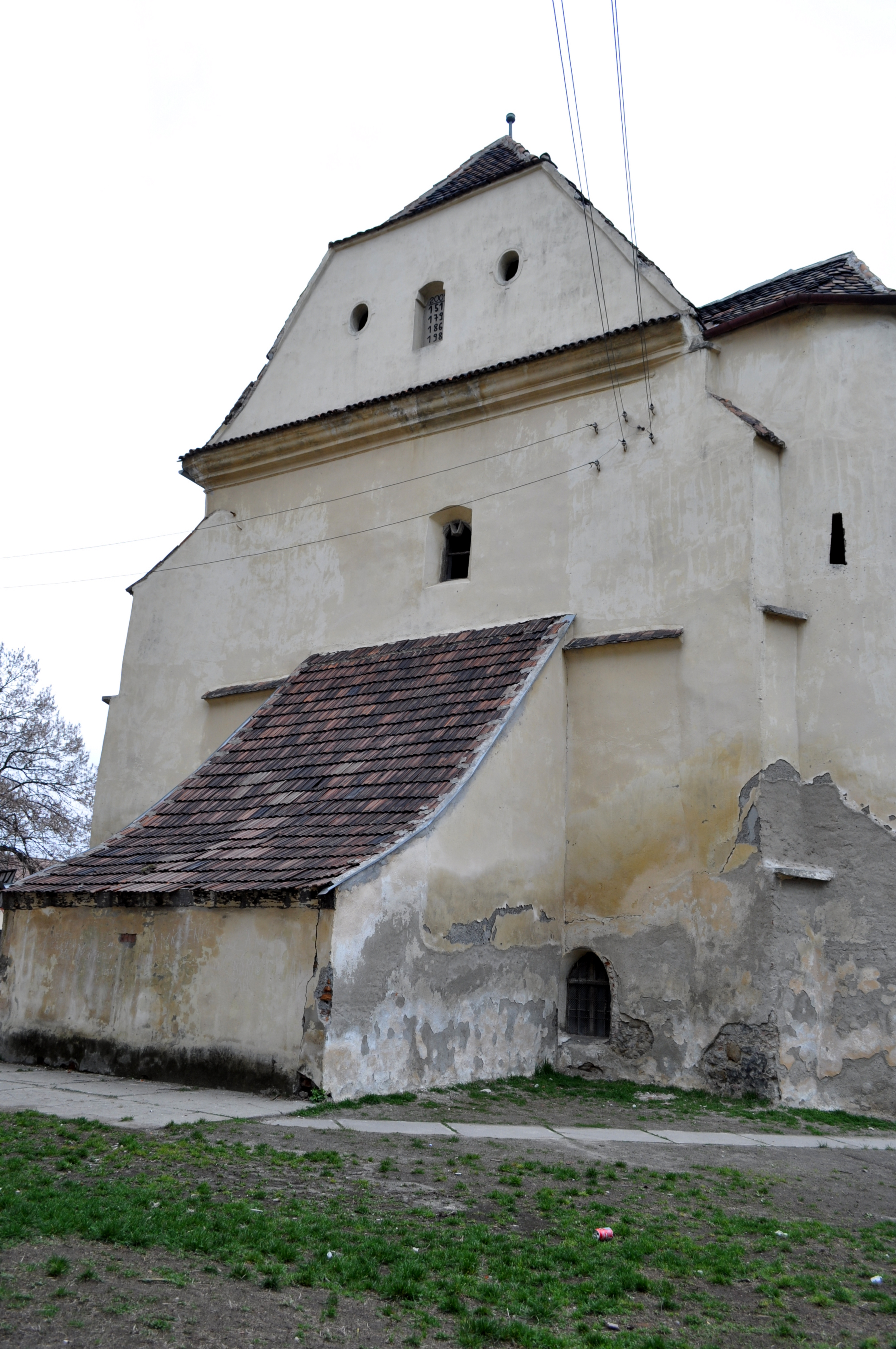
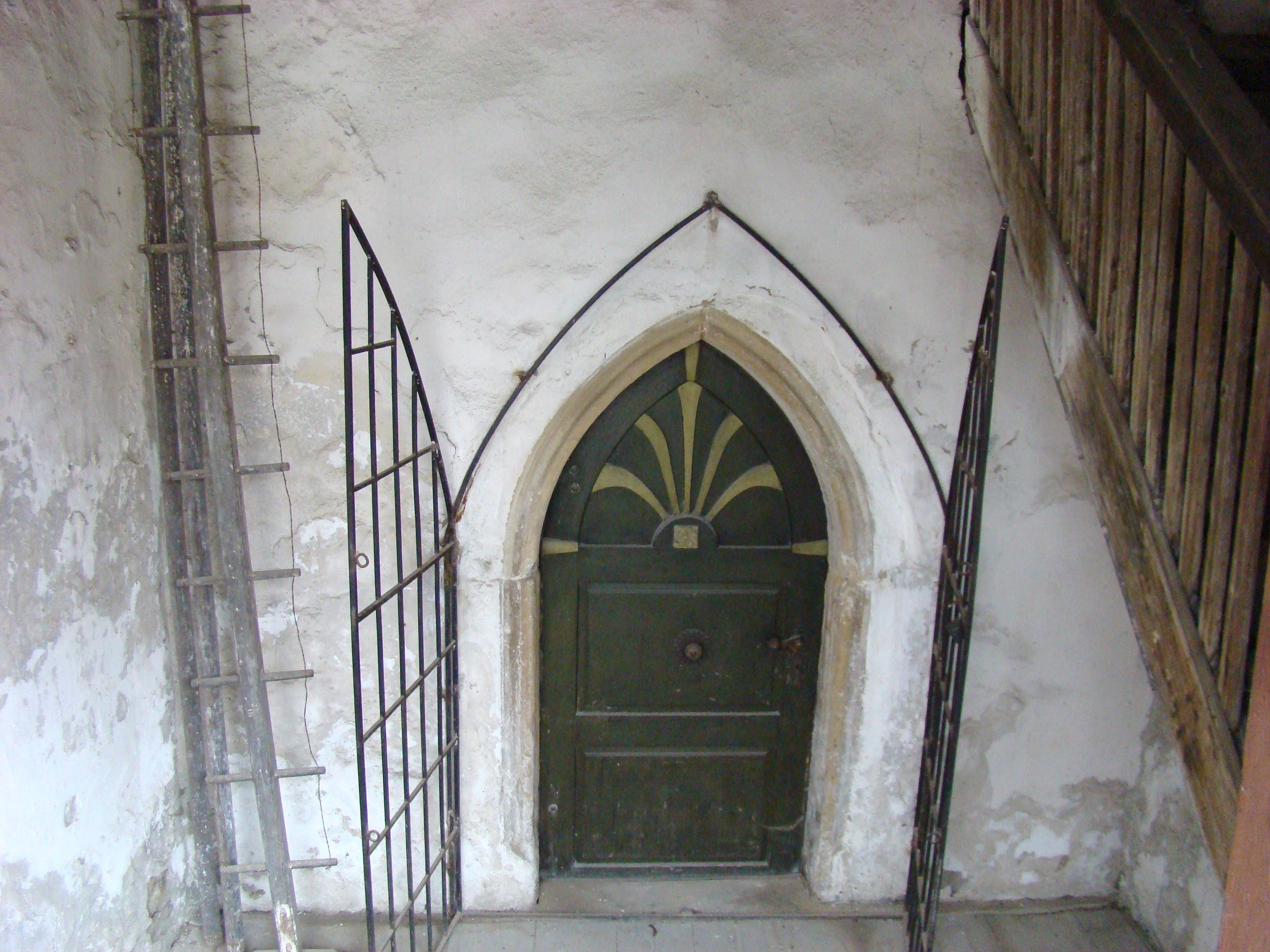
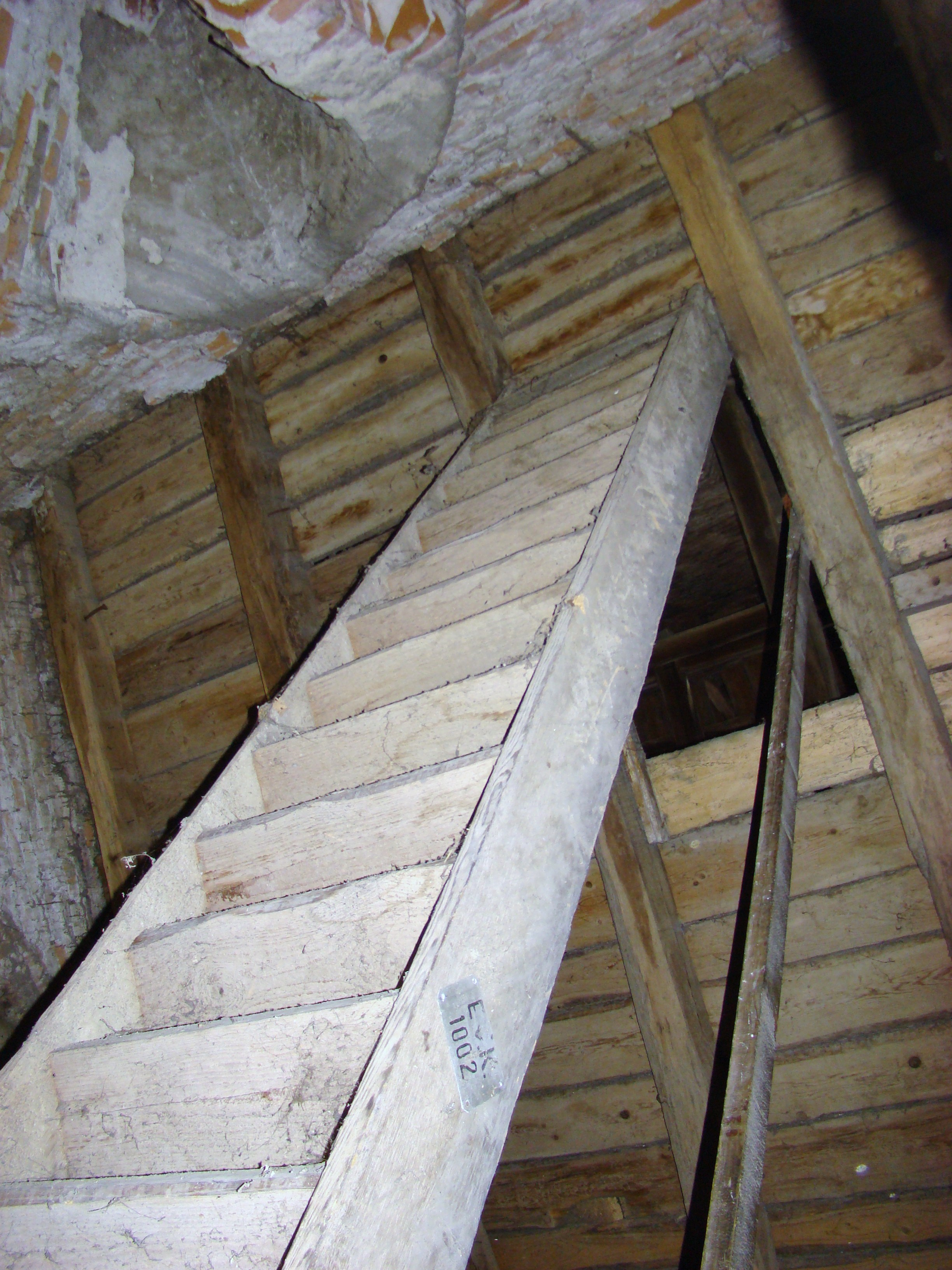
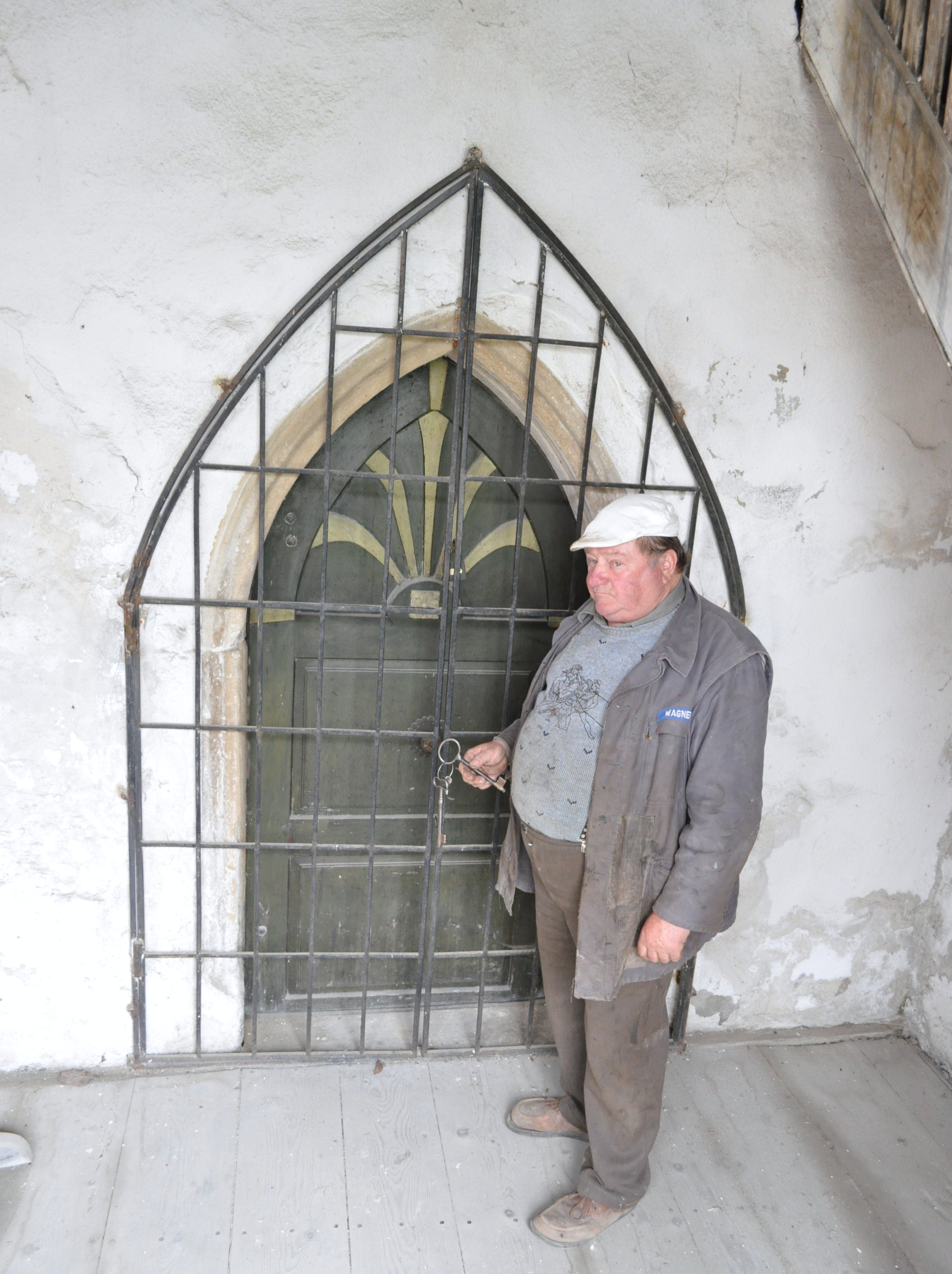
Curatorul bisericii fortificate din Târnava: Hans Gunesch

## Imagini din interior

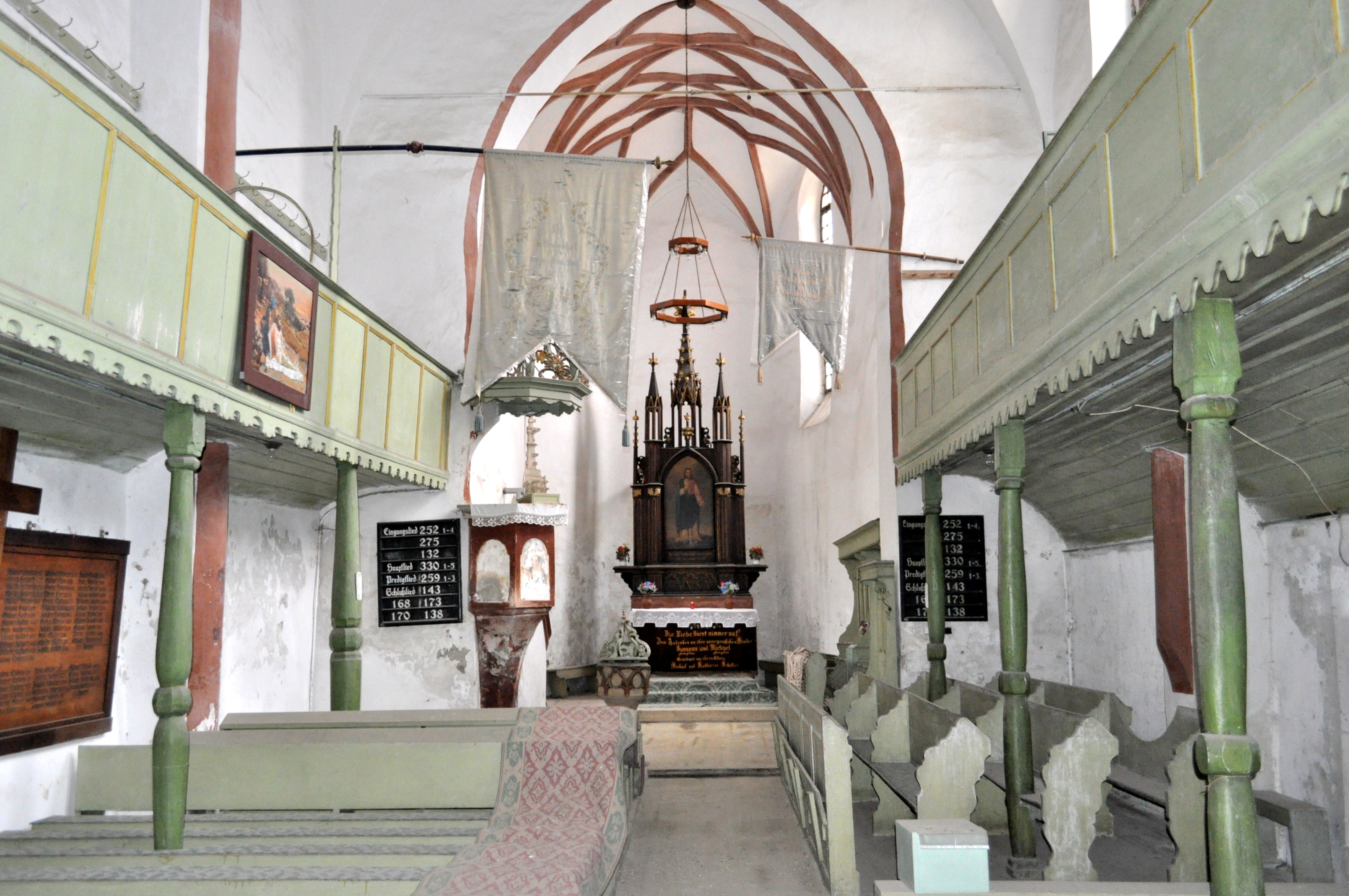
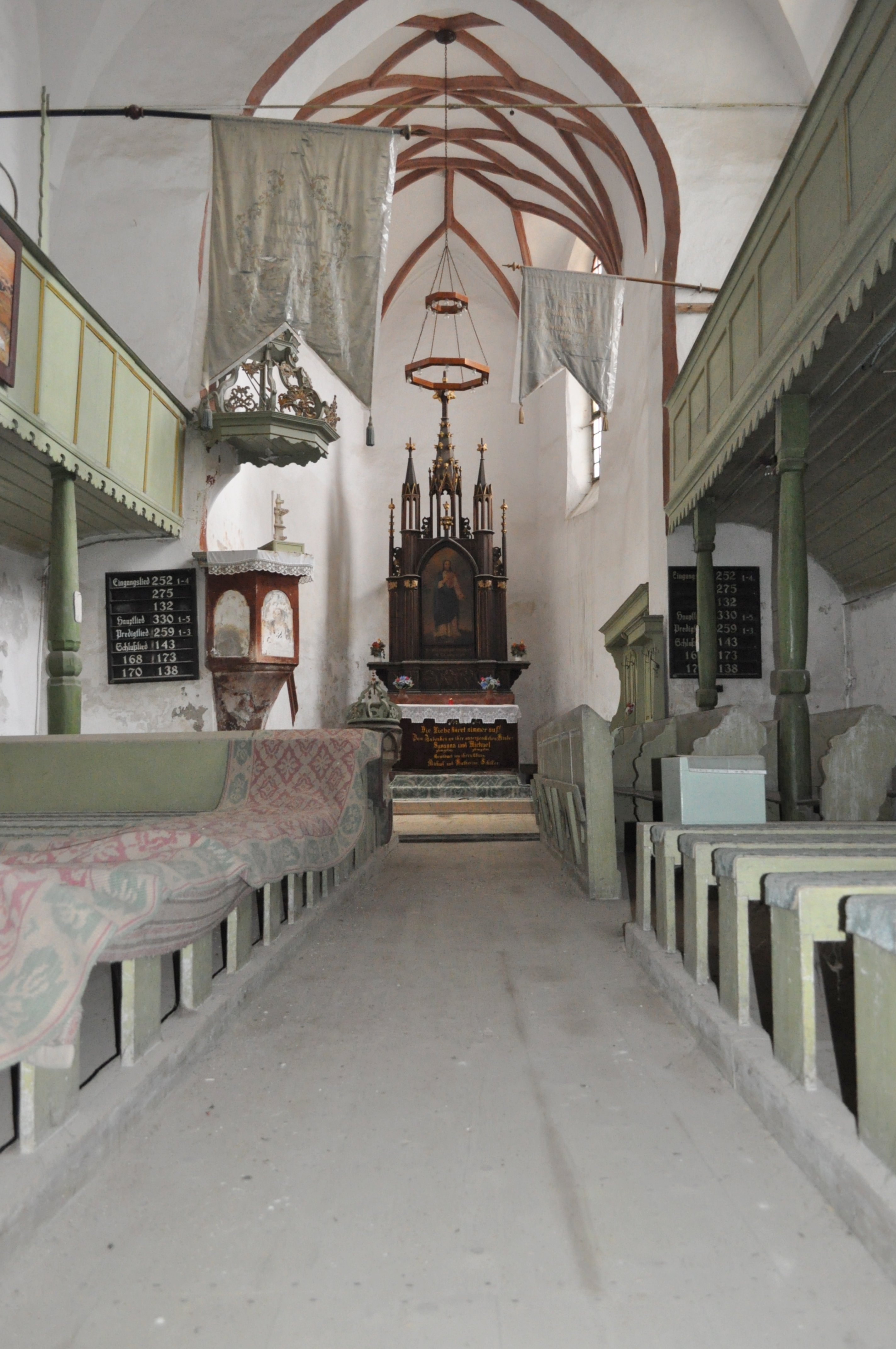
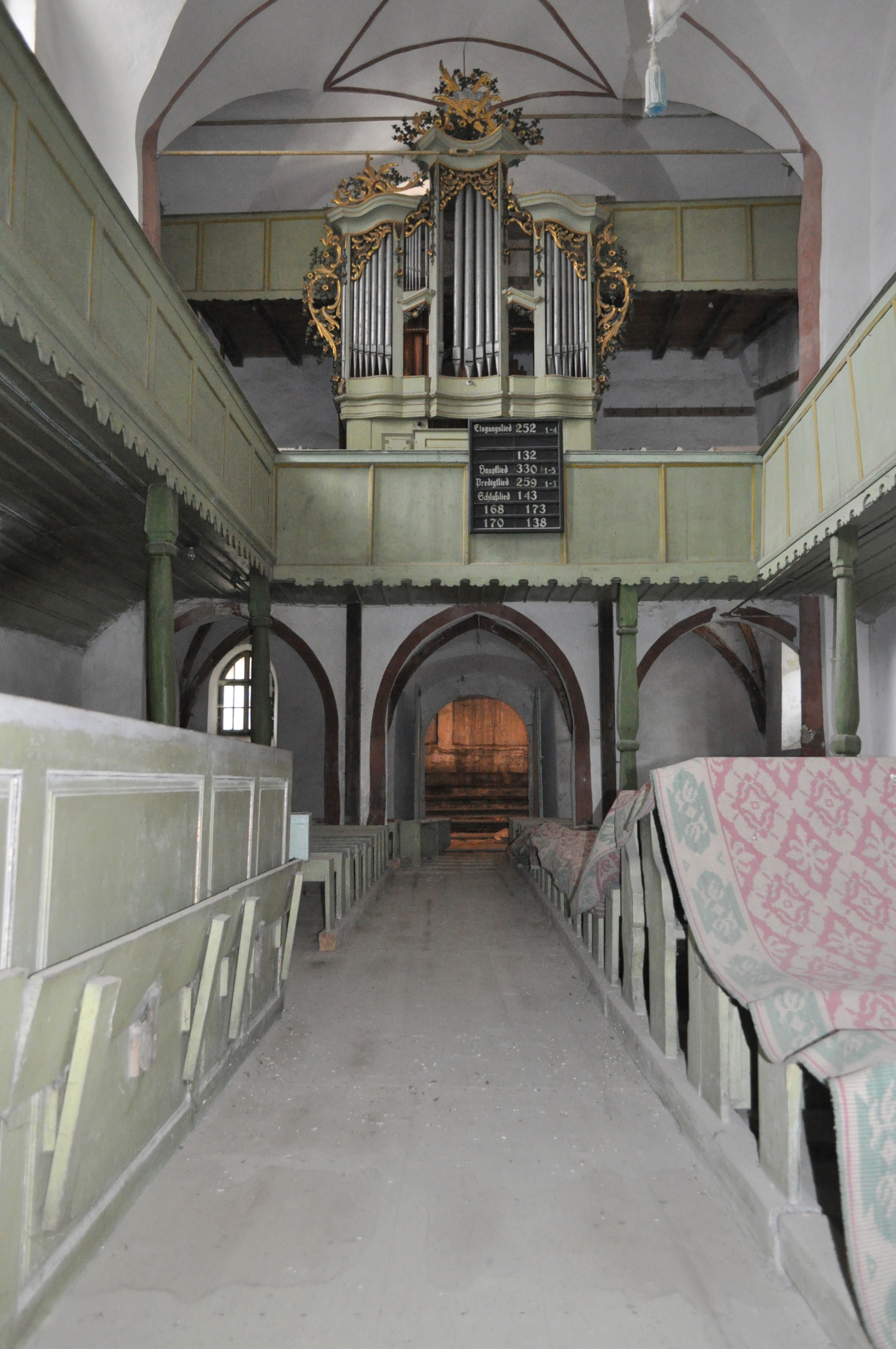
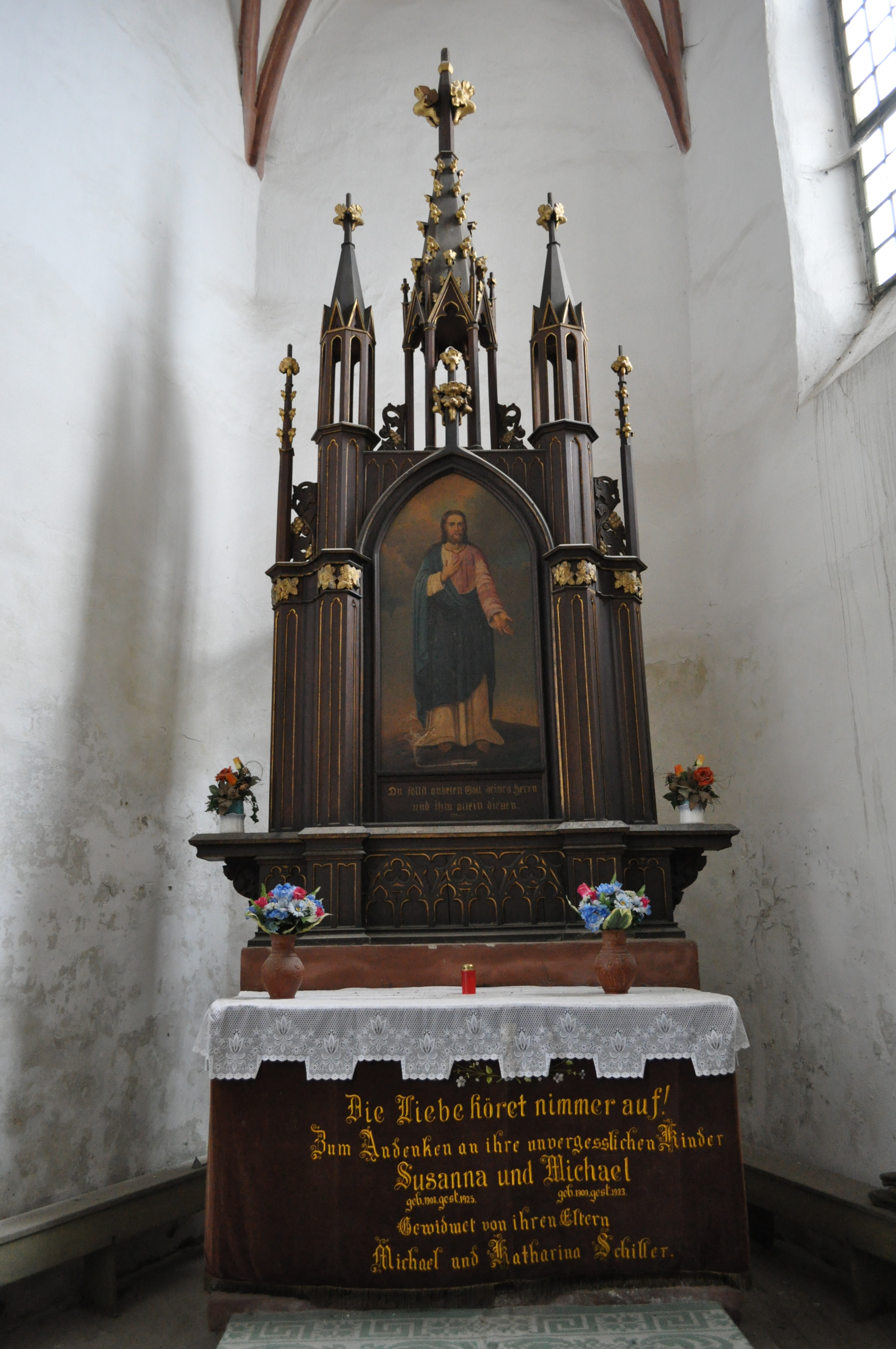
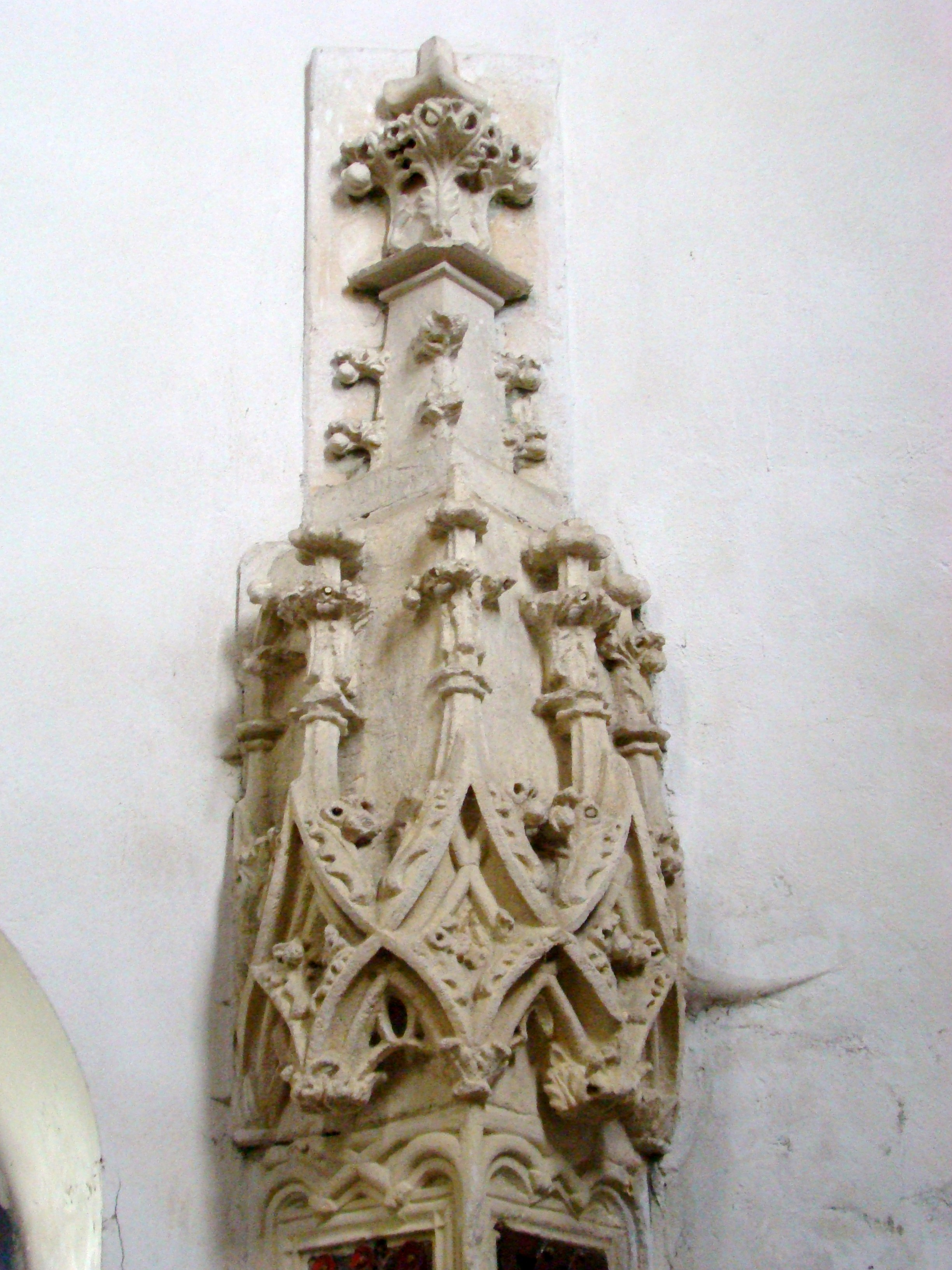
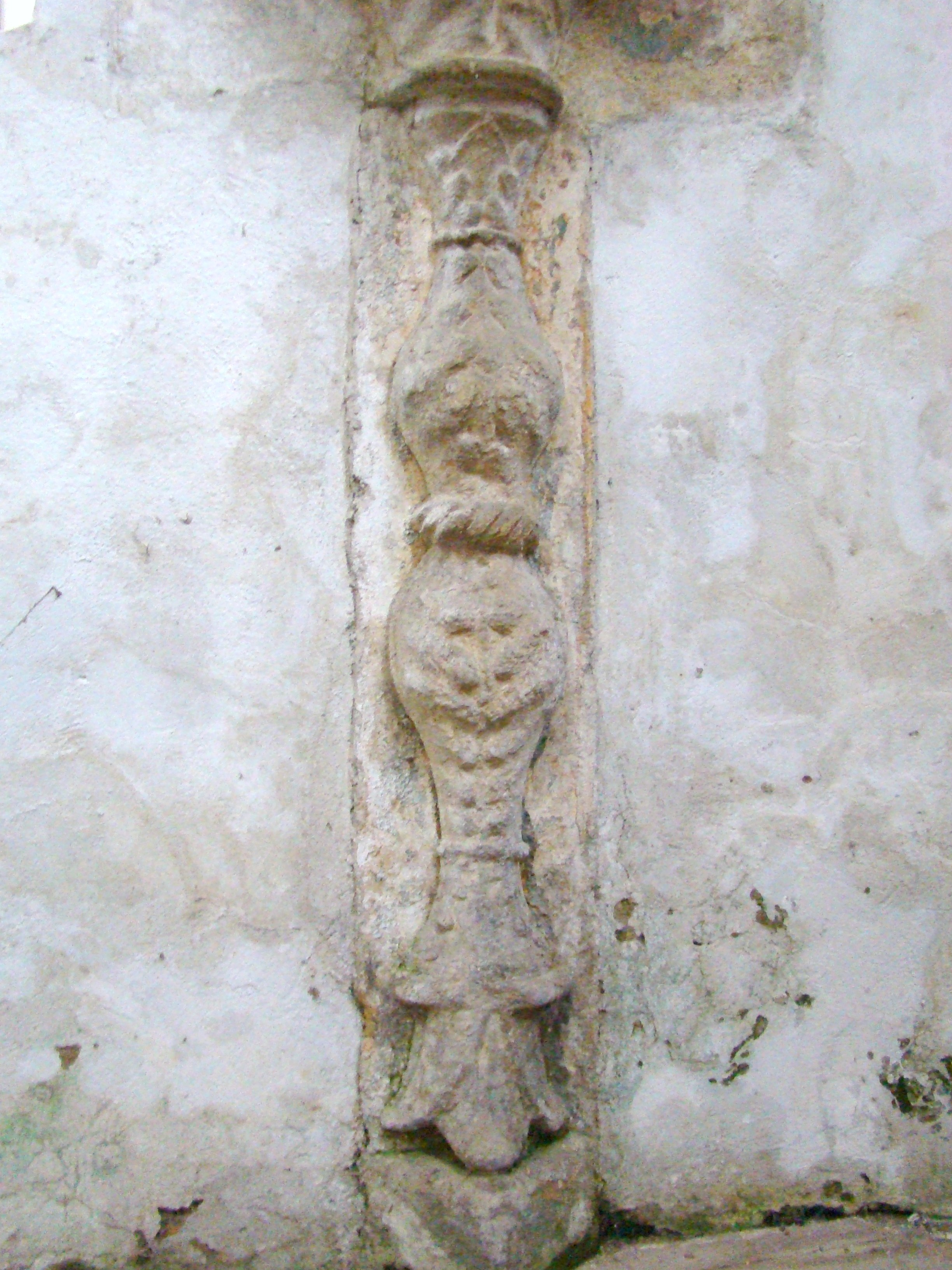
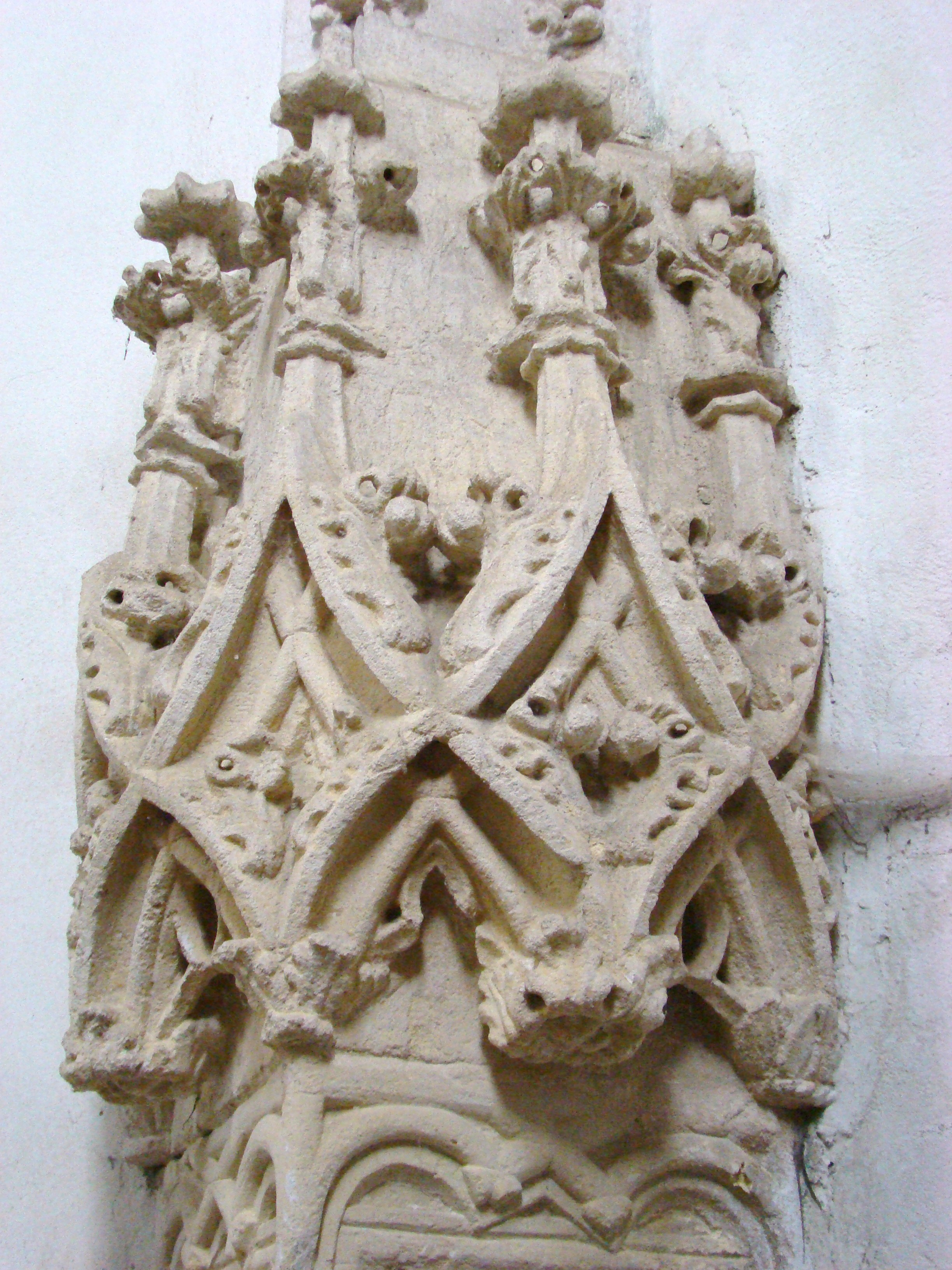
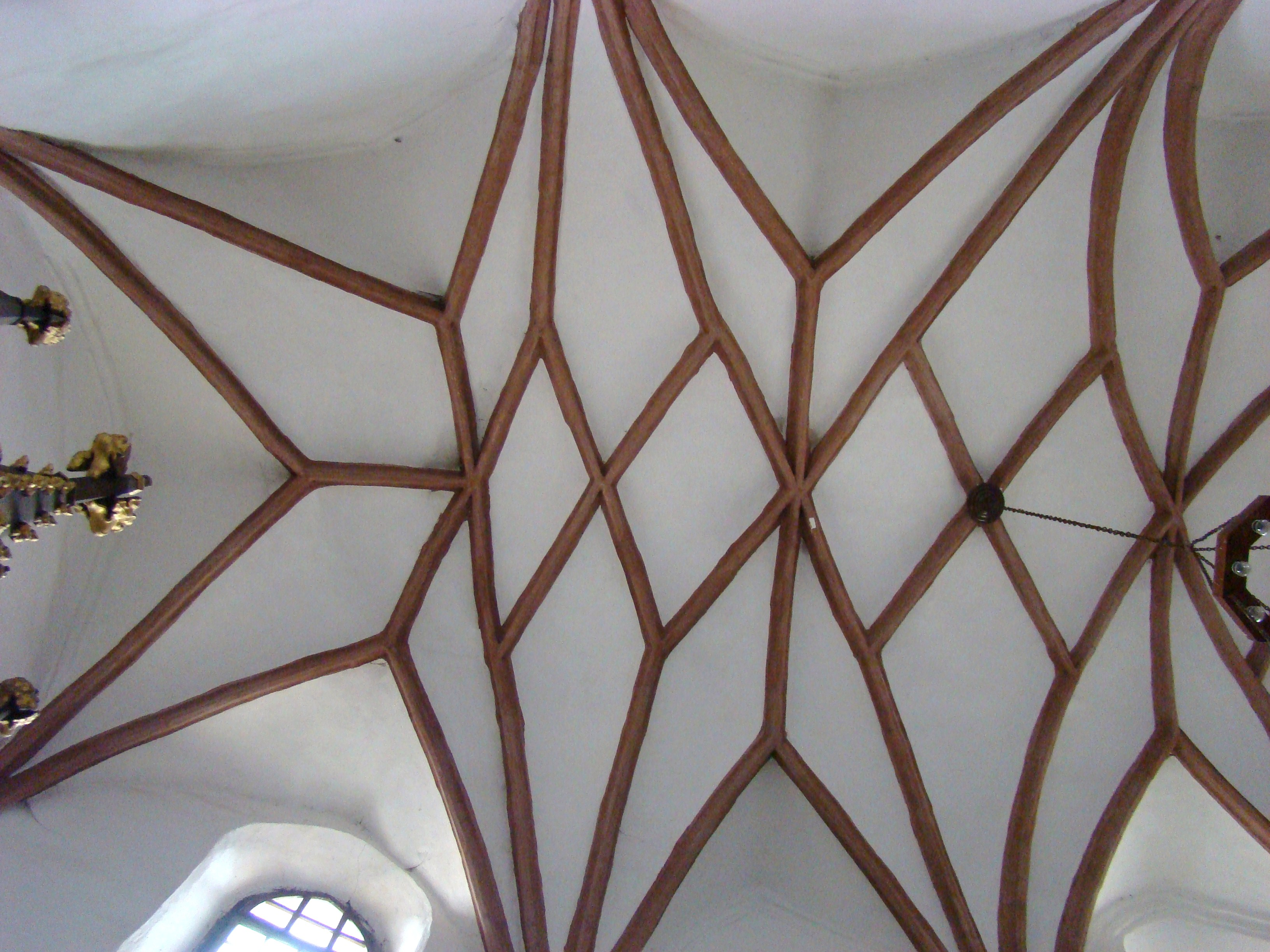
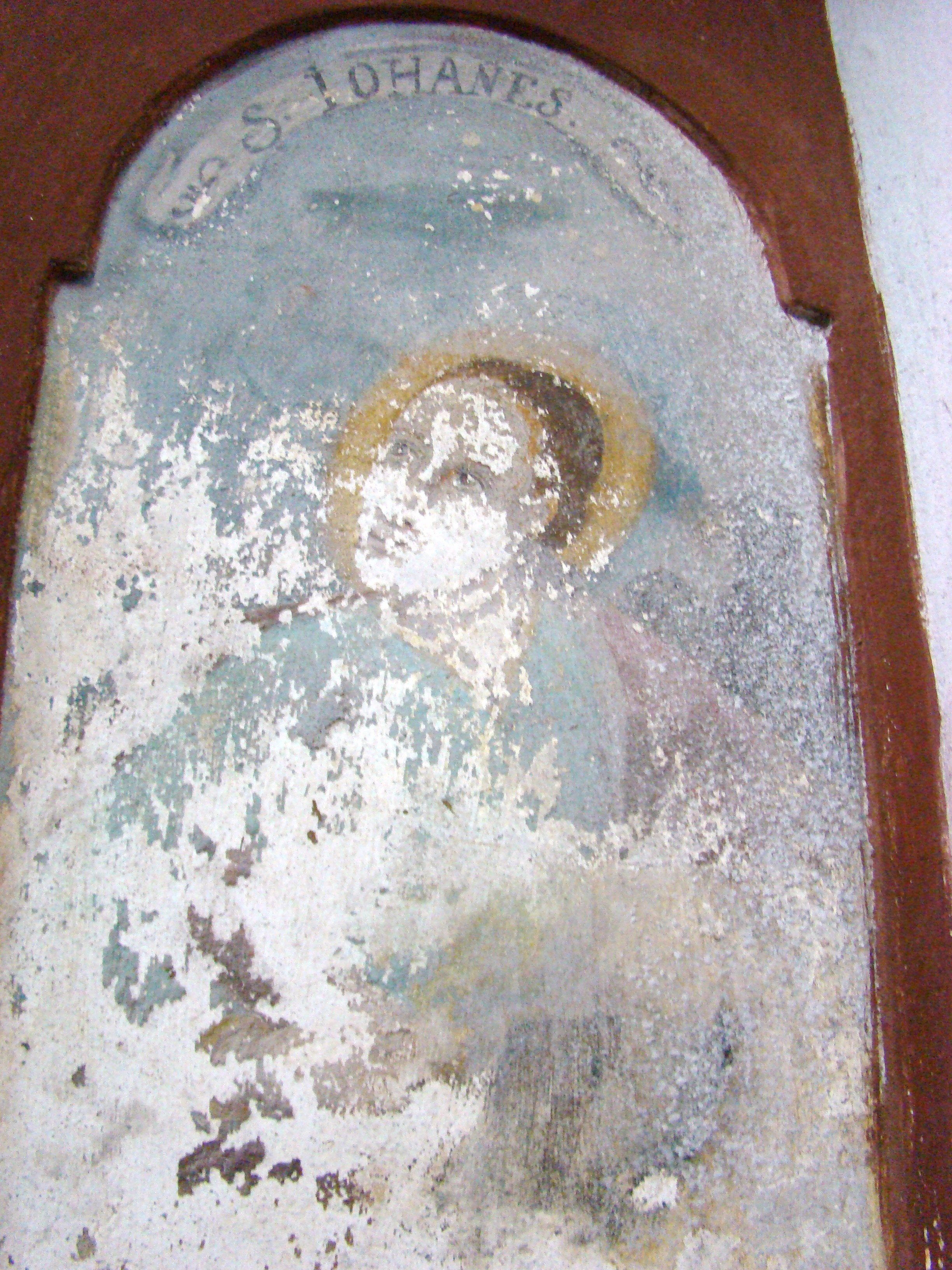
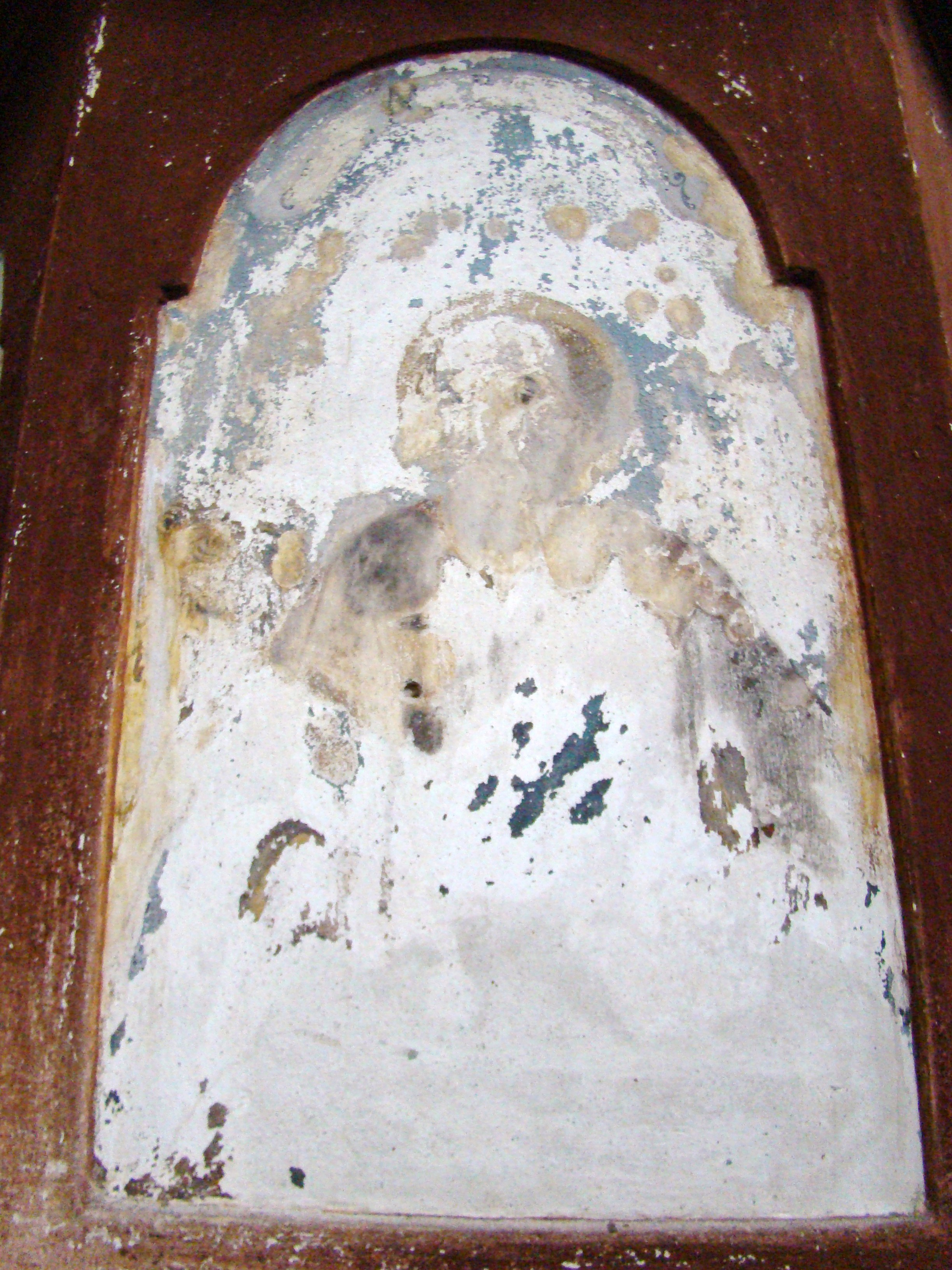
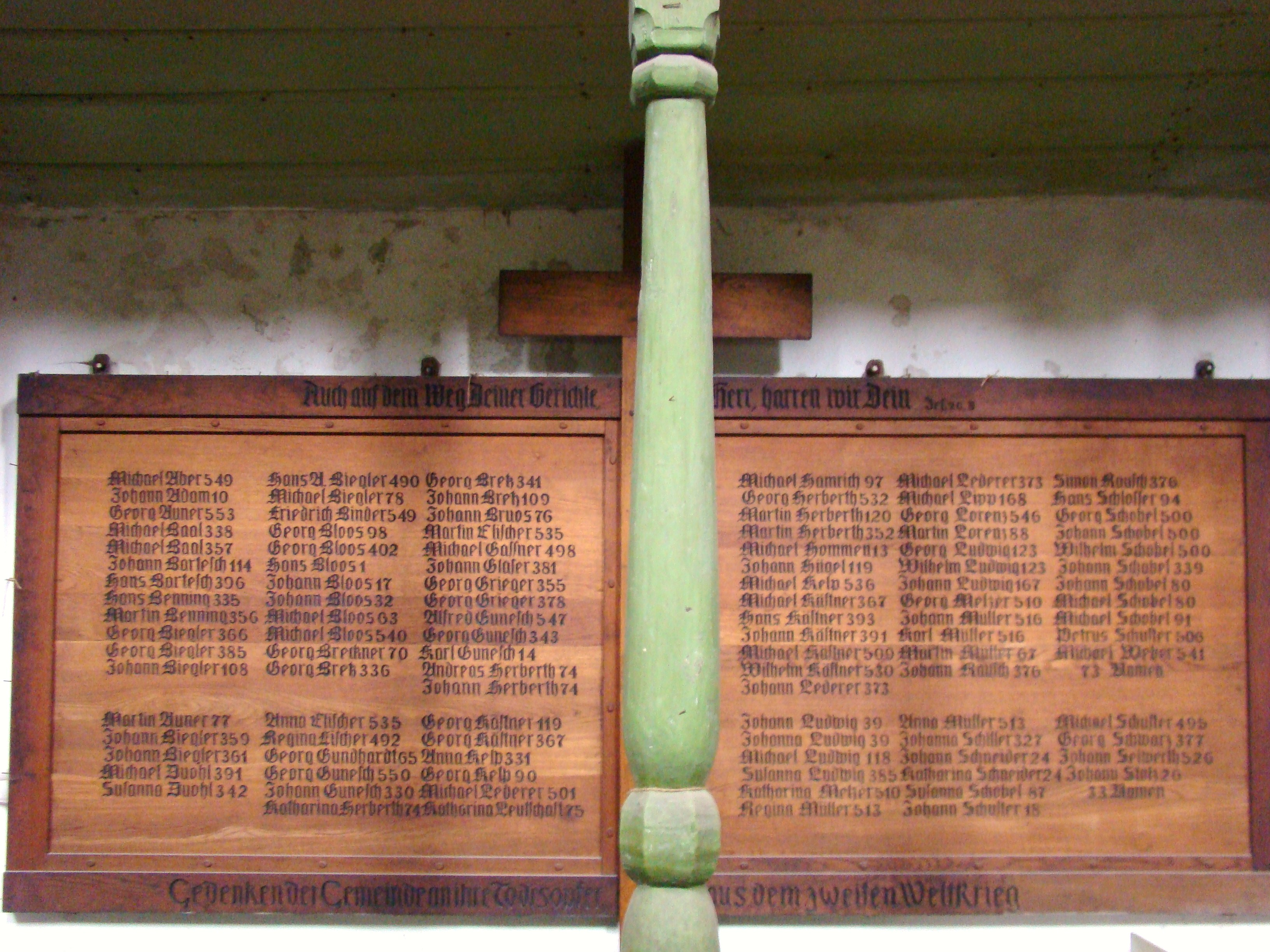
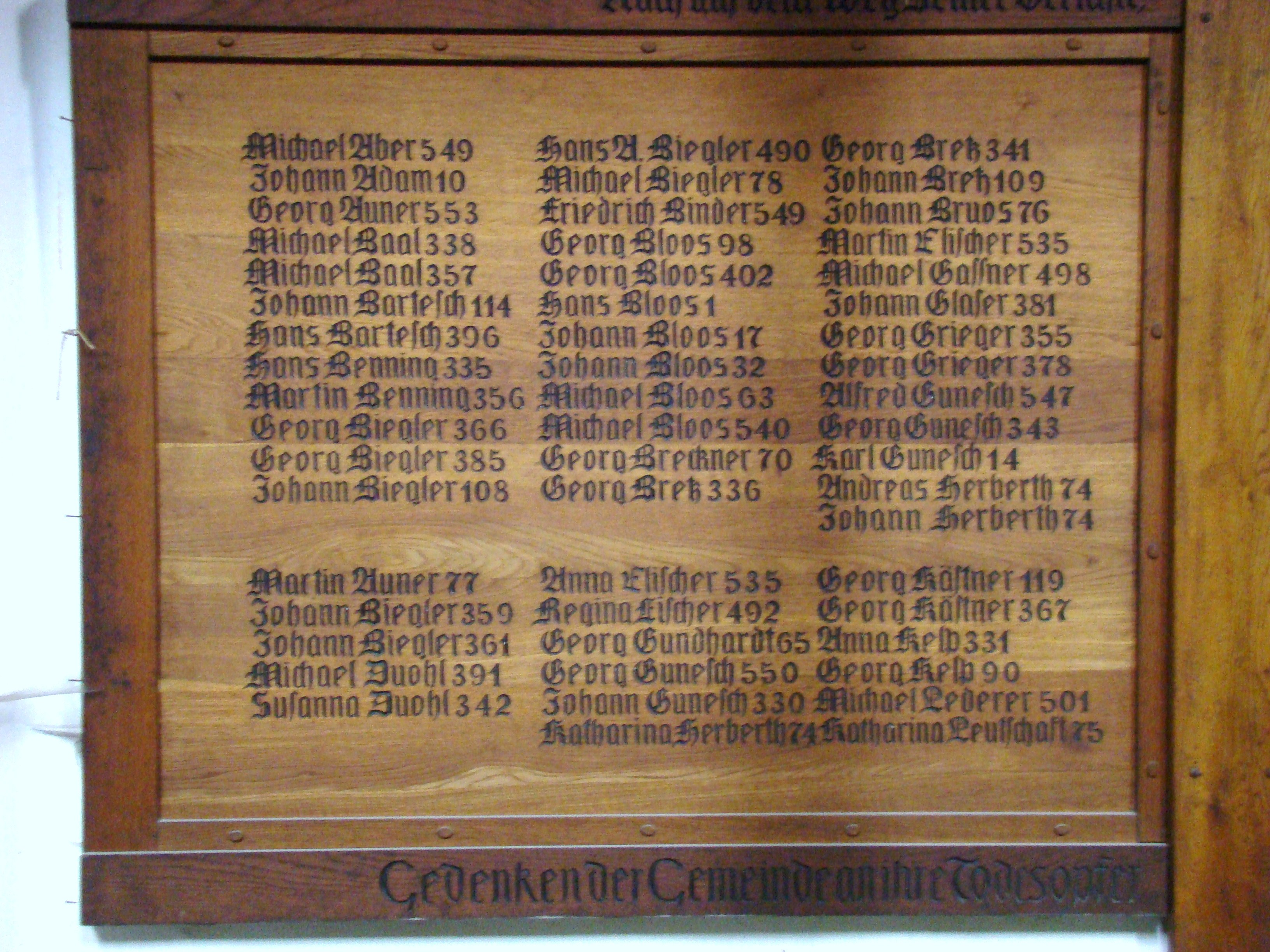
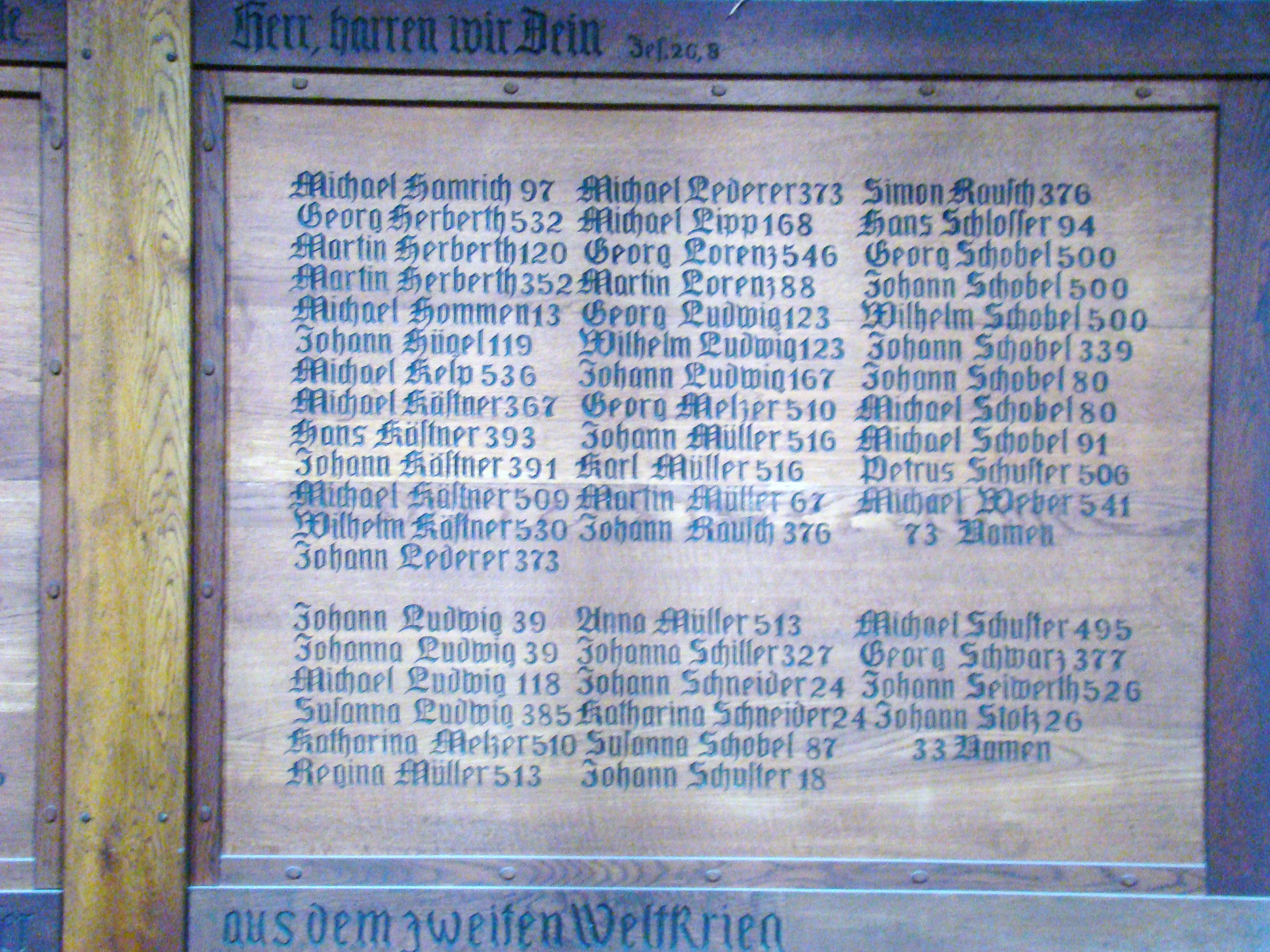
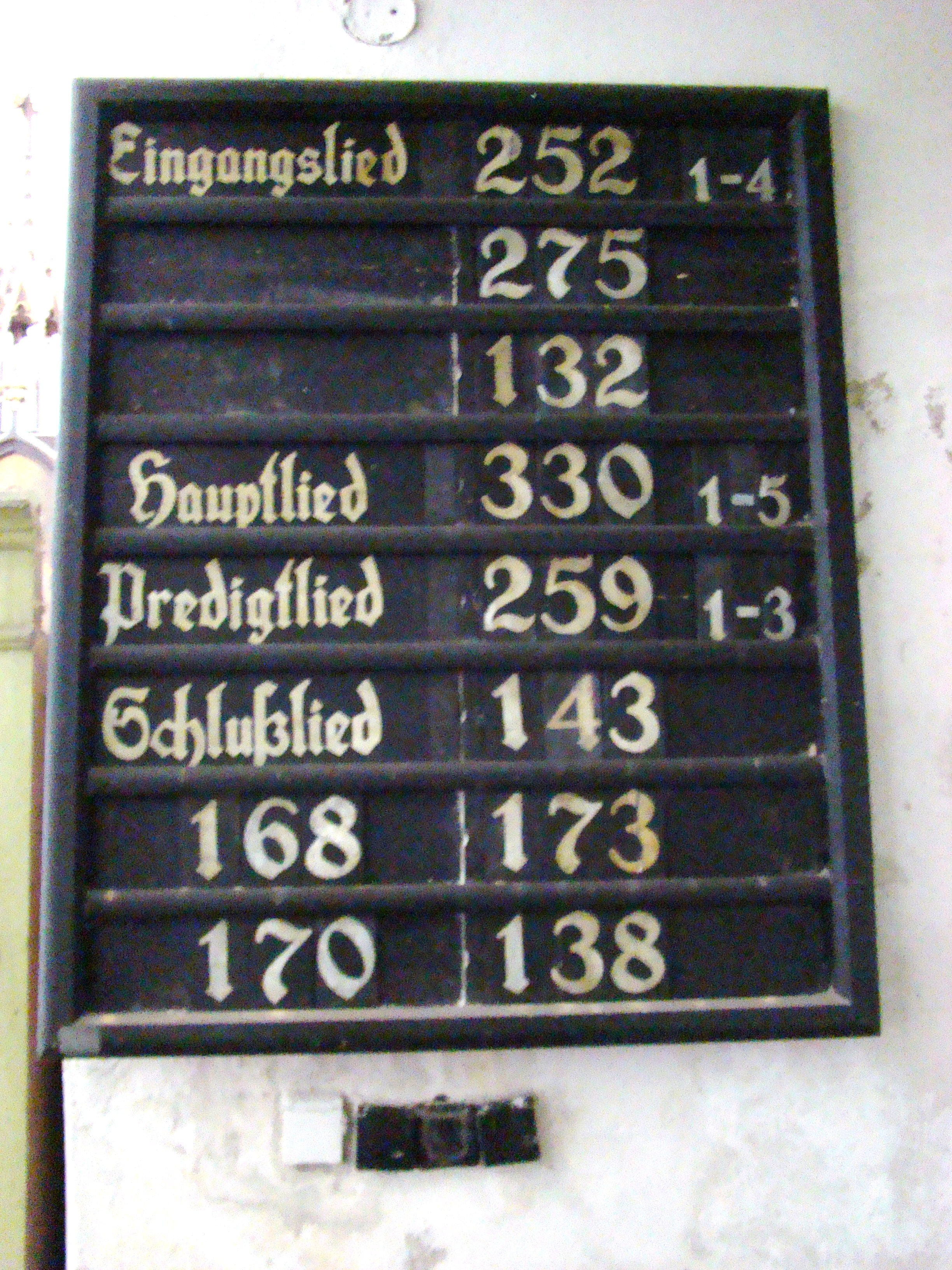
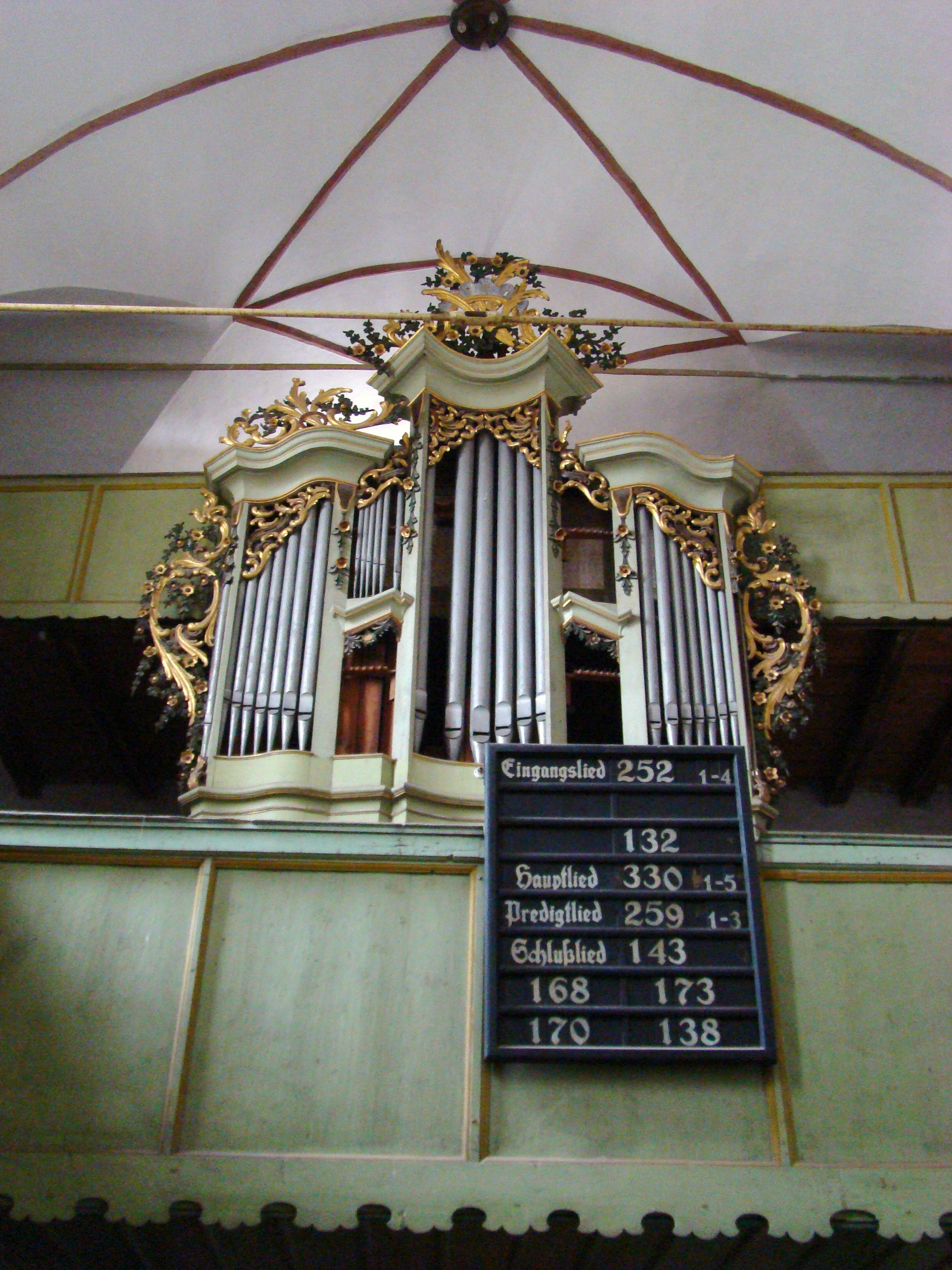
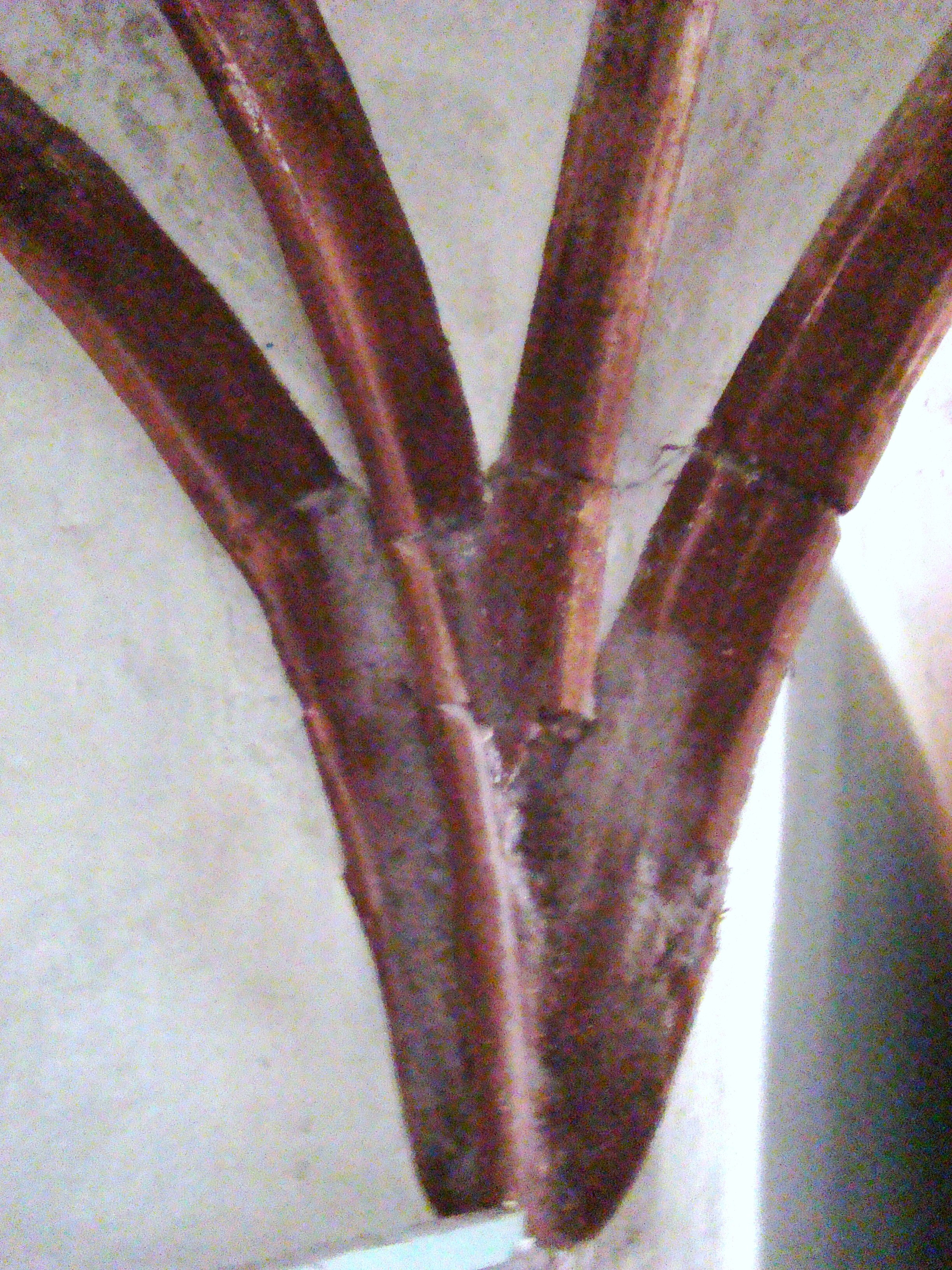
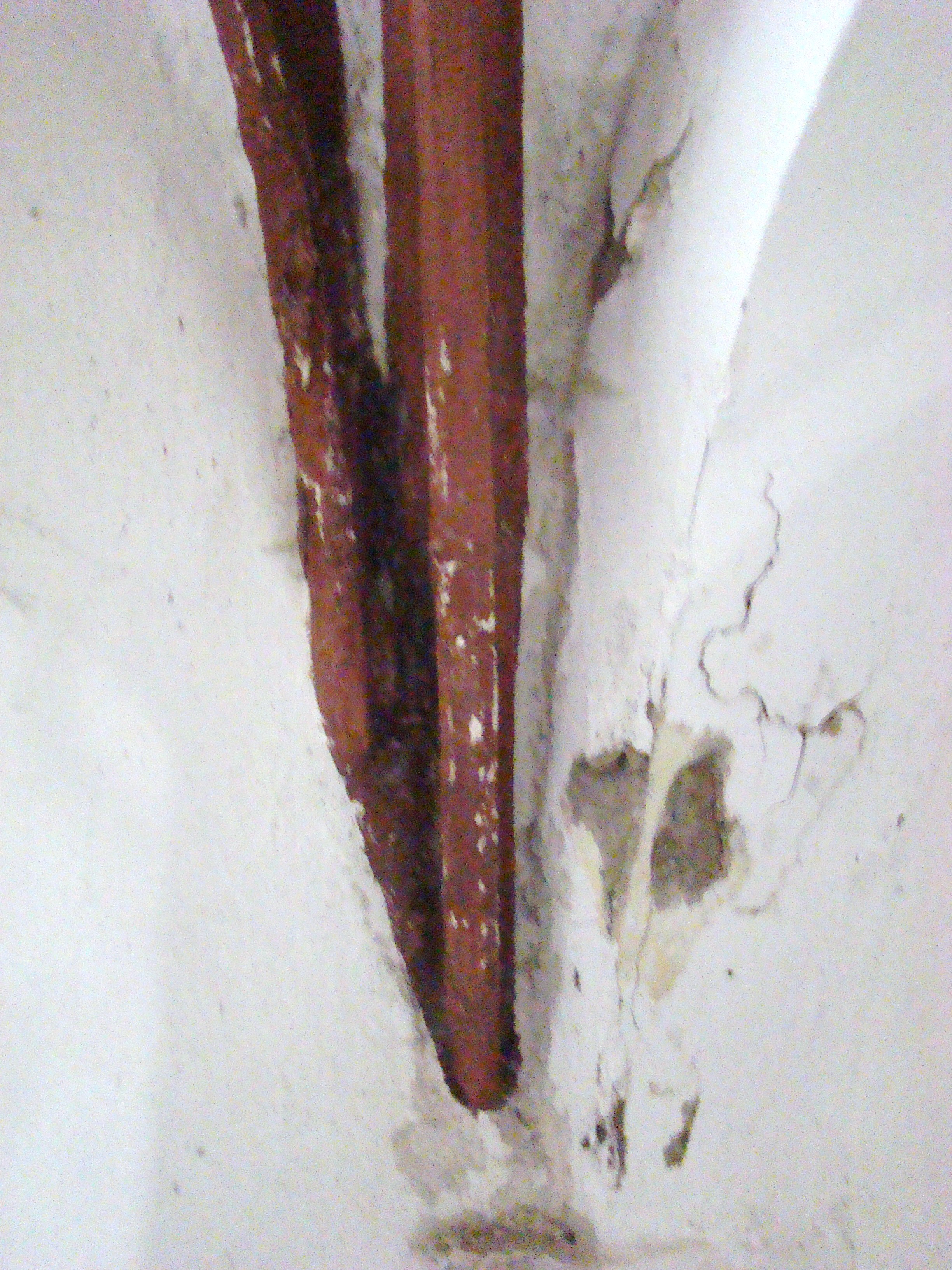
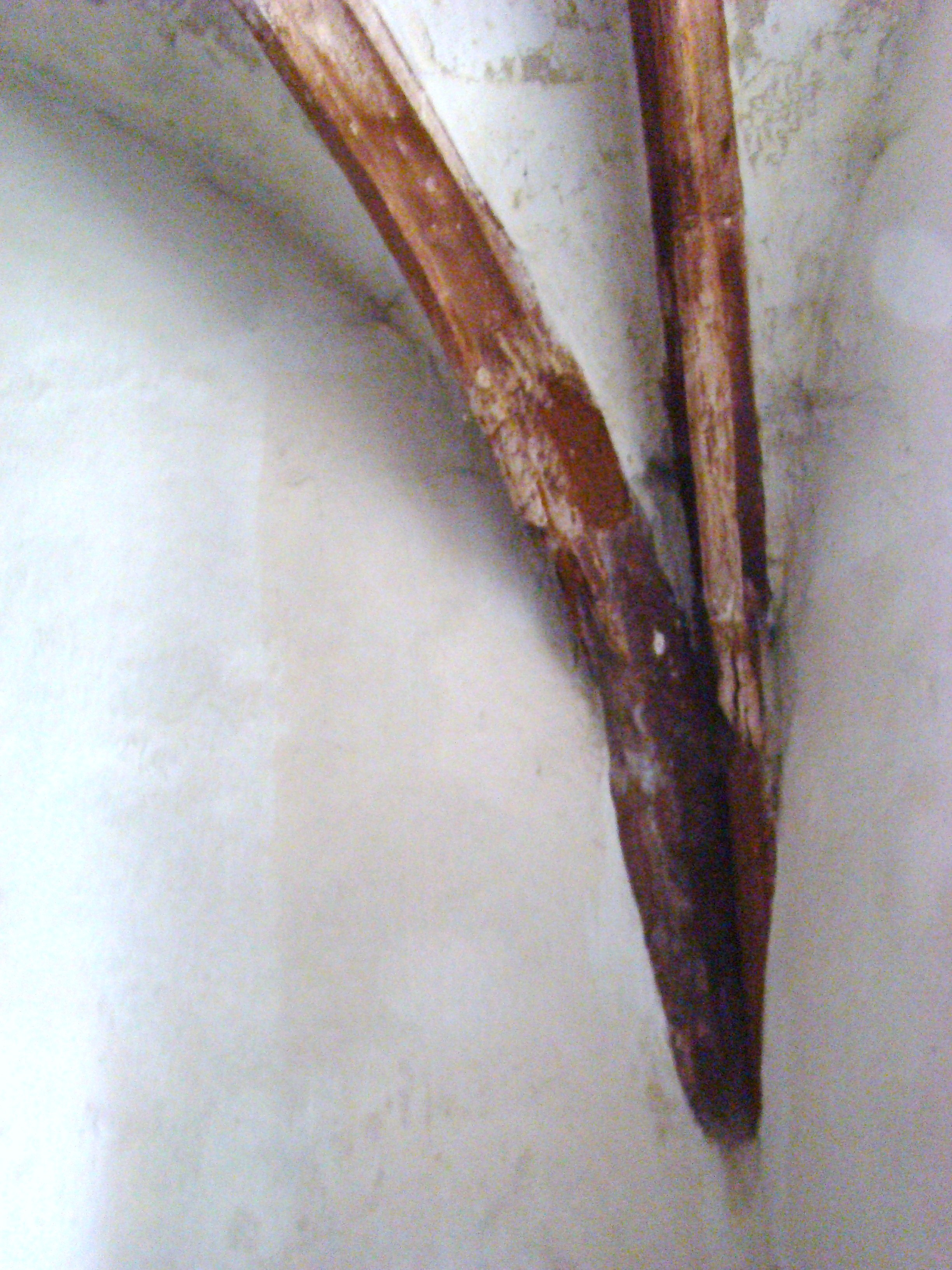
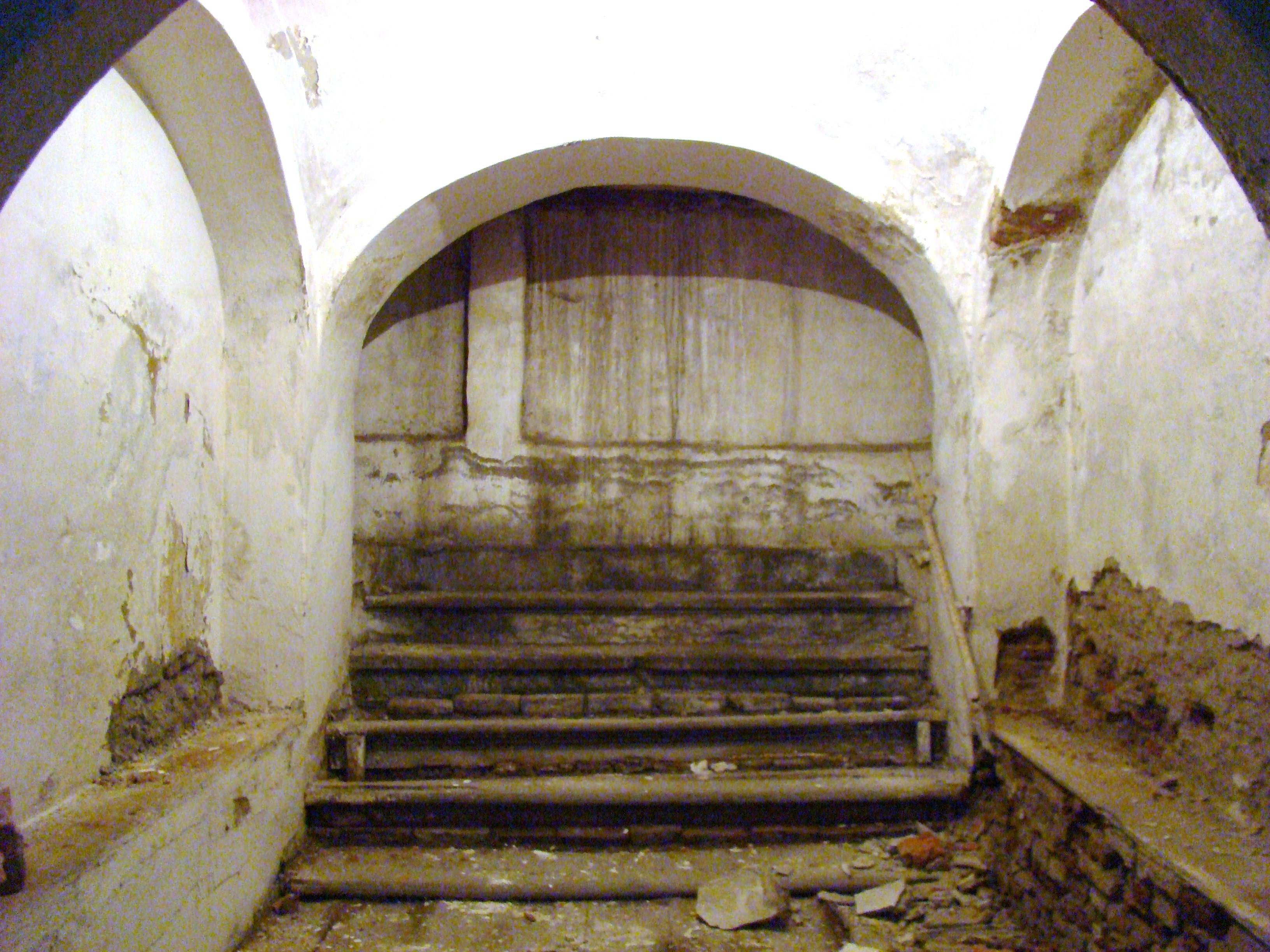
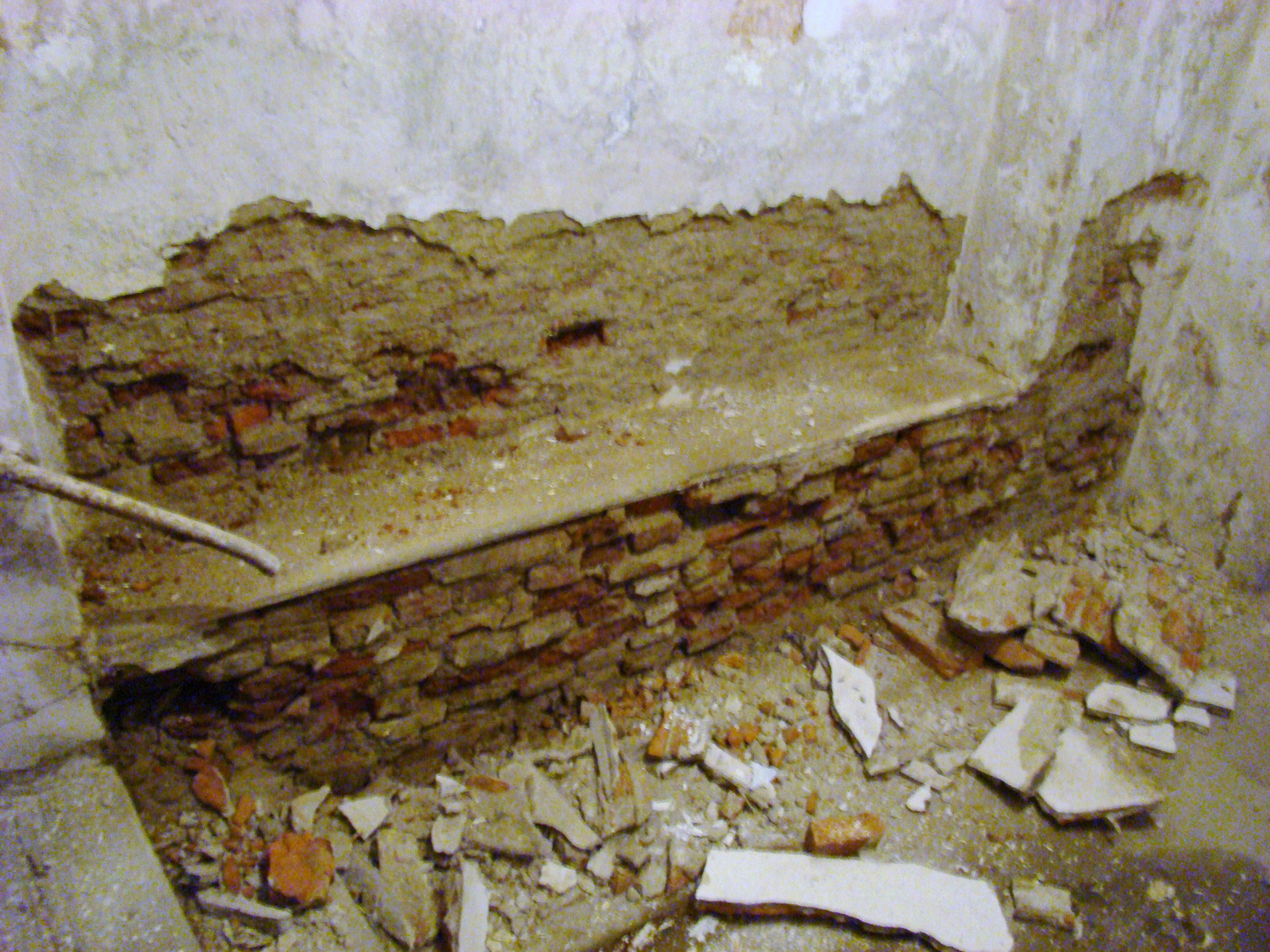
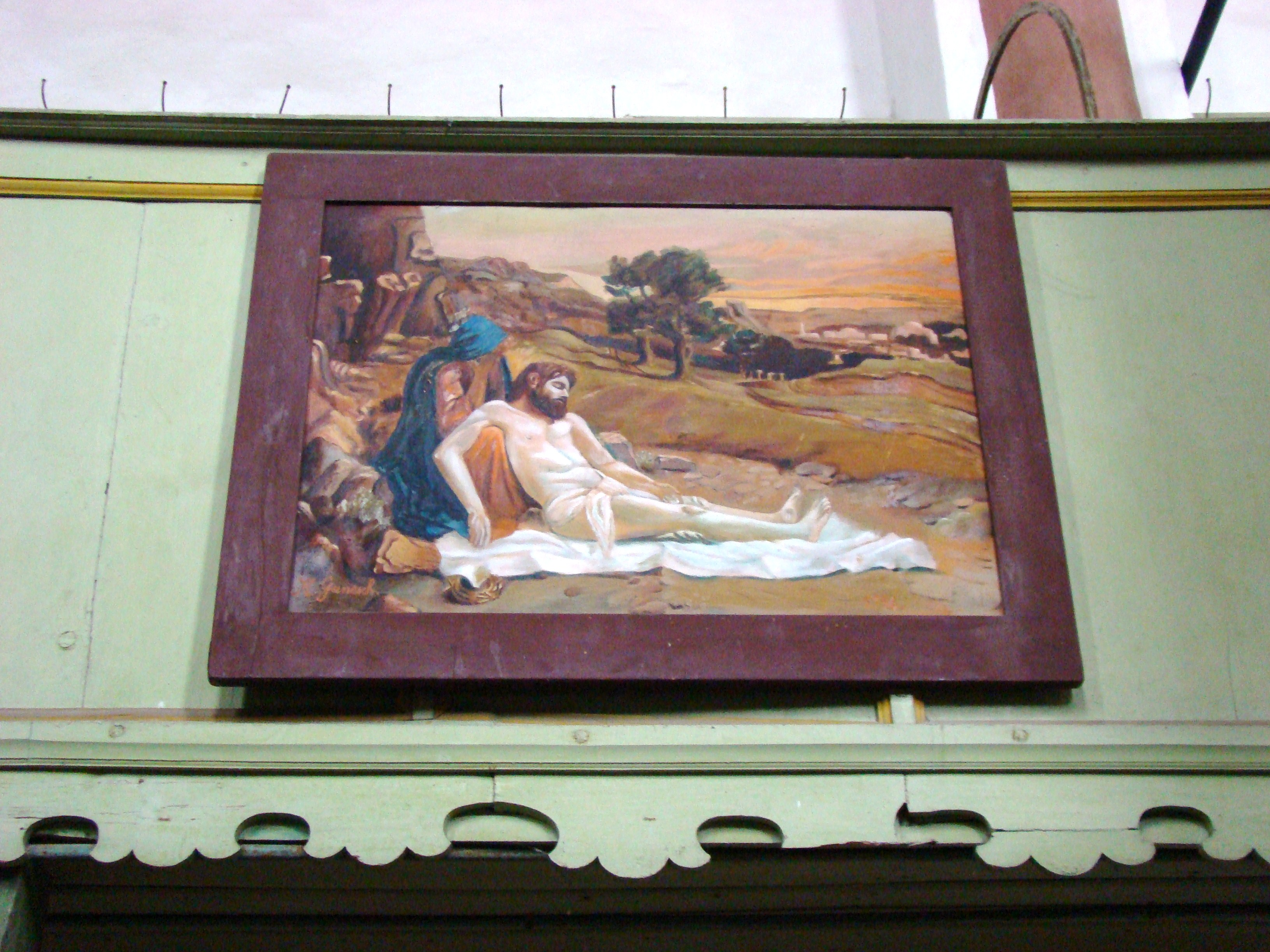
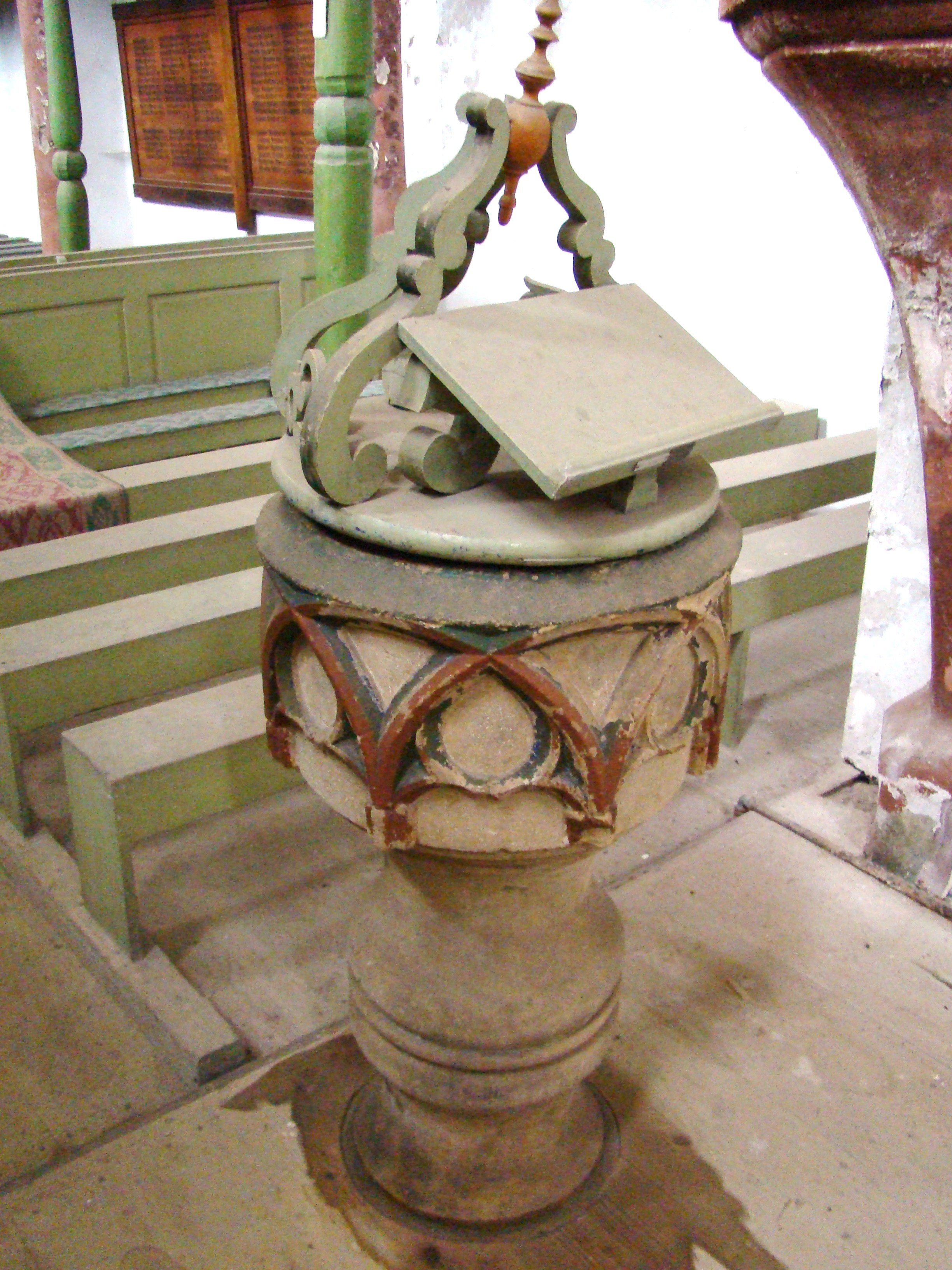
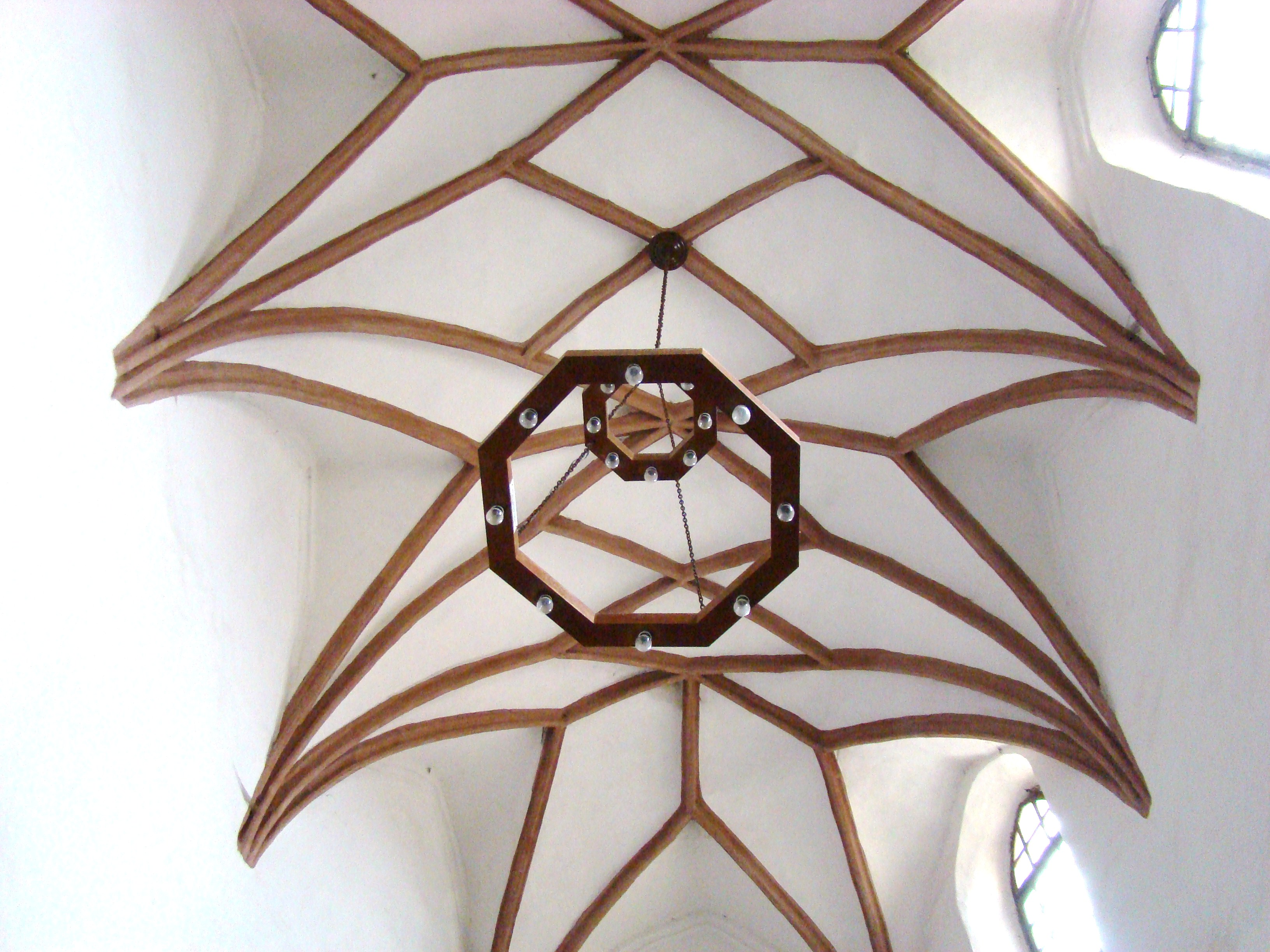
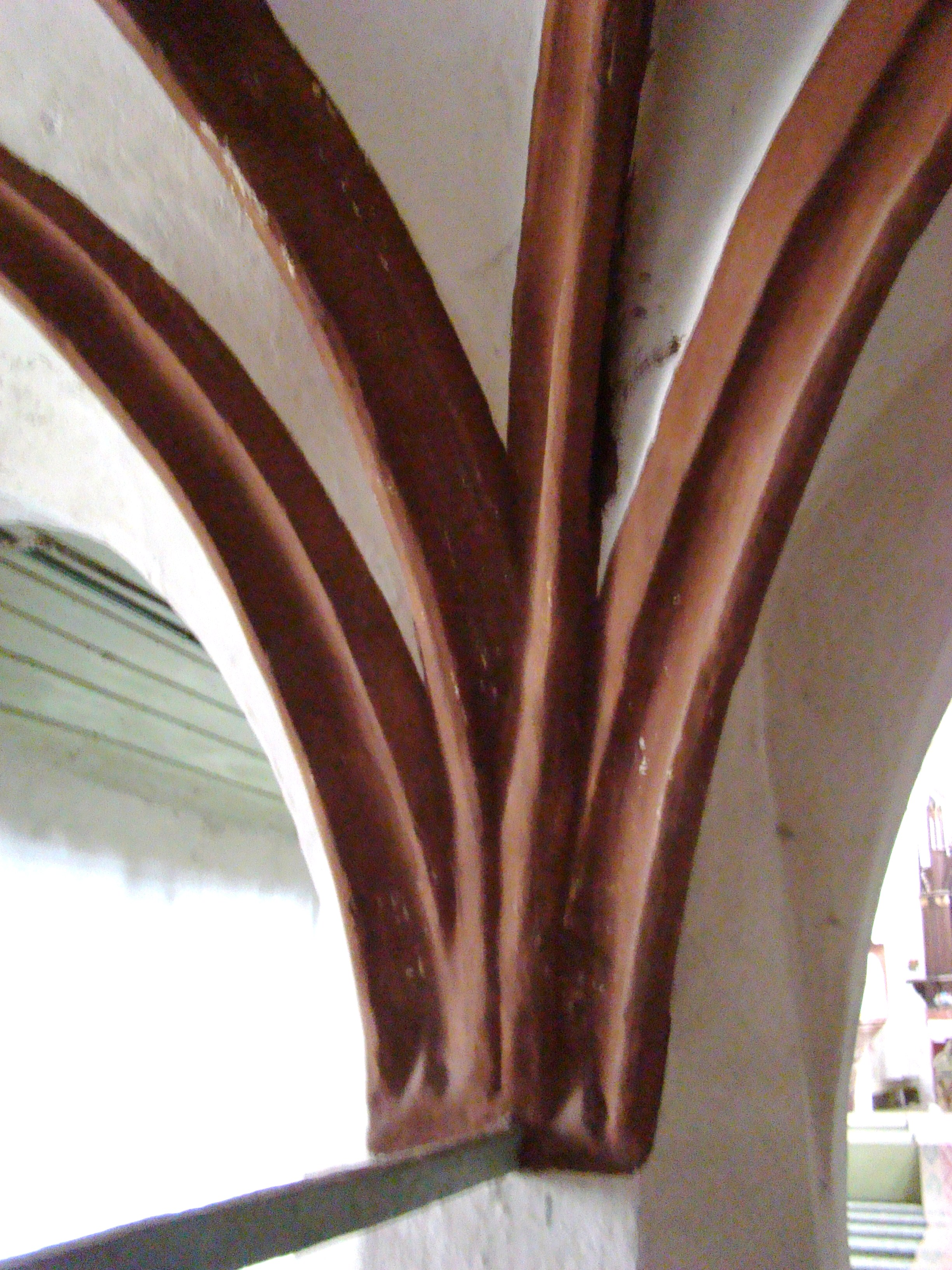
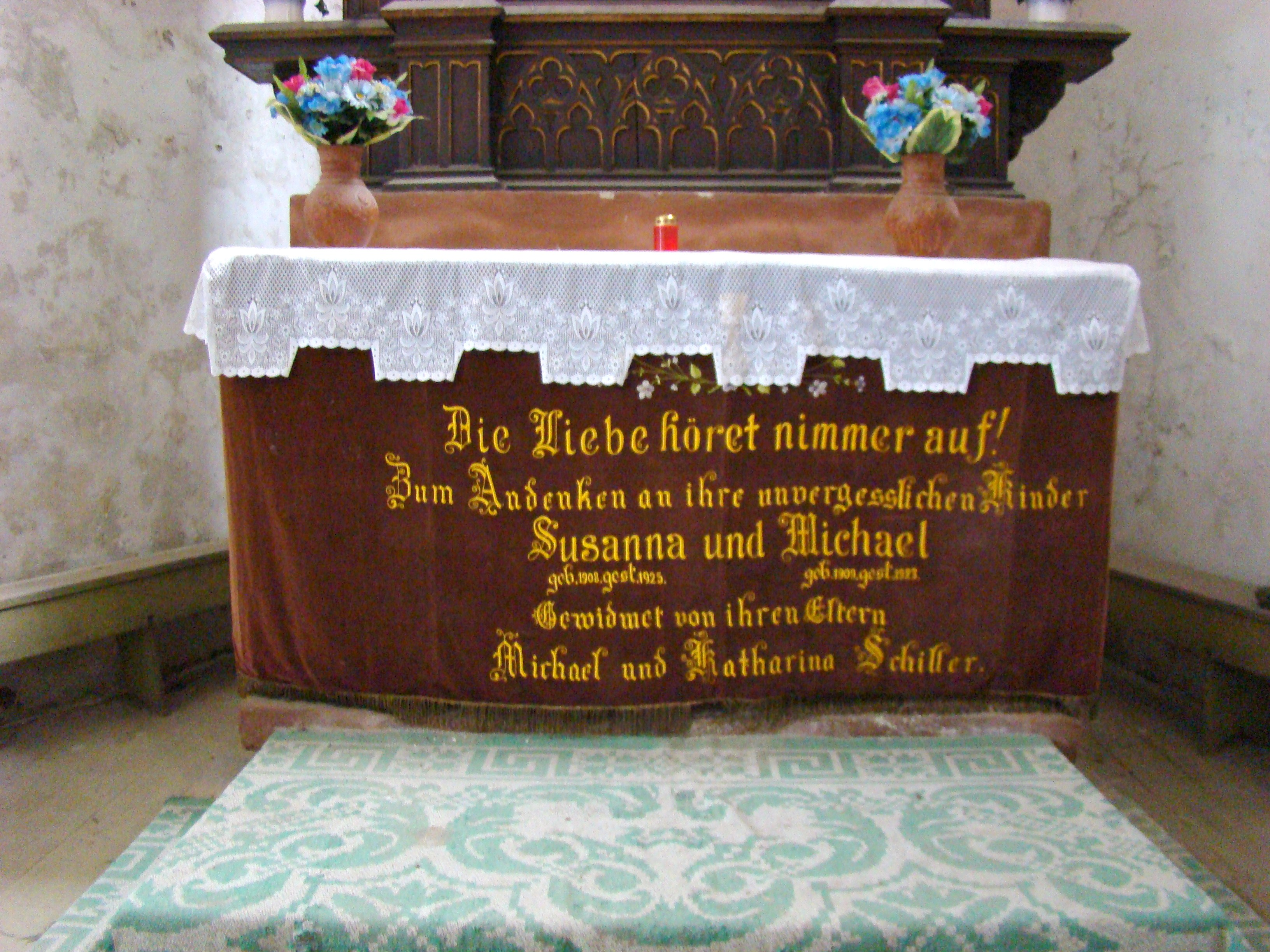
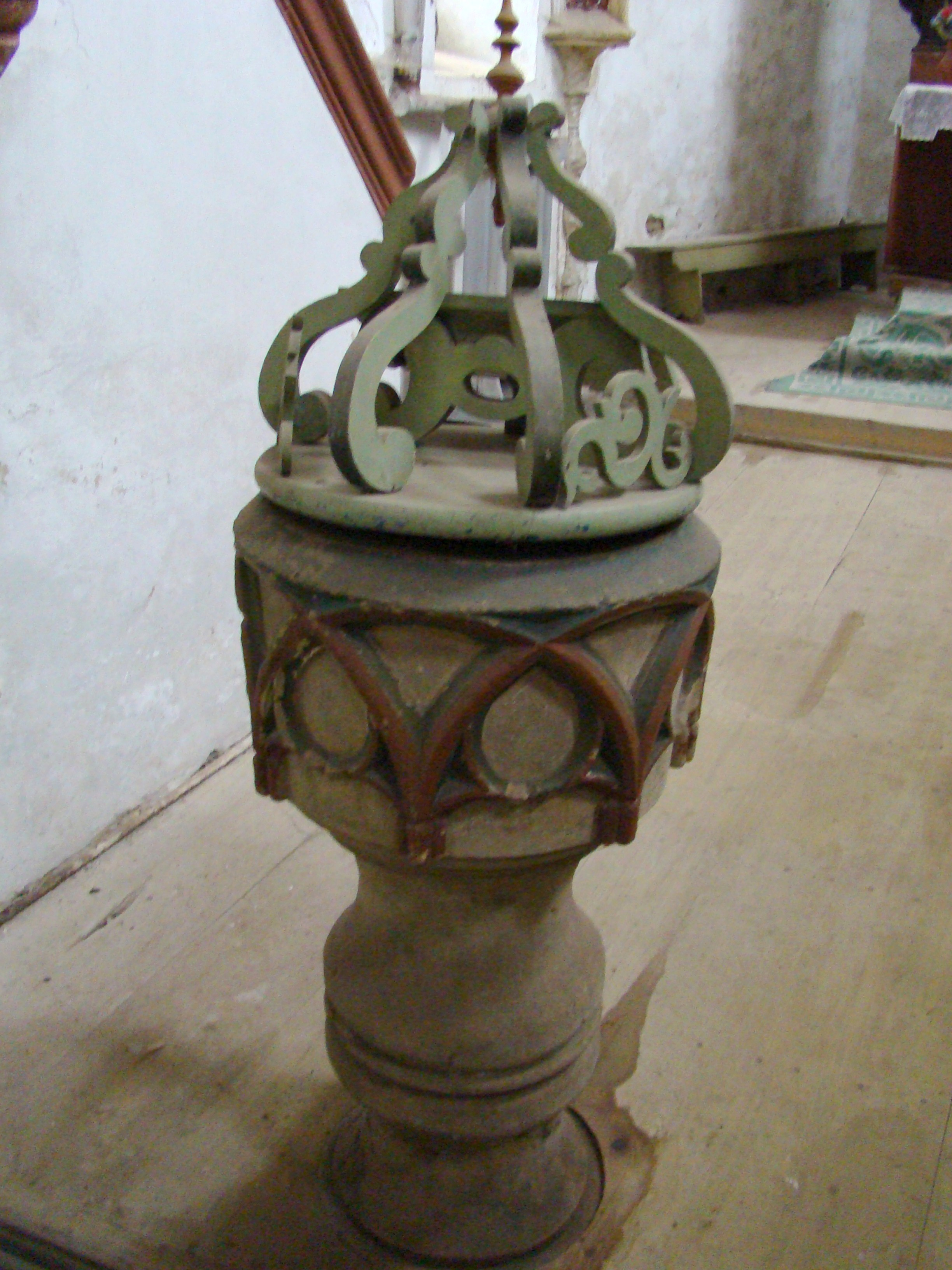
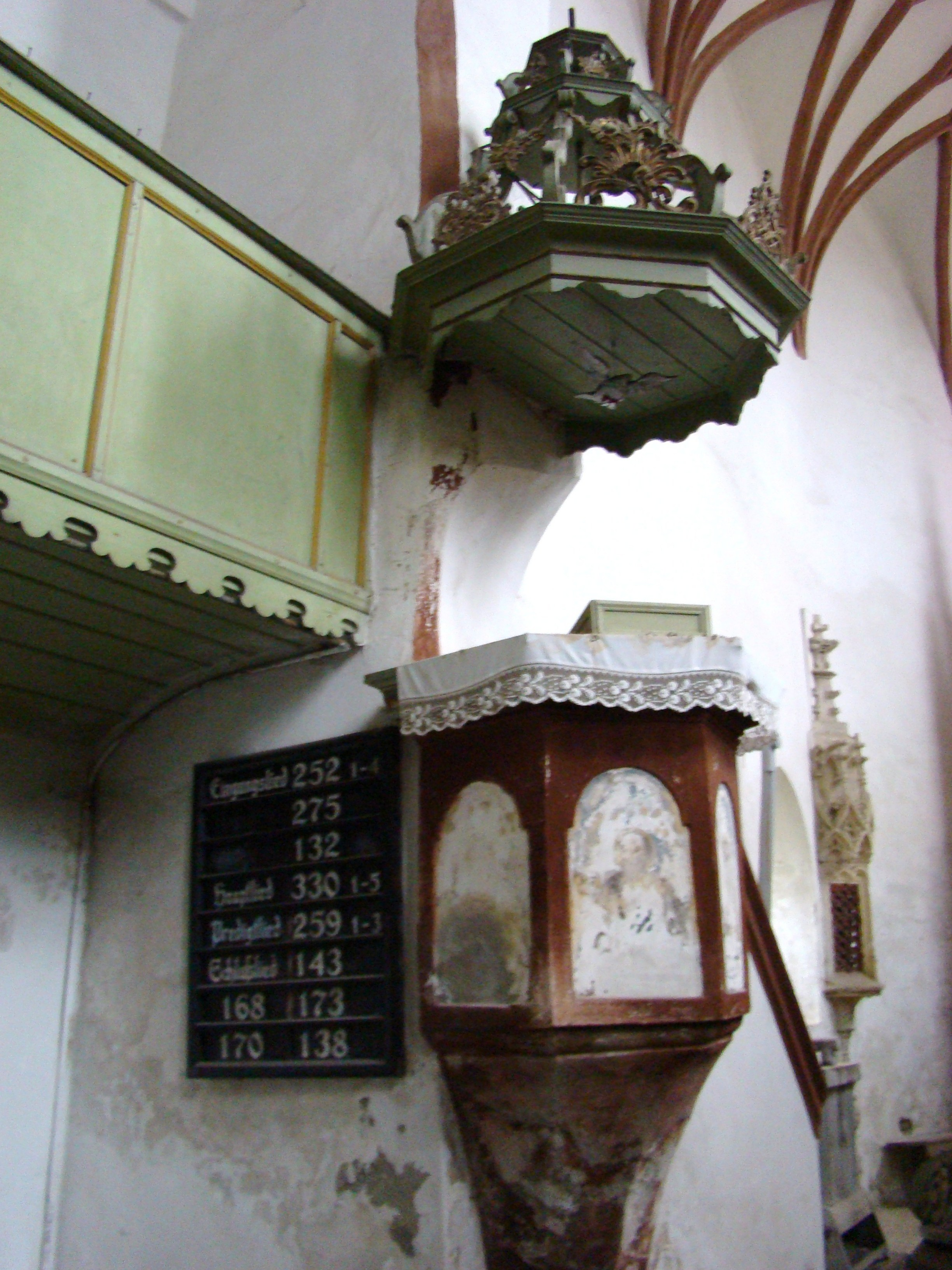
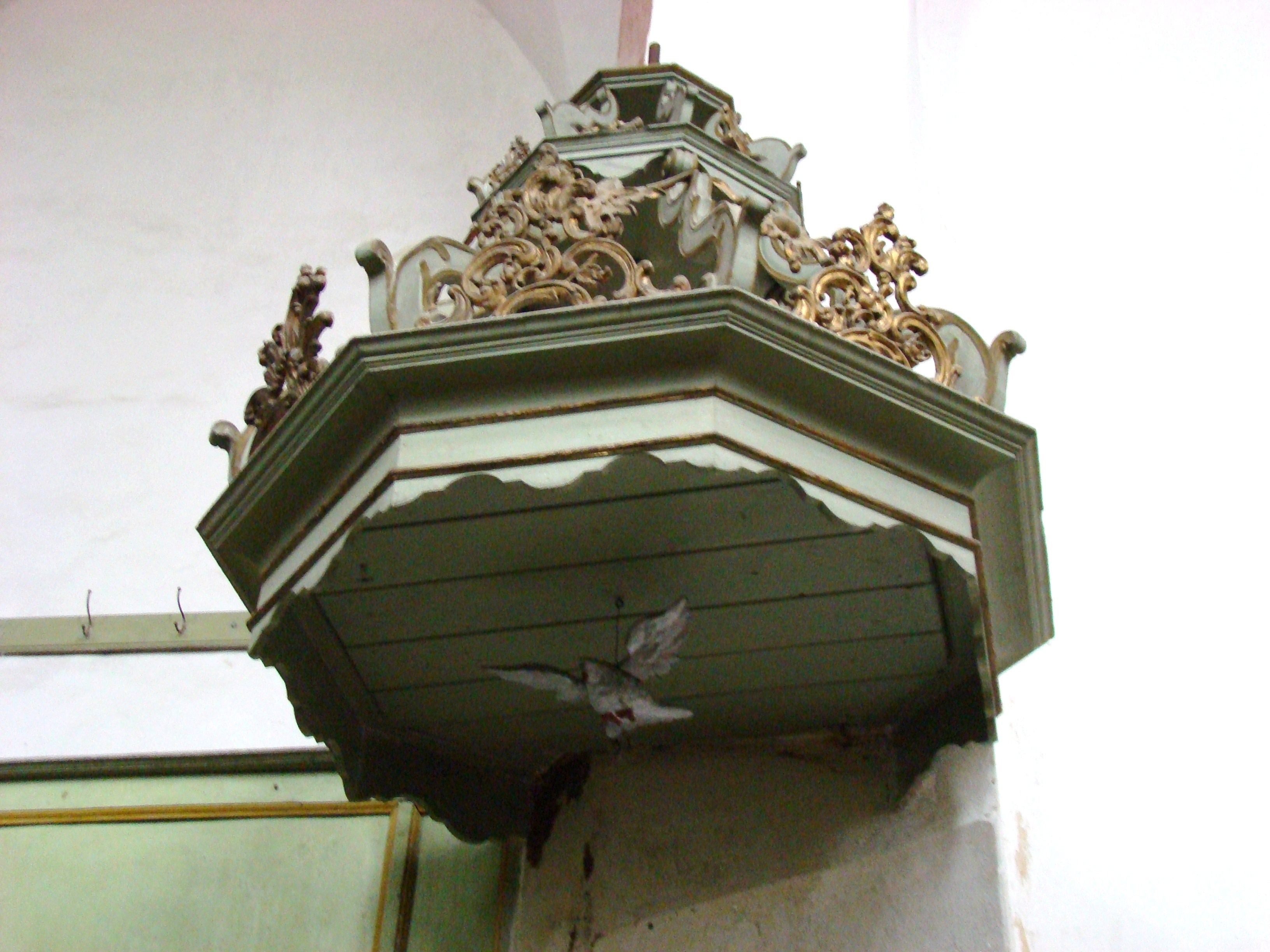
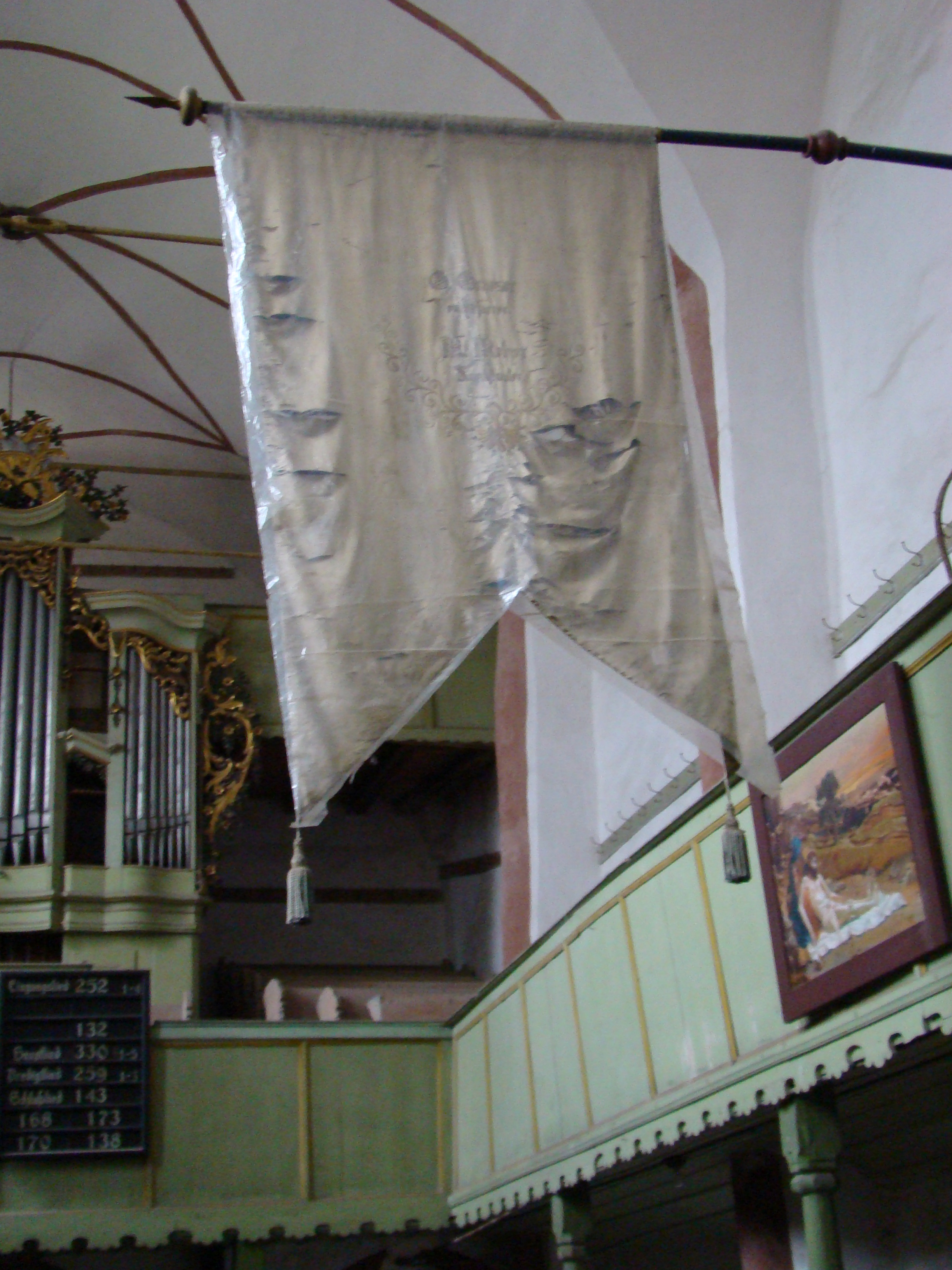
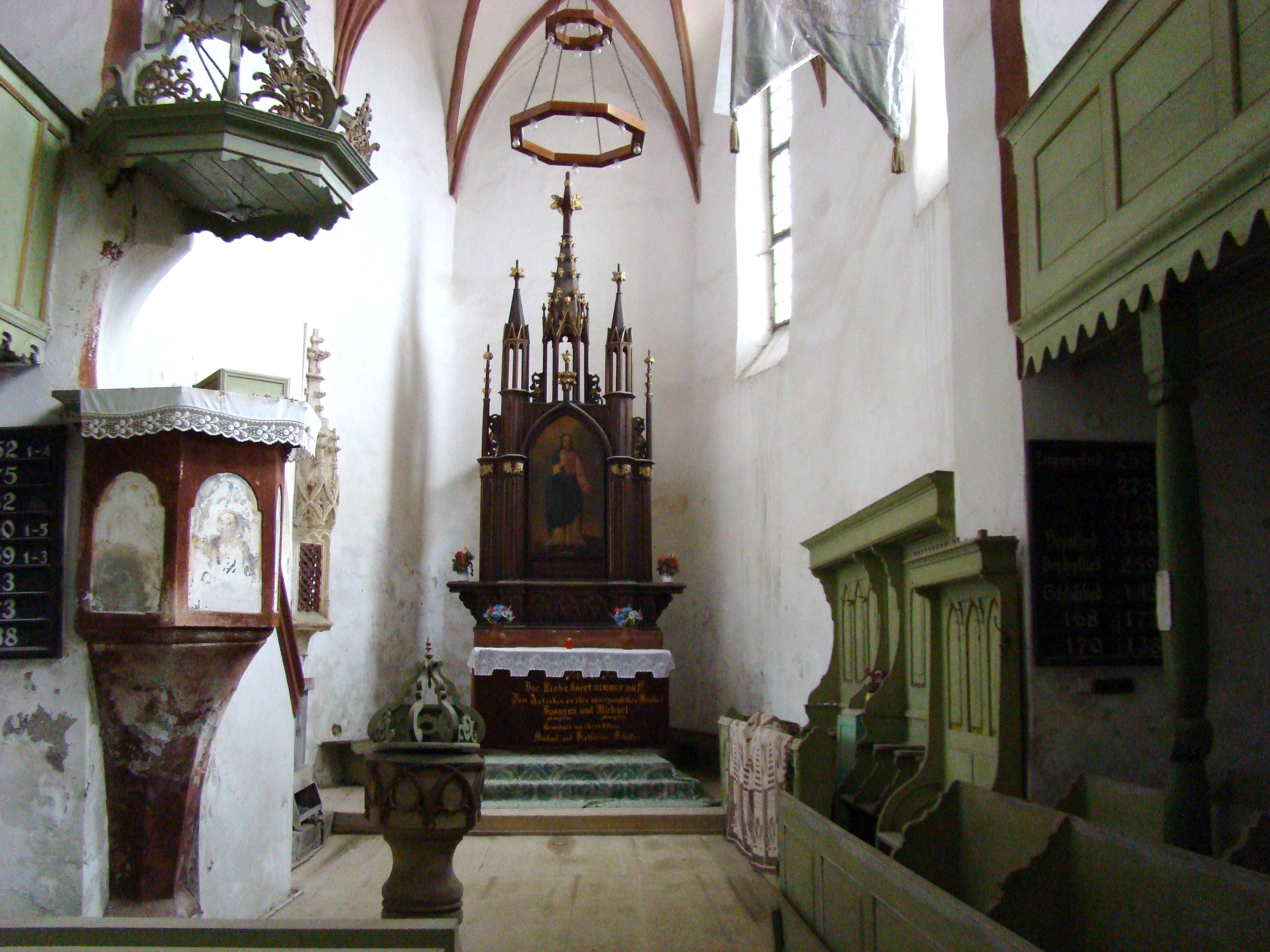
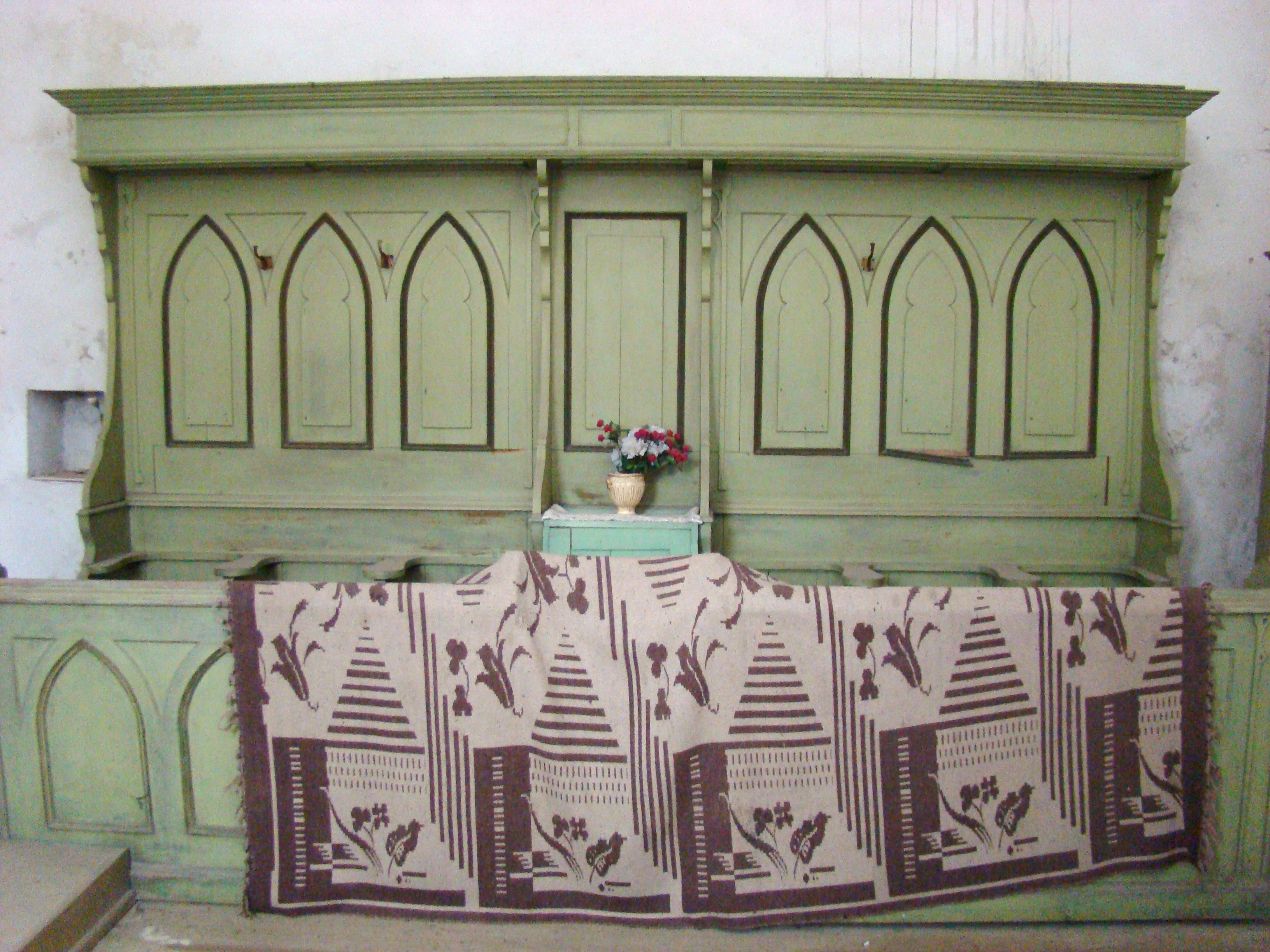
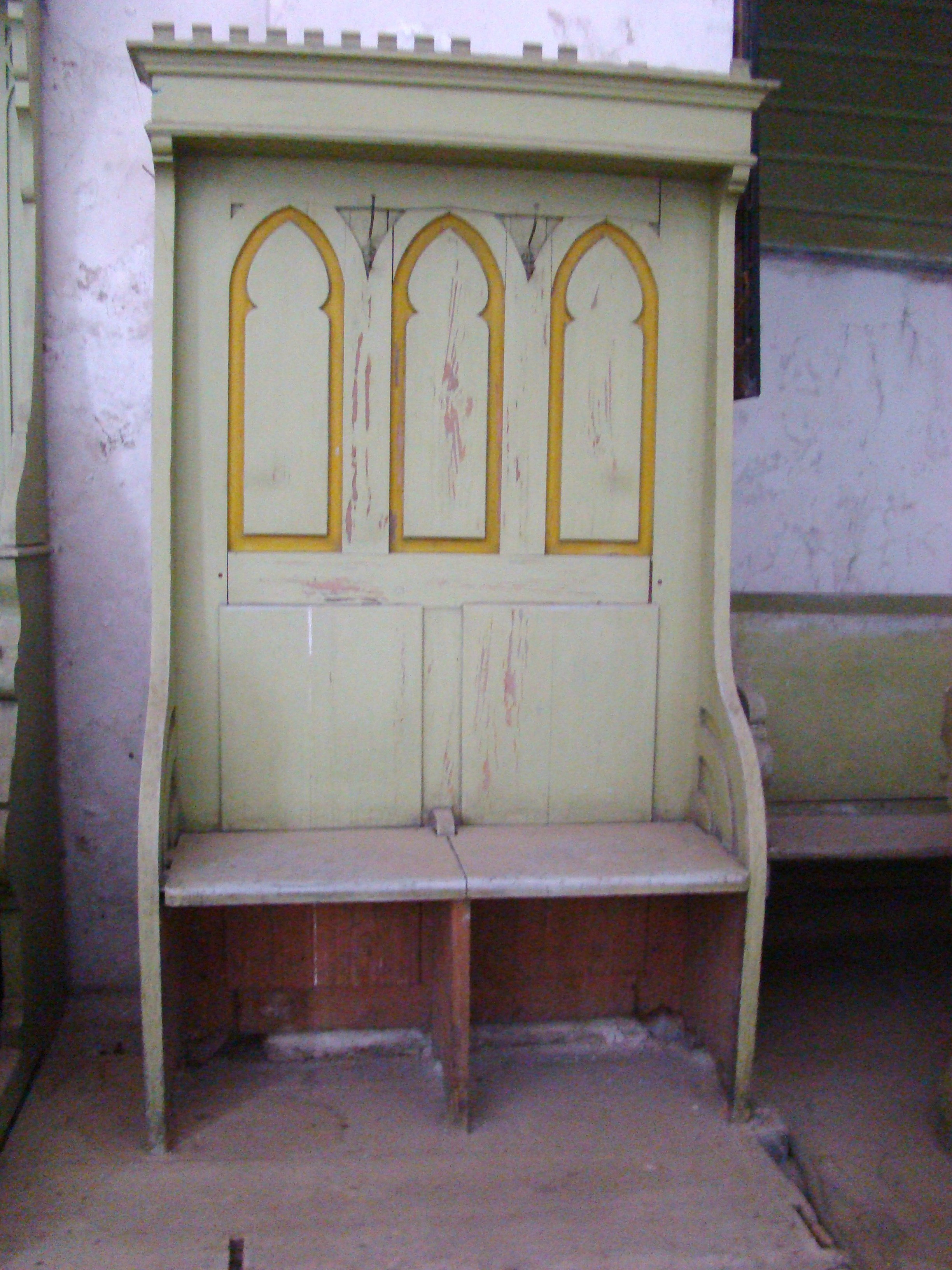